# The Beatles/Konzerte und Tourneen

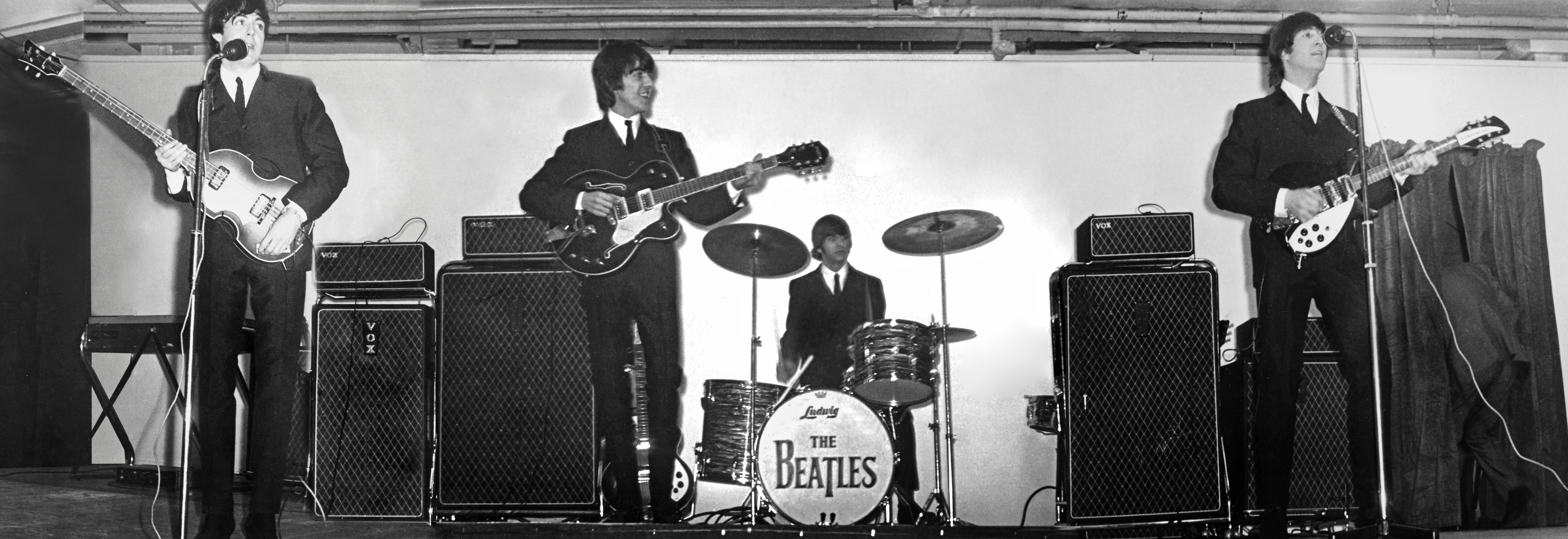
King’s Hall, Belfast 1964

Die folgenden Auflistung behandelt Liveauftritte der Beatles von 1960 bis 1969 sowie die Auftritte von The Quarrymen zwischen 1957 und 1959. Als Quelle dient vor allem das Buch The Complete Beatles Chronicle von Mark Lewisohn. Nicht aufgeführt werden Auftritte bei der BBC. Sieben Jahre nach der offiziellen Trennung wurden im Jahr 1977 die Livealben The Beatles at the Hollywood Bowl und Live! at the Star-Club in Hamburg, Germany; 1962 veröffentlicht. Während das erste im Jahr 2016 in einer musikalisch erweiterten Fassung wiederveröffentlicht wurde, wurde der Vertrieb der Star-Club-Aufnahmen durch einen Gerichtsbeschluss 1998 eingestellt. 2022 erschien das Livealbum Get Back:The Rooftop Performance. Weitere Liveaufnahmen der Beatles erschienen auf den Alben Anthology 1 (1995) und Anthology 2 (1996). Darüber hinaus wurden die Dokumentationsfilme The Beatles: The First U.S. Visit (1991), Anthology (1996), The Four Historic Ed Sullivan Shows Featuring The Beatles (2003), The Beatles: Eight Days a Week – The Touring Years (2016) und The Beatles: Get Back (2021) veröffentlicht, die Liveaufnahmen enthalten.
Konzerte der Beatles, die auf Bootlegs erschienen sind, werden beim jeweiligen Auftrittsort erwähnt, Quelle ist vor allem das Buch The Unreleased Beatles: Music and Film von Richie Unterberger.

## Auftritte von The Quarrymen

### Besetzung
- John Lennon: Gitarre, Gesang (Gründungsmitglied)
- Paul McCartney: Gitarre, Gesang (ab 6. Juli 1957)
- George Harrison: Gitarre, Gesang (ab März 1958)
- Colin Hanton: Schlagzeug (Gründungsmitglied, verließ die Gruppe 1959)
- Eric Griffiths: Gitarre (Gründungsmitglied, verließ die Gruppe 1958)
- Rod Davis: Banjo (Gründungsmitglied, verließ die Gruppe 1957)
- Pete Shotton: Waschbrett (Gründungsmitglied, verließ die Gruppe 1957)
- Bill Smith: Teekistenbass (Gründungsmitglied, verließ die Gruppe 1956)
- Ken Brown: Gitarre (1959)
- Ivan Vaughan: Teekistenbass (1956–1957)
- Len Garry: Teekistenbass (1956–1958)
- Nigel Whalley: Teekistenbass (1956–1958)
- John Duff Lowe: Klavier (1958–1959)

### Erläuterungen
Der 16-jährige John Lennon gründete gegen Ende des Jahres 1956 in Liverpool die Skiffle-Gruppe The Quarrymen, benannt nach der Quarry Bank High School, die er besuchte. Erste Mitglieder dieser Schülerband waren neben Lennon (Gesang/Gitarre) der Gitarrist Eric Griffiths, der Schlagzeuger Colin Hanton, der Banjospieler Rod Davis, der Bassist Len Garry und Pete Shotton am Waschbrett. Die Besetzung der Quarrymen, die bei privaten Feiern und Schulfesten ihre ersten Auftritte absolvierte, wechselte allerdings ständig. Ende des Jahres 1959 bestand die Gruppe nur aus den Mitgliedern John Lennon, Paul McCartney und George Harrison.
Auftritte, die von Mark Lewisohn nicht dokumentiert wurden, werden hier nicht aufgeführt.

### 1957

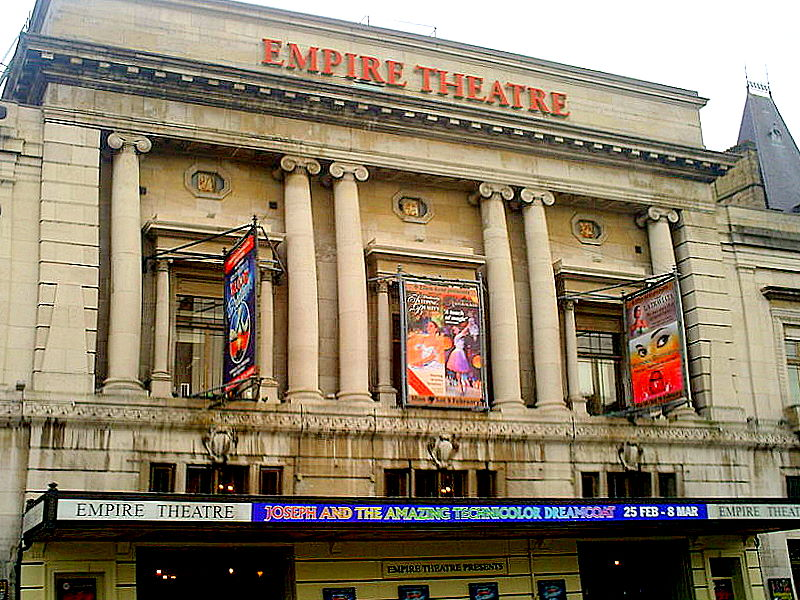
Empire Theatre

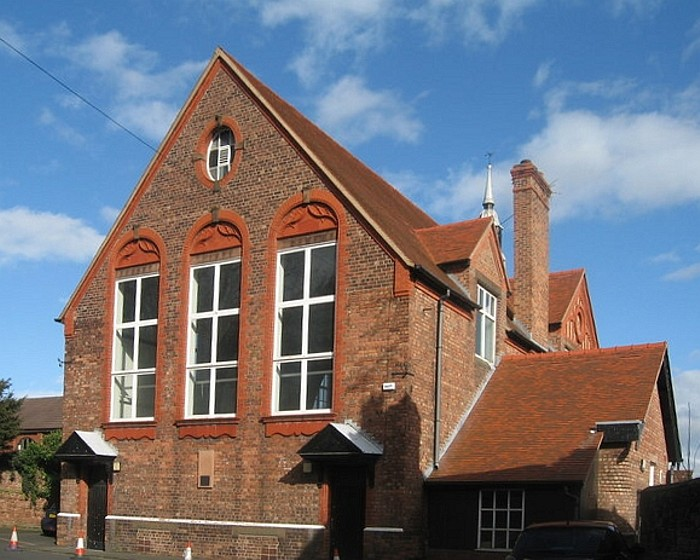
St. Peter’s Church Hall: Am 6. Juli 1957 lernten sich John Lennon und Paul McCartney bei einem Gartenfest der Pfarrgemeinde kennen

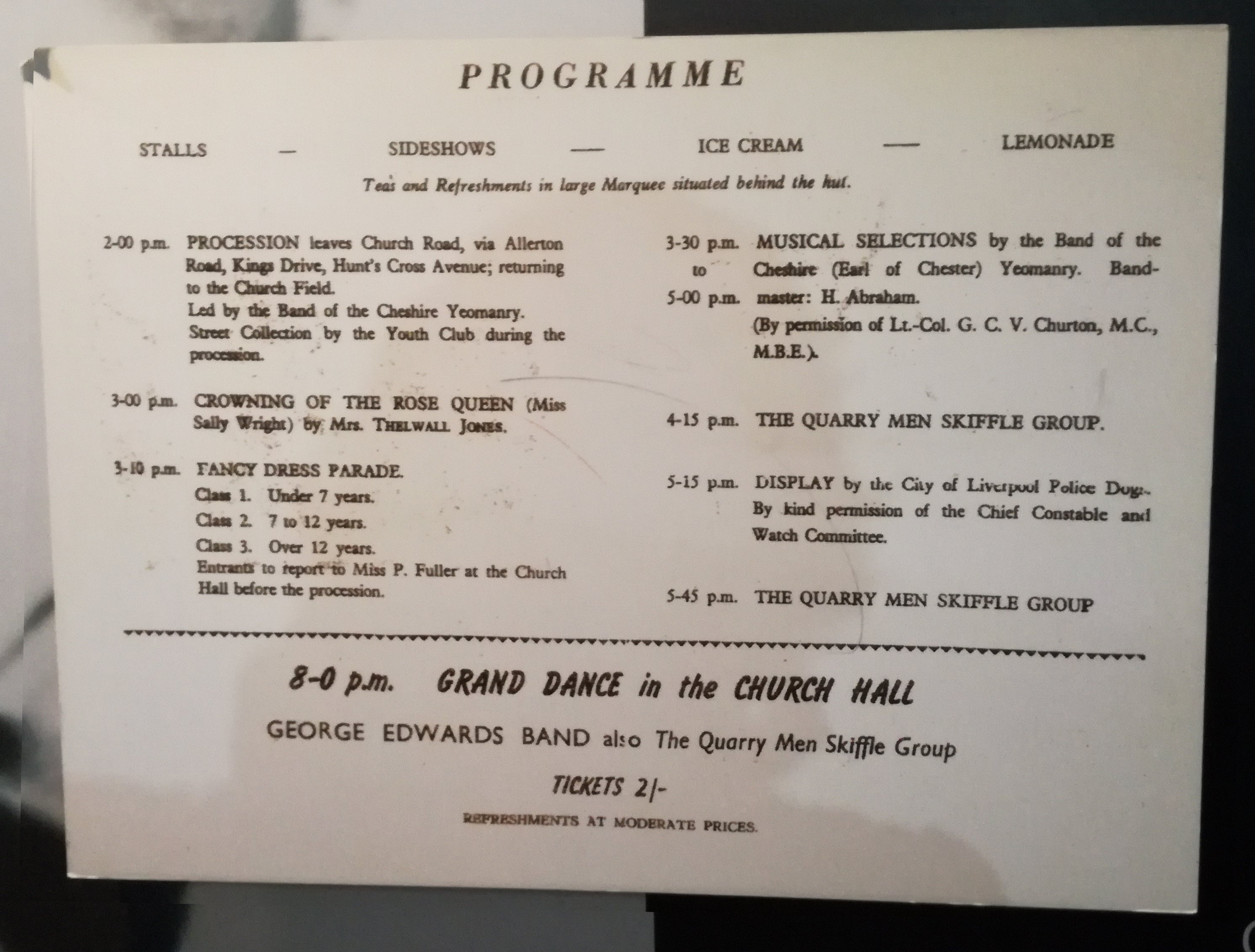
Programmankündigung der Quarrymen für den 6. Juli 1957

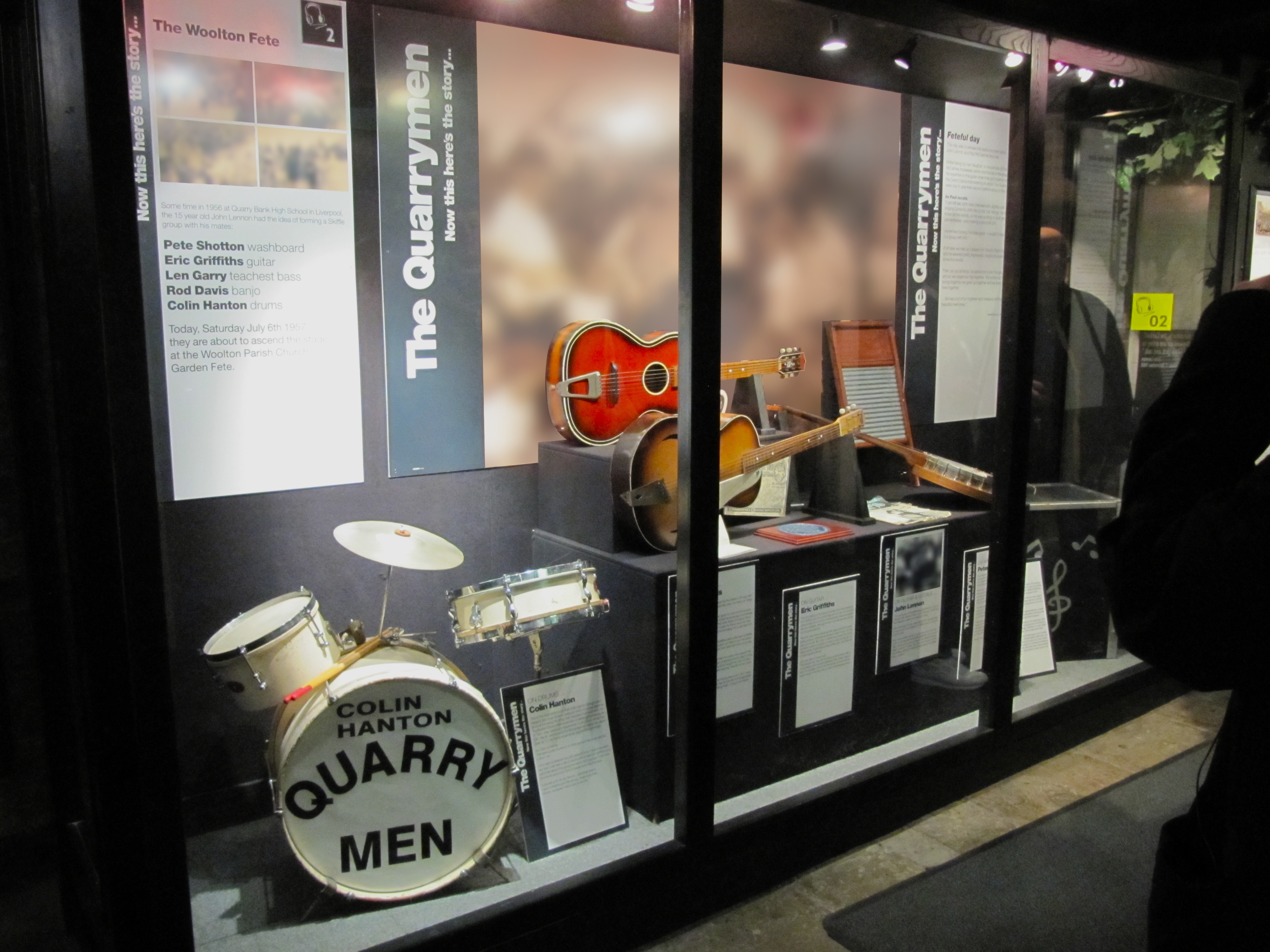
Instrumente von The Quarrymen

| Datum             | Stadt     | Auftrittsort |
| ----------------- | --------- | --- |
| 09. Juni 1957     | Liverpool | Empire Theatre Auftritt für die Qualifikation für die Fernsehsendung Mr. Star-Maker mit Carroll Levis. Die Quarrymen kamen nicht weiter. |
| 22. Juni 1957     | Liverpool | Roseberry Street Auftritt bei einem Straßenfest, wo die Musikgruppen einen Lastkraftwagen als Bühne benutzten. |
| 06. Juli 1957     | Liverpool | St. Peter’s Church Während des Gartenfestes stellte Ivan Vaughan, ein Mitglied der Quarrymen seinen Klassenkameraden, den 15-jährigen Paul McCartney, vor. Das aufgenommene Lied Puttin’on the Style wurde auf Bootleg veröffentlicht.                                          |
| 07. August 1957   | Liverpool | Cavern Club Der erste Auftritt der Quarrymen im Cavern Club. Zu dieser Zeit war es ein Jazz-Club, dessen Publikum und Manager John Lennons musikalische Ausflüge in den Rock ’n’ Roll nicht akzeptierten. Paul McCartney trat nicht auf, da er sich in einem Feriencamp befand. |
| 18. Oktober 1957  | Liverpool | New Clubmoor Hall (Conservative Club) Erster Auftritt der Quarrymen mit John Lennon und Paul McCartney. |
| 07. November 1957 | Liverpool | Wilson Hall |
| 16. November 1957 | Liverpool | Stanley Abattoir Social Club |
| 23. November 1957 | Liverpool | New Clubmoor Hall (Conservative Club) |
| 07. Dezember 1957 | Liverpool | Wilson Hall |

### 1958
| Datum             | Stadt     | Auftrittsort                                                                      |
| ----------------- | --------- | --------------------------------------------------------------------------------- |
| 10. Januar 1958   | Liverpool | New Clubmoor Hall (Conservative Club)                                             |
| 24. Januar 1958   | Liverpool | Cavern Club                                                                       |
| 06. Februar 1958  | Liverpool | Wilson Hall Während des Auftritts wird den Quarrymen George Harrison vorgestellt. |
| 13. März 1958     | Liverpool | The Morgue Skiffle Cellar                                                         |
| 20. Dezember 1958 | Liverpool | Upton Green Auftritt während der Hochzeitsparty von George Harrisons Bruder Harry |

### 1959
| Datum                     | Stadt      | Auftrittsort |
| ------------------------- | ---------- | --- |
| 01. Januar 1959           | Liverpool  | Wilson Hall |
| 24. Januar 1959           | Liverpool  | Woolton Village Club |
| 29. August 1959           | Liverpool  | Casbah Coffee Club Erster Auftritt im Casbah Coffee Club |
| 05. September 1959        | Liverpool  | Casbah Coffee Club |
| 12. September 1959        | Liverpool  | Casbah Coffee Club |
| 19. September 1959        | Liverpool  | Casbah Coffee Club |
| 26. September 1959        | Liverpool  | Casbah Coffee Club |
| 03. Oktober 1959          | Liverpool  | Casbah Coffee Club |
| 10. Oktober 1959          | Liverpool  | Casbah Coffee Club |
| 18. oder 25. Oktober 1959 | Liverpool  | Empire Theatre Erneuter Auftritt für die Qualifikation für die Fernsehsendung TV Star Search mit Carroll Levis. Bei diesem Auftritt änderte die Gruppe ihren Namen in Johnny and the Moondogs und bestand aus den Mitgliedern John Lennon, Paul McCartney und George Harrison. Diesmal qualifizierten sie sich für die nächste Runde. |
| 26.–31. Oktober 1959      | Liverpool  | Empire Theatre Johnny and the Moondogs hatten in dieser Woche zwei Auftritte, gewannen aber nicht diese Runde kamen aber ins Finale. |
| 15. November 1959         | Manchester | Hippodrome Theatre Der erste Auftritt der Gruppe außerhalb Liverpools. Das Finale von TV Star Search mit Carroll Levis dauerte bis spät abends, sodass die drei Mitglieder von Johnny and the Moondogs vorzeitig die Veranstaltung verlassen mussten um nach Hause zu kommen.                                                         |

## 1960

### Besetzung
- John Lennon: Gesang, Gitarre
- Paul McCartney: Gesang, Gitarre
- George Harrison: Gesang, Gitarre
- Stuart Sutcliffe: Bass
- Chas Newby: Bass (17., 24., 27. und 31. Dezember 1960)
- Tommy Moore: Schlagzeug (14. Mai – 13. Juni 1960)
- Norman Chapman: Schlagzeug (18., 25. Juni und 2. Juli 1960)[2]
- Pete Best: Schlagzeug (ab 17. August 1960)

### Erläuterungen
Zu Beginn des Jahres des Jahres 1960 bestand die Gruppe aus den vier festen Mitgliedern John Lennon, Paul McCartney, George Harrison und Stuart Sutcliffe sowie wechselnden Schlagzeugern. Auf der Bühne trugen sie überwiegend dunkle Kleidung oder Lederanzüge.
Im Mai 1960 begleiteten die Silver Beetles den Sänger Johnny Gentle auf einer Schottland-Tournee, die durch die Vermittlung des Managers Larry Parnes zustande gekommen war. Doch der erhoffte Durchbruch entwickelte sich zum Fiasko. Während der einwöchigen Reise musste sich die noch unbekannte Gruppe mit spärlichem Publikum, Hunger und Erschöpfung auseinandersetzen. Eines der zum Teil verwahrlosten Hotels musste wegen Geldmangels Hals über Kopf verlassen werden. Zudem wurde der damalige Schlagzeuger Tommy Moore bei einem Autounfall verletzt. Ab August 1960 verzichtete die Gruppe auf den Zusatz Silver im Namen und nannte sich fortan The Beatles.
Am 17. August 1960 gab die Gruppe im Hamburger Rotlichtviertel St. Pauli mit ihrem neuen Schlagzeuger Pete Best ihr erstes Konzert unter dem Namen The Beatles. Von nun an spielten sie täglich im Indra, einem Stripclub an der berüchtigten Großen Freiheit. Nach und nach passten sich die Gruppenmitglieder dem spannungsgeladenen Umfeld aus Gewalt, Alkohol, Drogen und Sex an. Durch die bis zu neun Stunden dauernden Arbeitstage wurden Repertoire, Spontaneität und Selbstbewusstsein vergrößert. Die Aufforderung des Clubbesitzers, eine „Schau“ zu machen, mündete in wüsten Bühnenauftritten, die das Publikum anlockten und die Band zum angesagtesten Geheimtipp der Großen Freiheit machten. Weil der Indra-Club wegen Ruhestörung geschlossen werden musste, zogen die Beatles Anfang Oktober in den Kaiserkeller um.
Am 27. Dezember 1960 spielten die Beatles ein Konzert in der Liverpooler Litherland Town Hall, bei dem die Gruppe ihren Status als „beste Band der Stadt“ festigte und erste Anzeichen der aufkommenden Popularität zu spüren bekam. Bei diesem und drei weiteren Auftritten wurde Sutcliffe durch den Studenten Chas Newby am Bass vertreten, da er bei seiner Freundin Astrid Kirchherr in Hamburg bis Ende Februar 1961 blieb.

### Konzerte

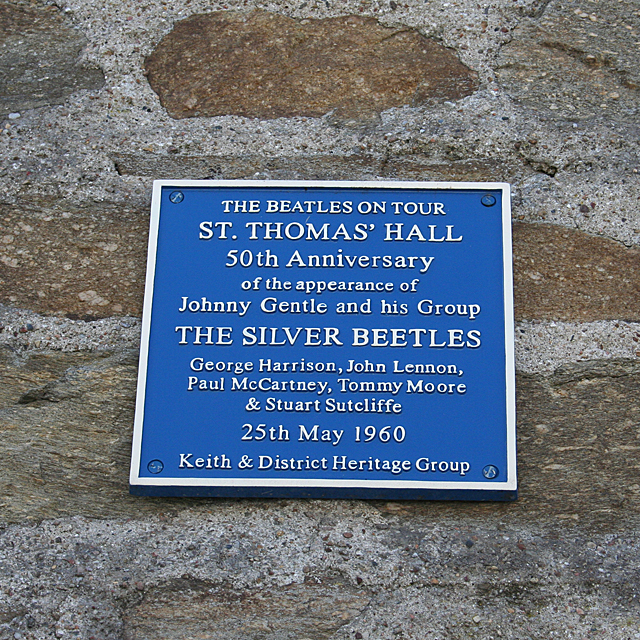
Gedenkplakette

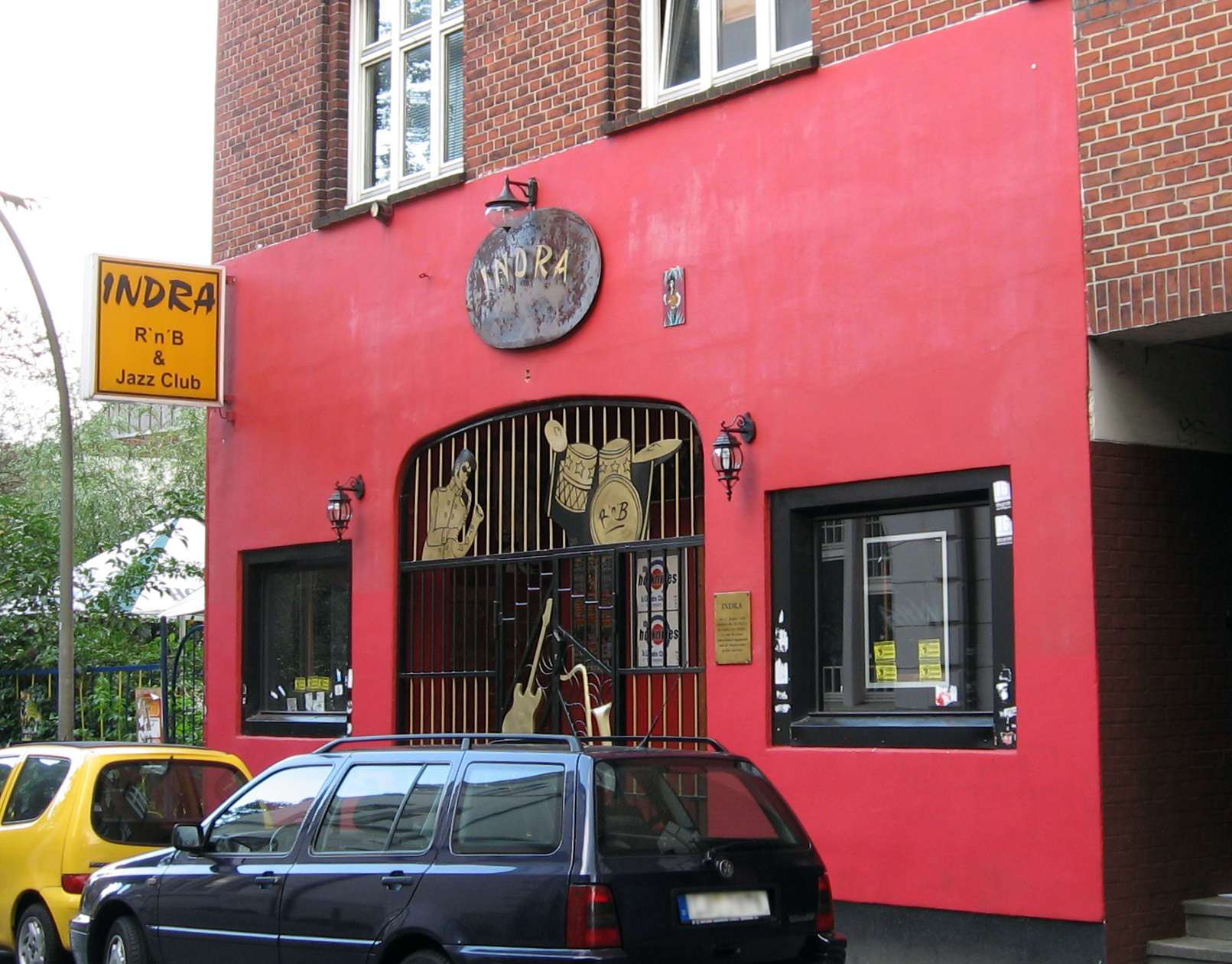
Der Indra-Club: Die Beatles spielten dort vom 17. August bis zum 3. Oktober 1960

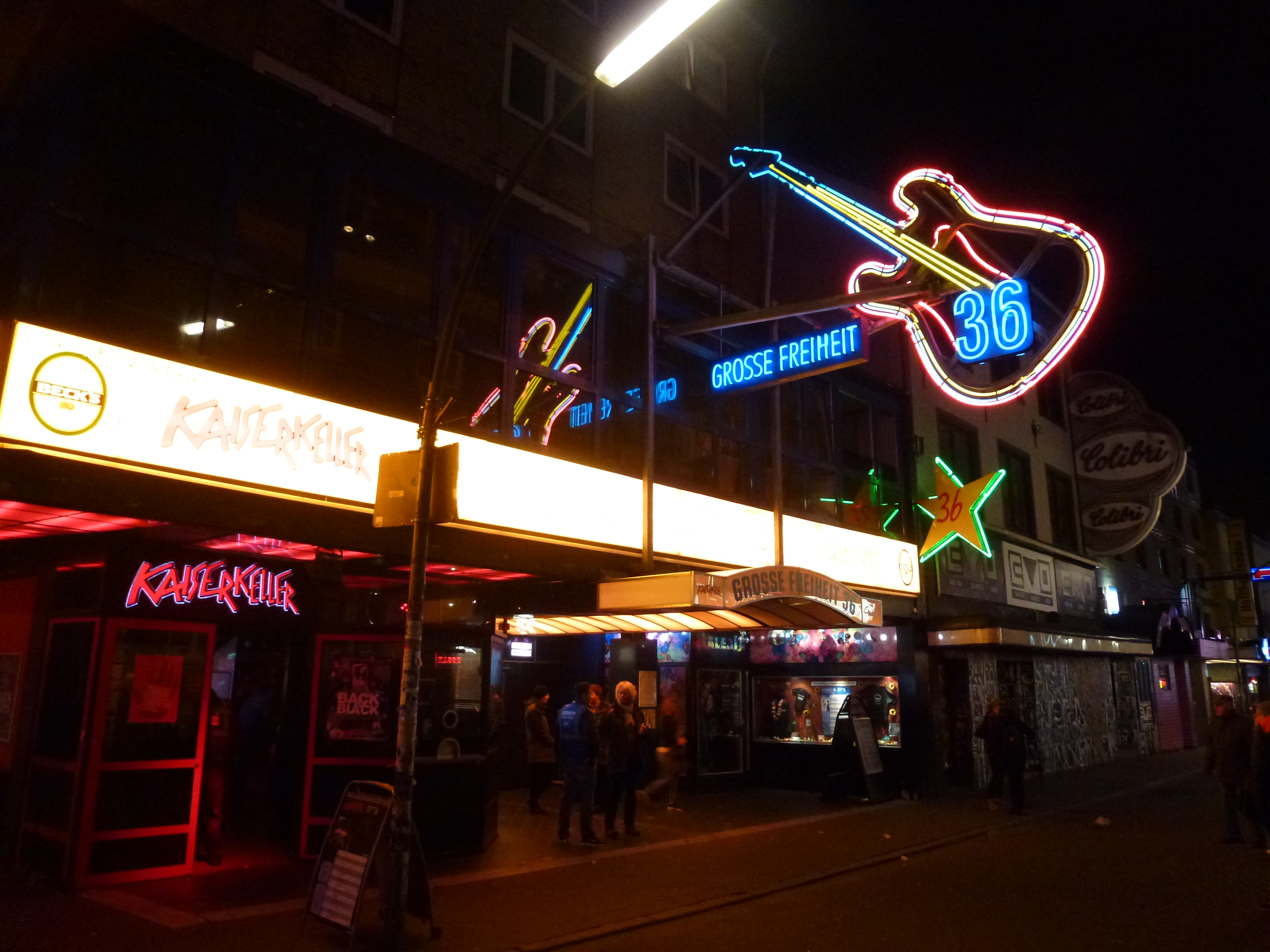
Musikclubs Kaiserkeller und Große Freiheit 36: Die Beatles spielten dort vom 4. Oktober bis zum 30. November 1960

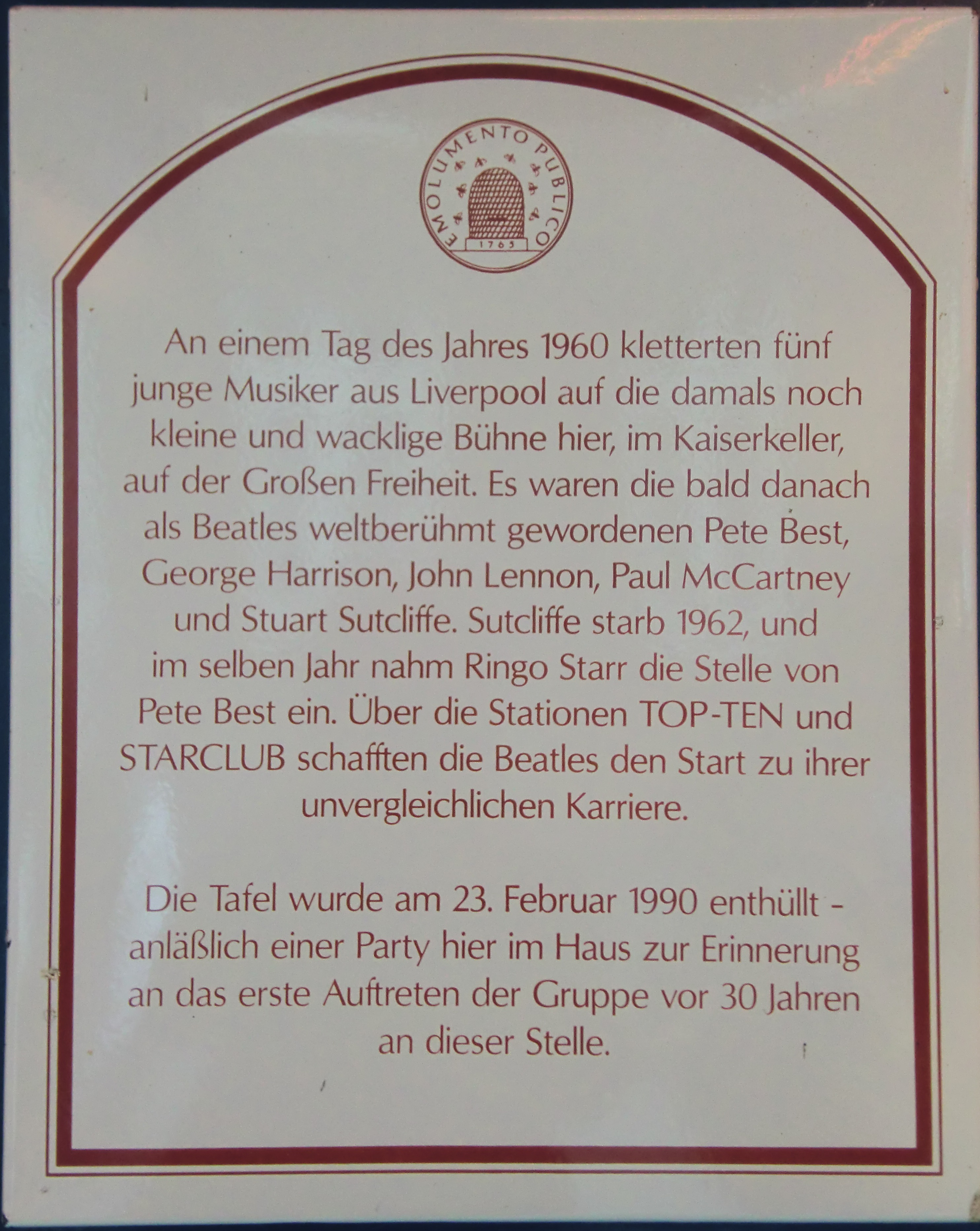
Gedenktafel vor dem Kaiserkeller

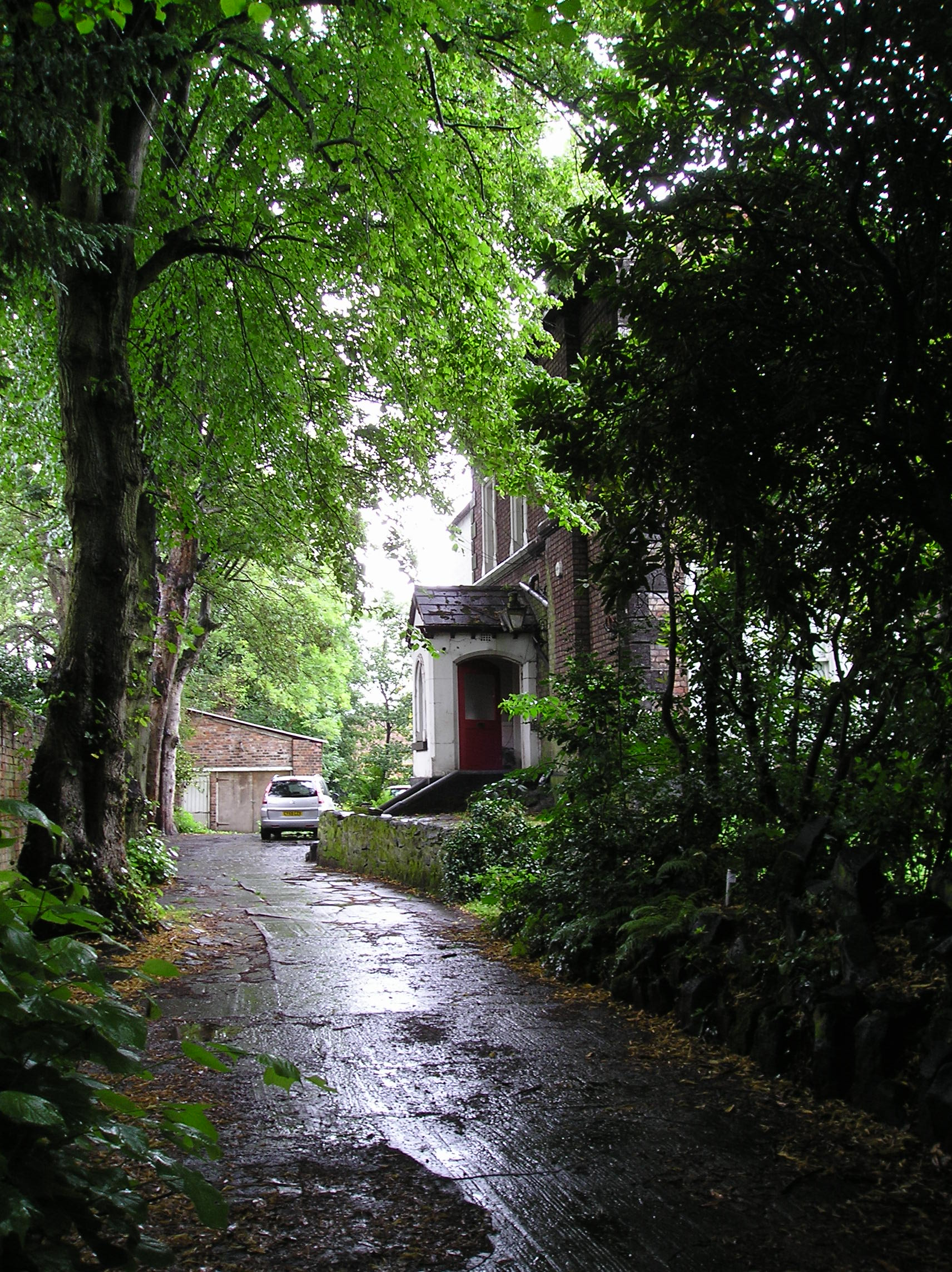
Casbah Coffee Club

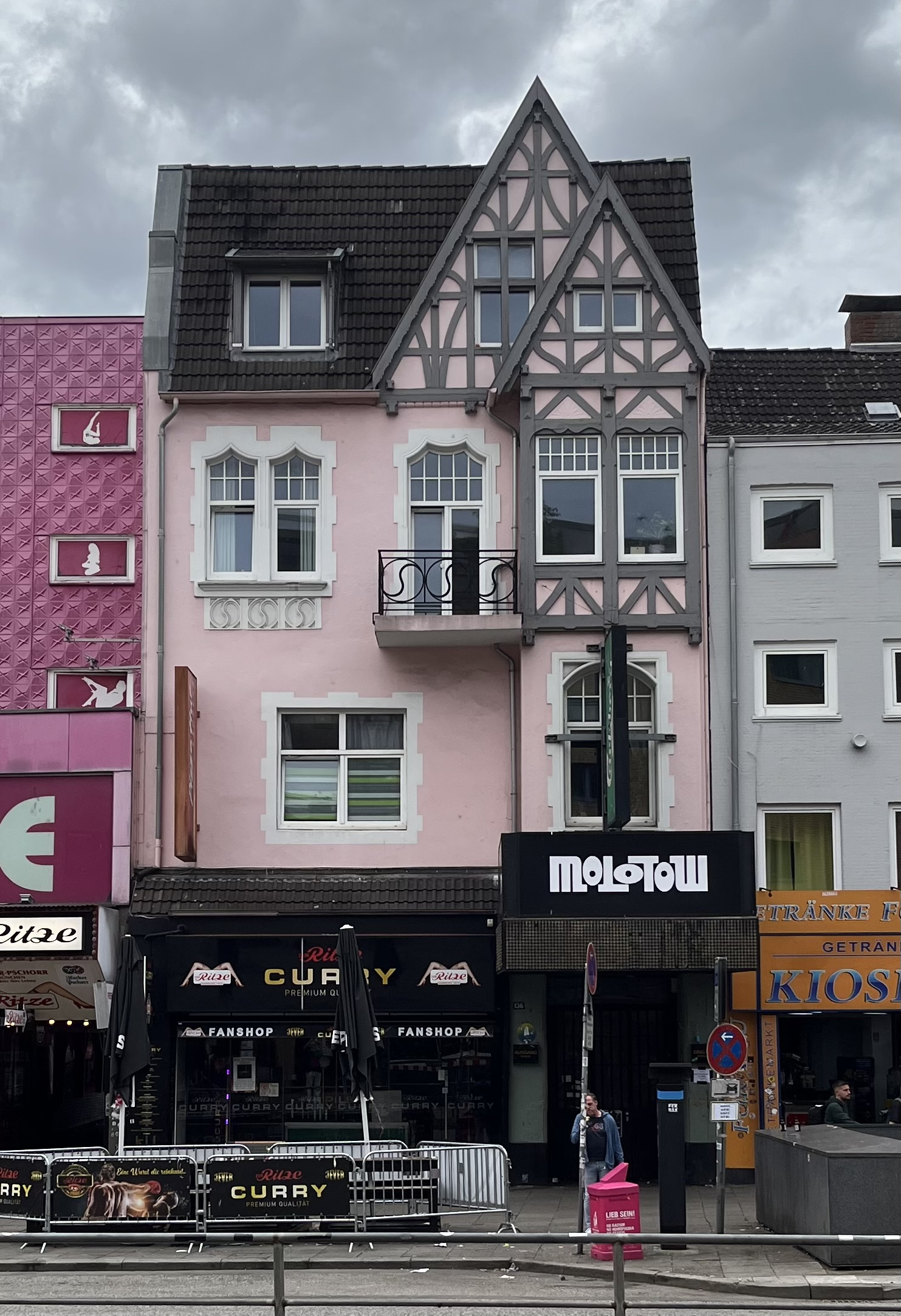
Ehemaliger Top Ten Club (seit 2025: Molotow Musikclub): Die Beatles spielten dort vom 1. April bis zum 1. Juli 1961

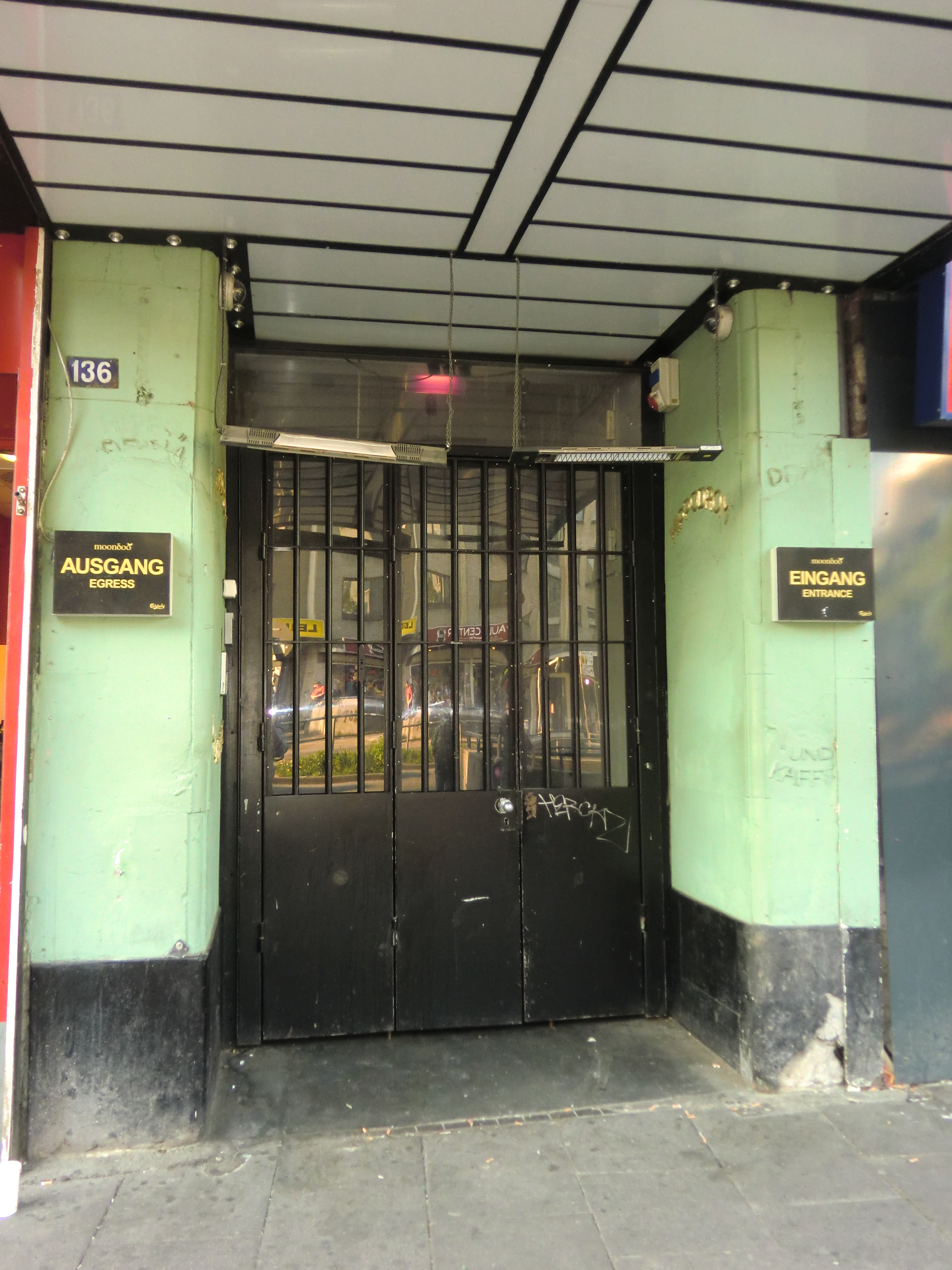
Ehemaliger Eingang vom Top Ten Club, heute Eingang vom Molotow Musikclub

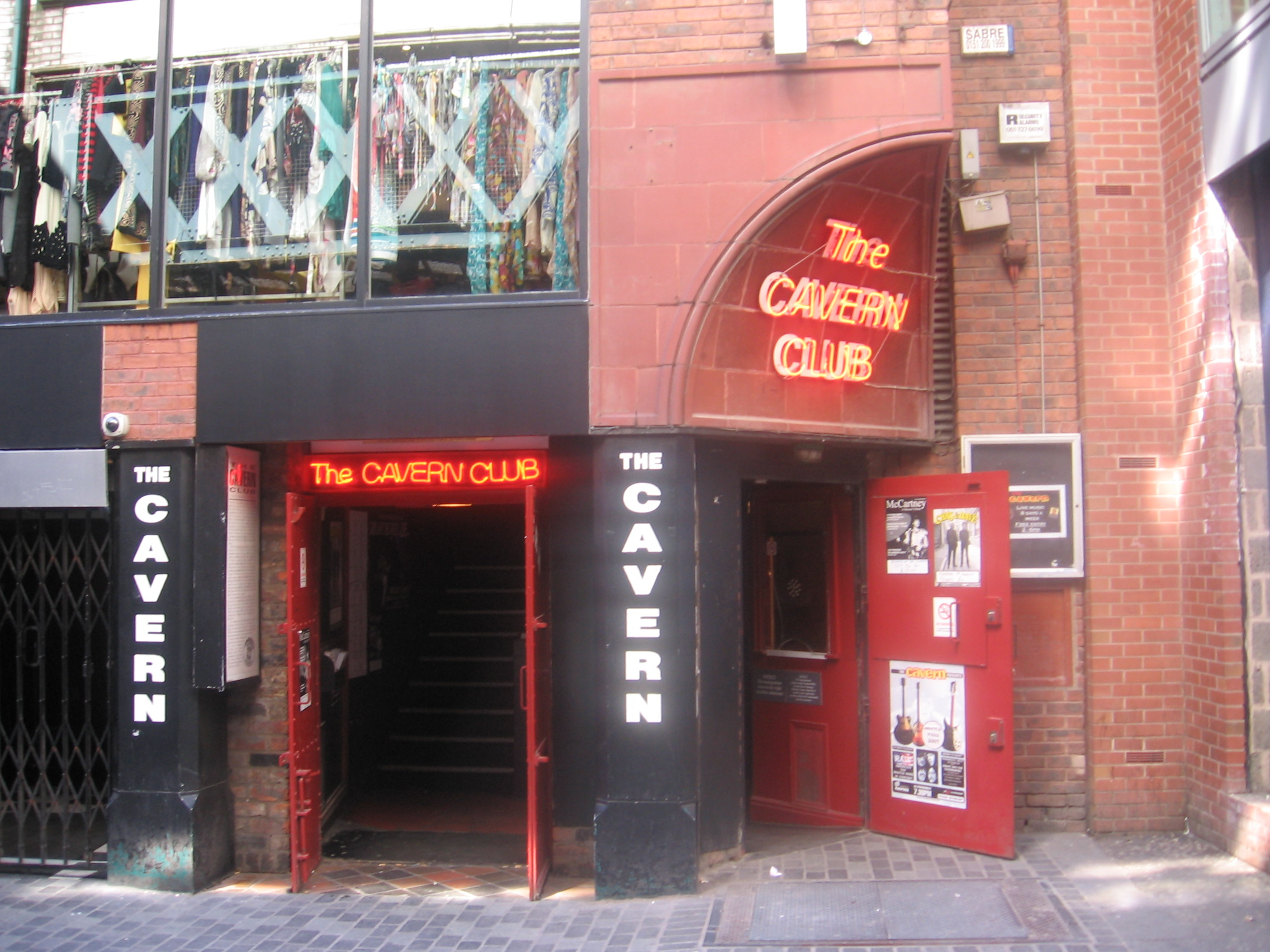
Der heutige Cavern Club in Liverpool

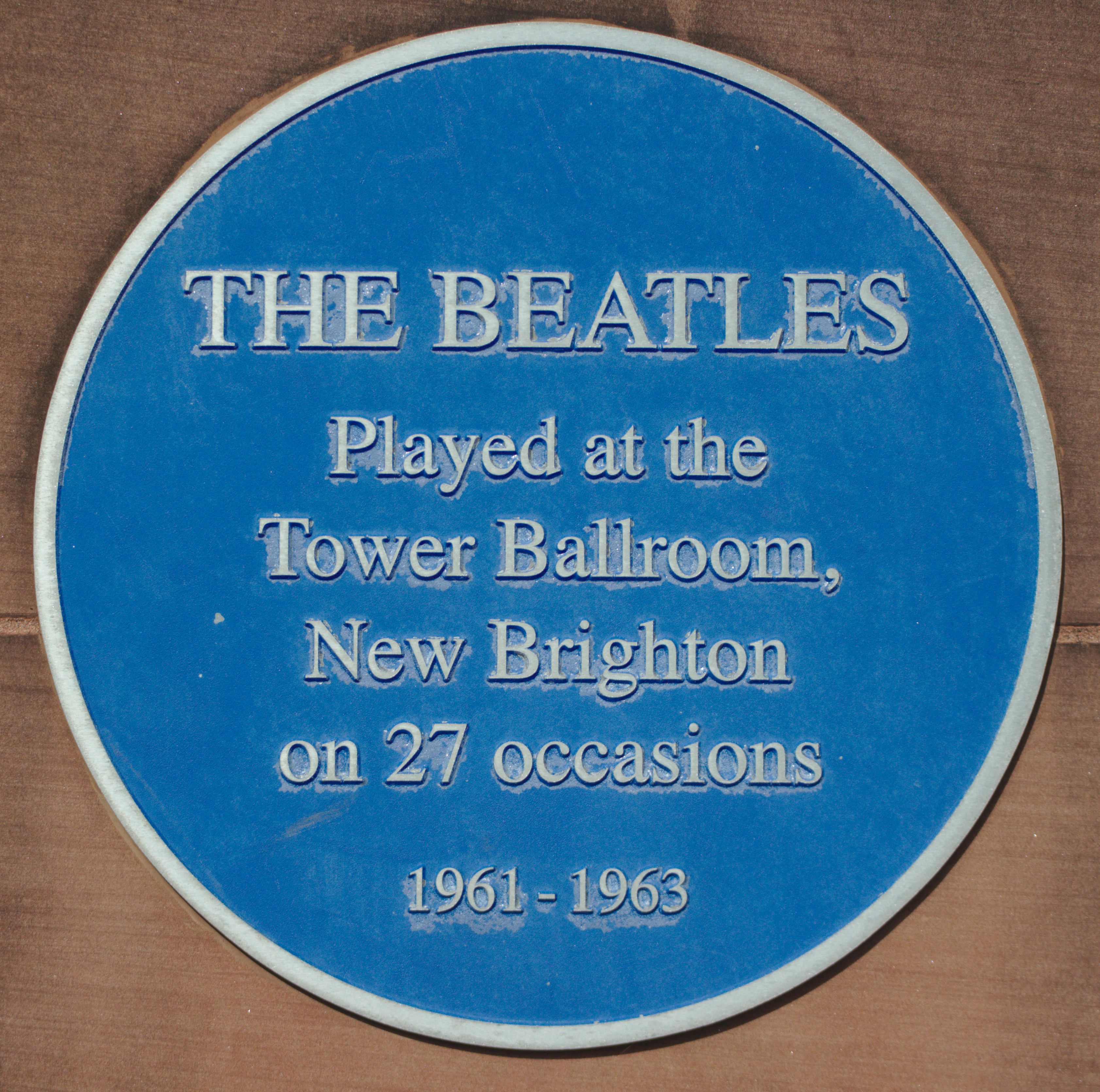
Erinnerungsplakette am Tower Ballroom

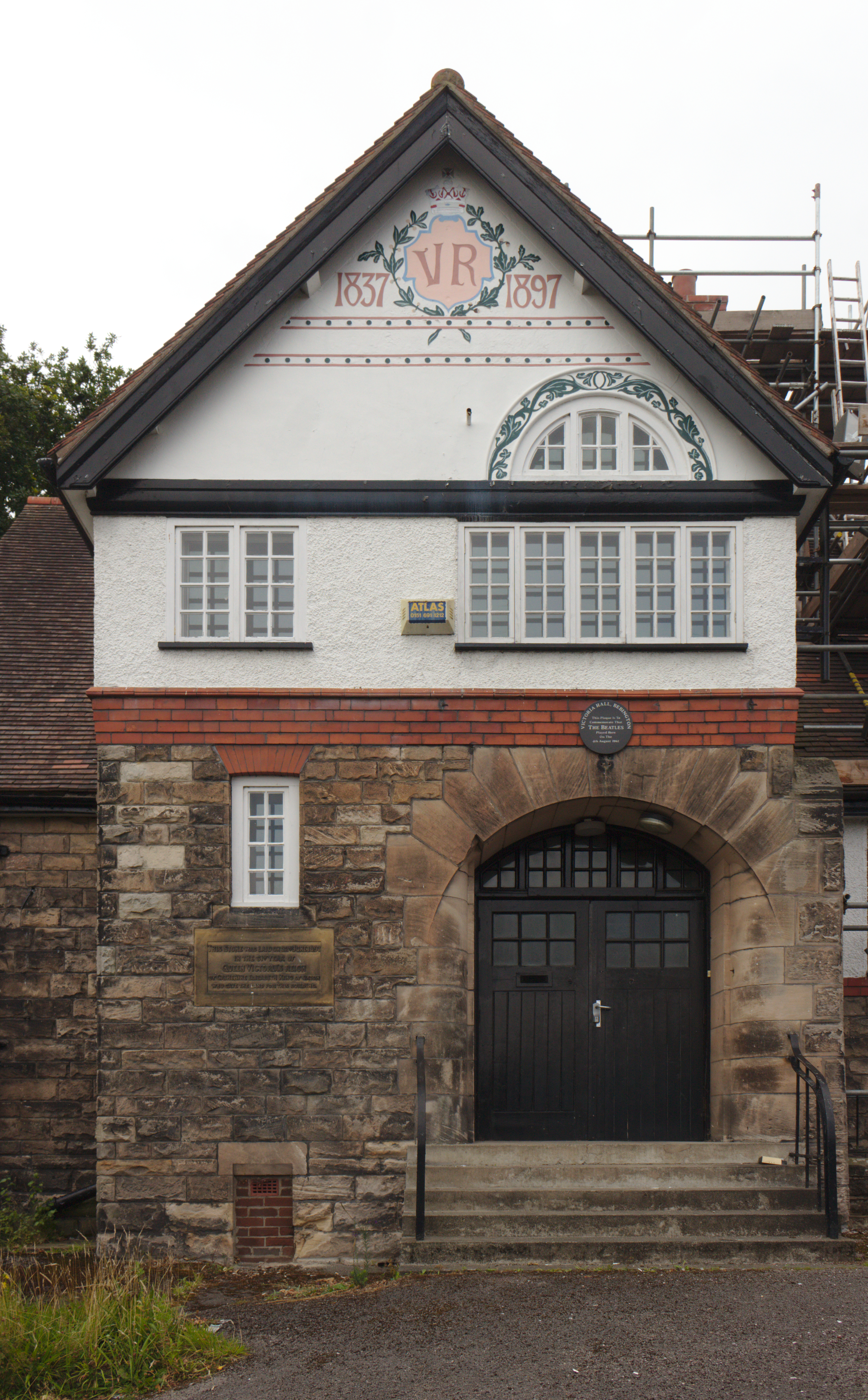
Die Beatles spielten in der Victoria Hall am 4. August 1962

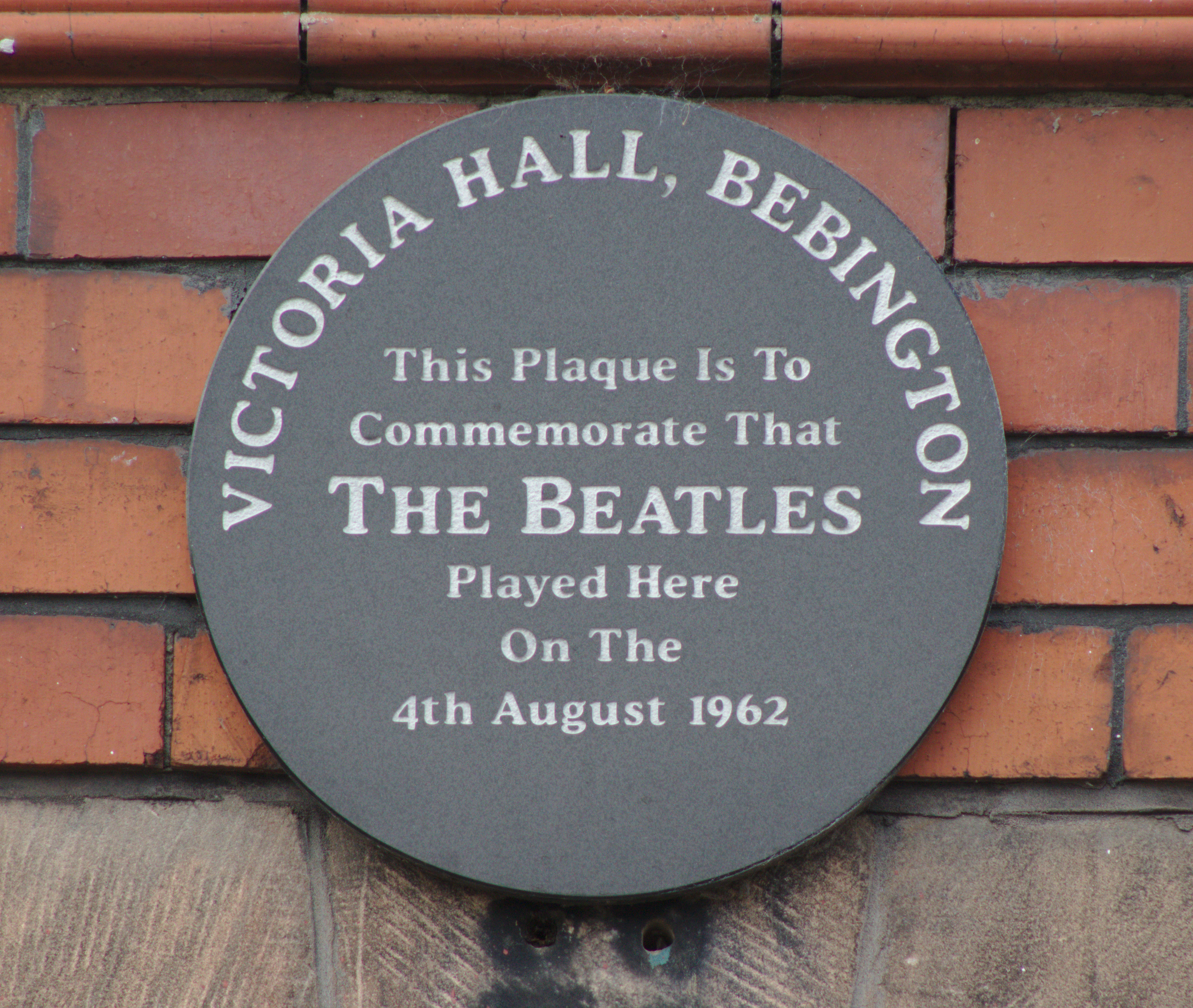
Plakette an der Victoria Hall

Die Beatles spielten in der Hulme Hall am 18. August 1962 das erste Mal mit Ringo Starr

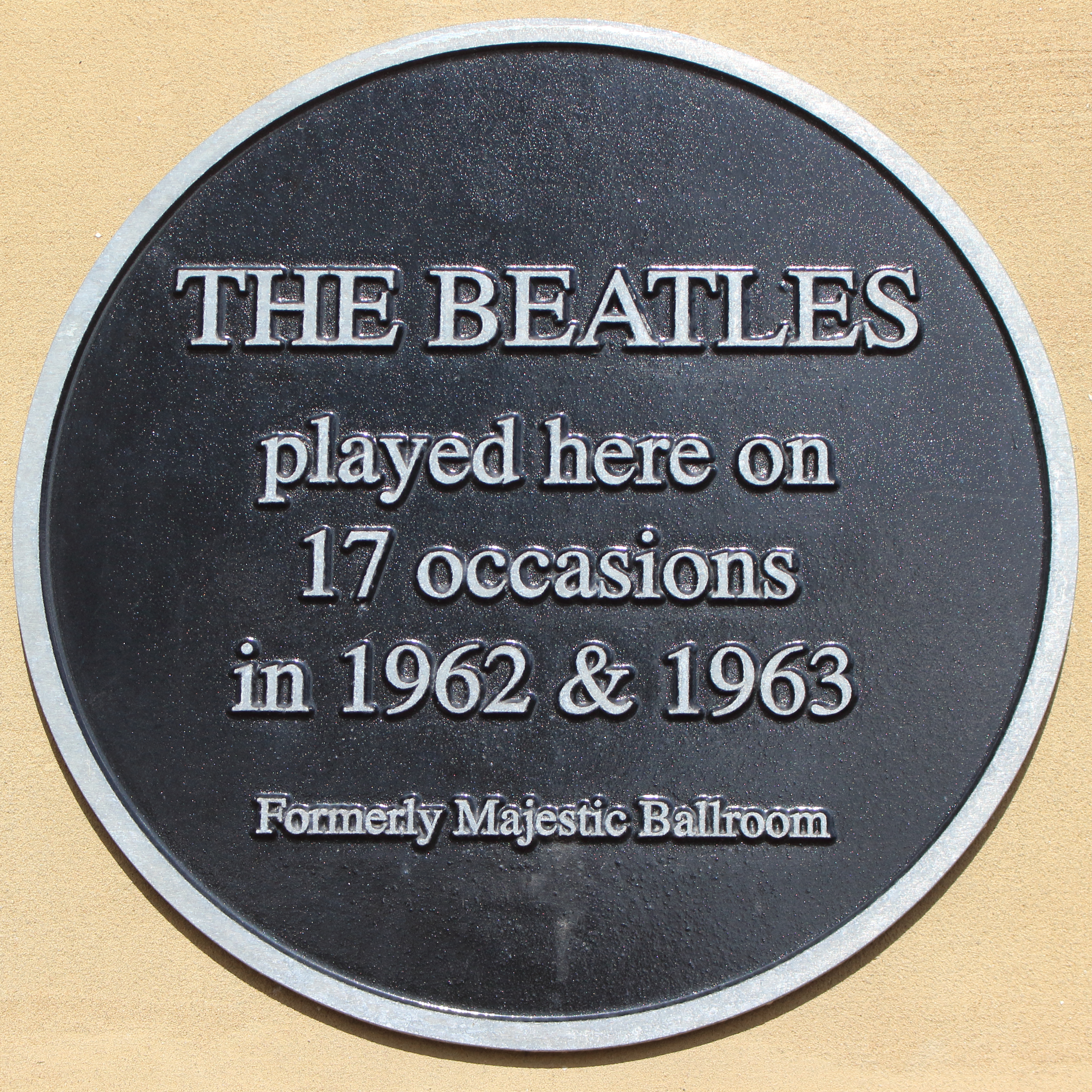
Plakette am Majestic Ballroom

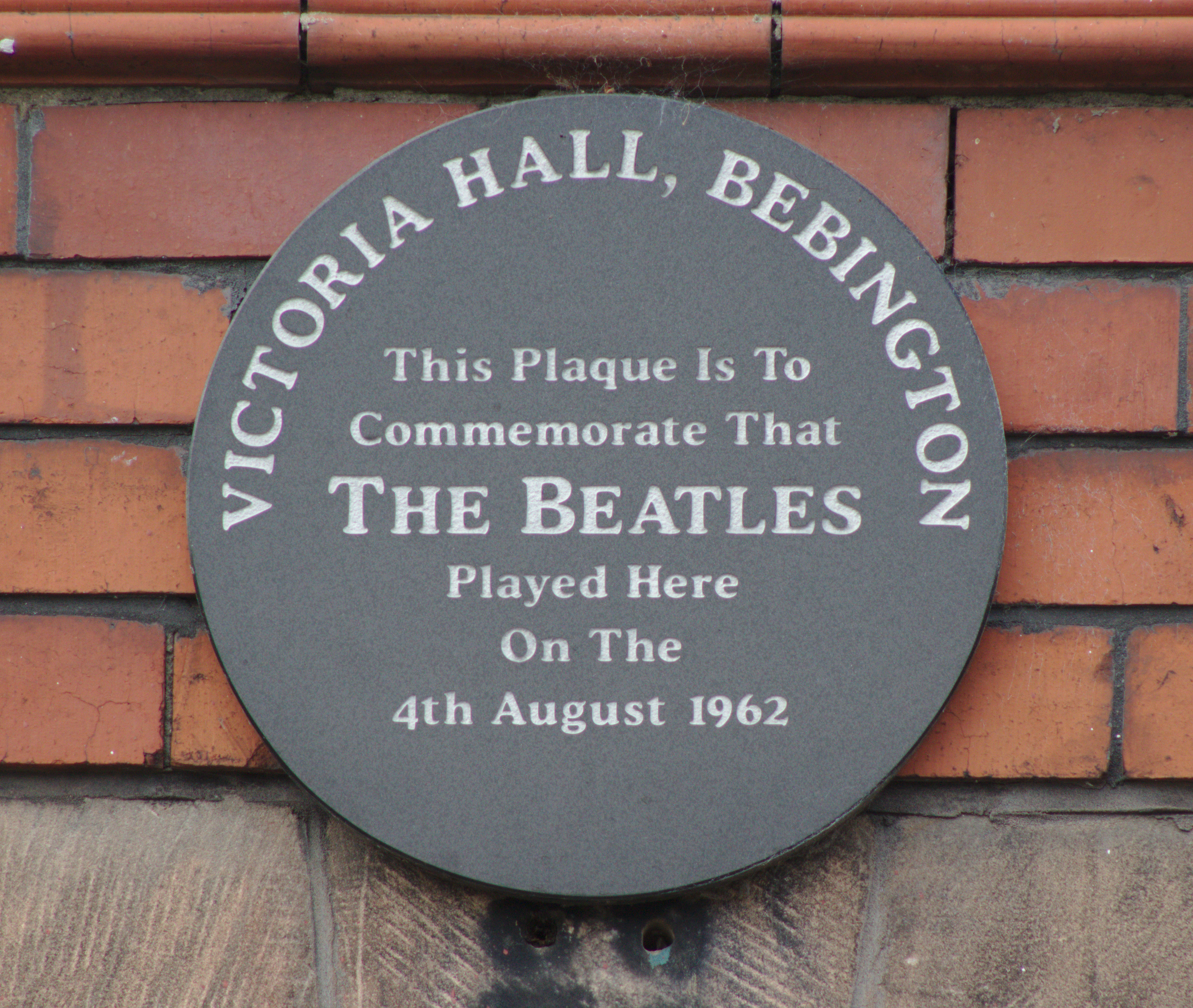
Plakette an der Victoria Hall

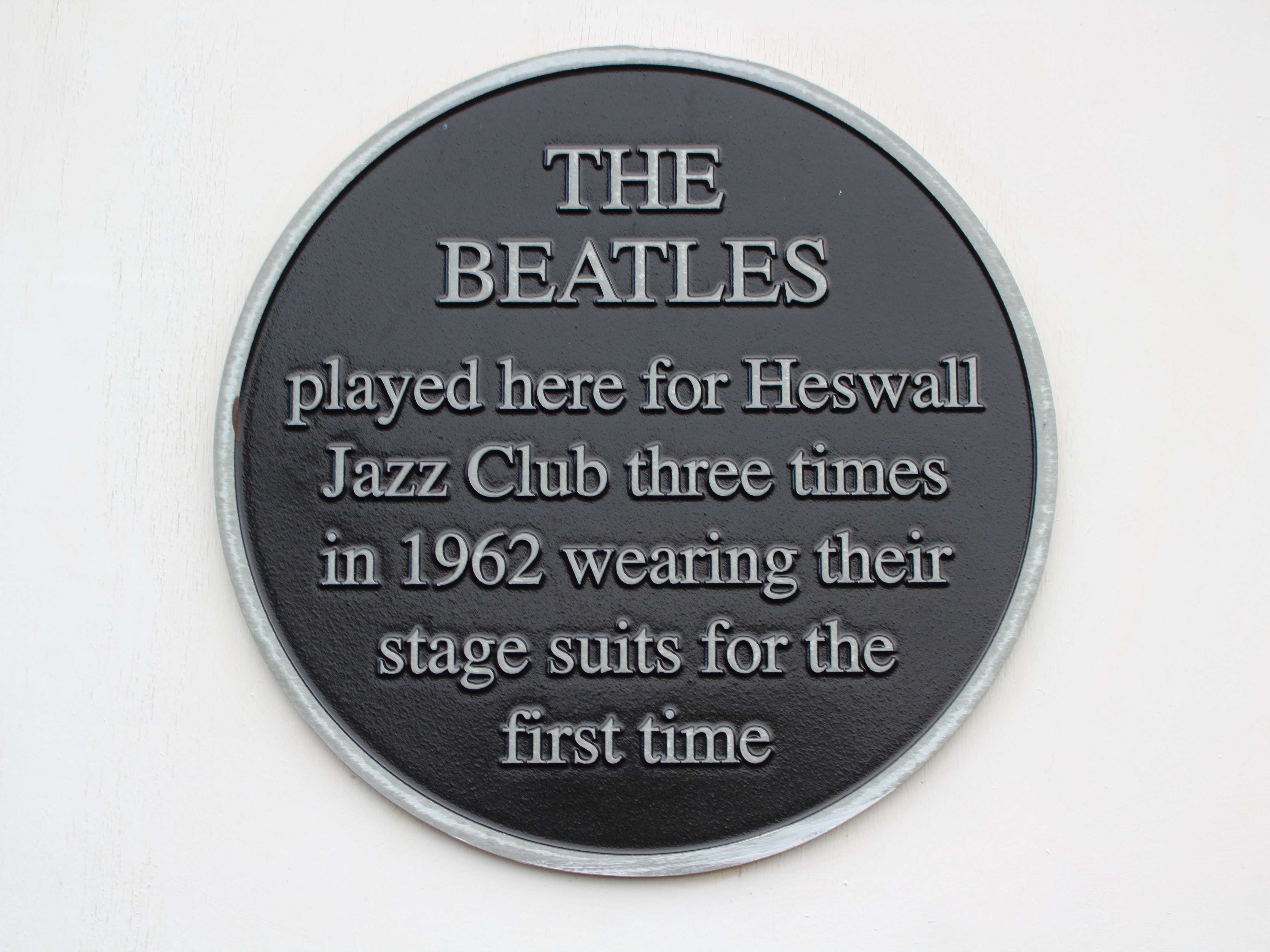
Plakette an dem Heswall Jazz Club

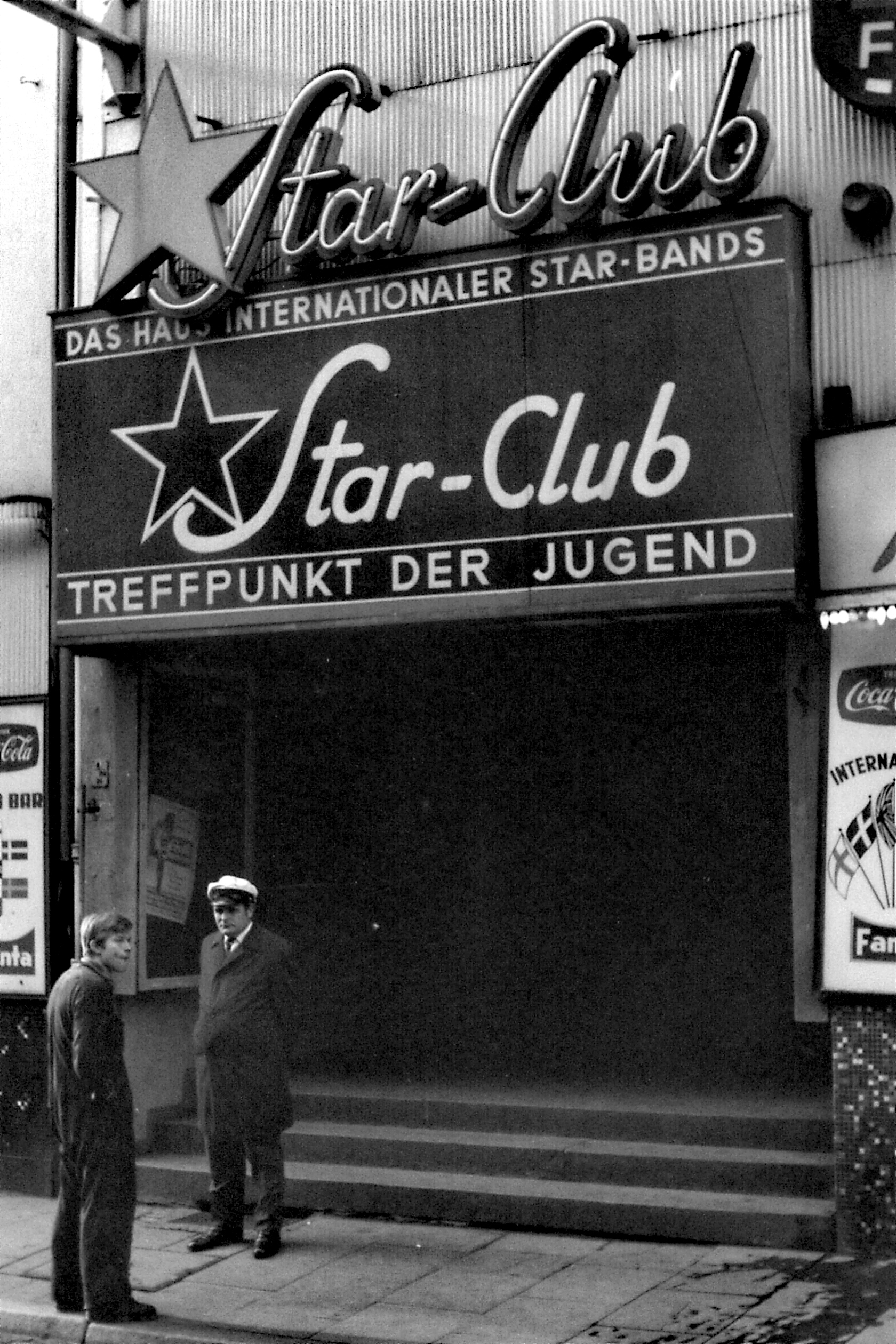
Eingang des Star-Clubs in der Großen Freiheit, Hamburg: Die Beatles spielten dort vom 13. April bis zum 31. Mai 1962 und vom 18. bis zum 31. Dezember 1962

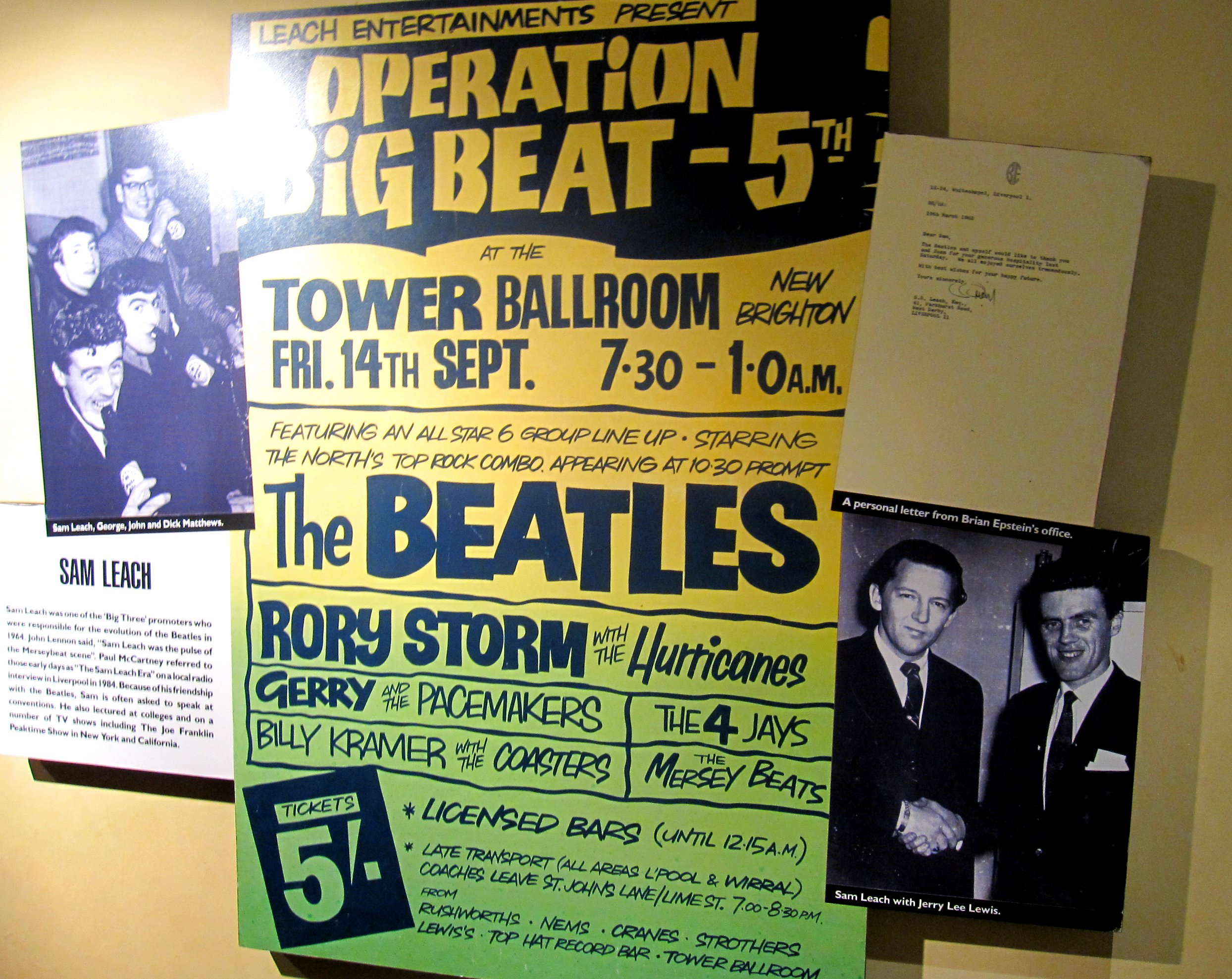
Replikat des Konzertplakats für das Konzert vom 14. September 1962

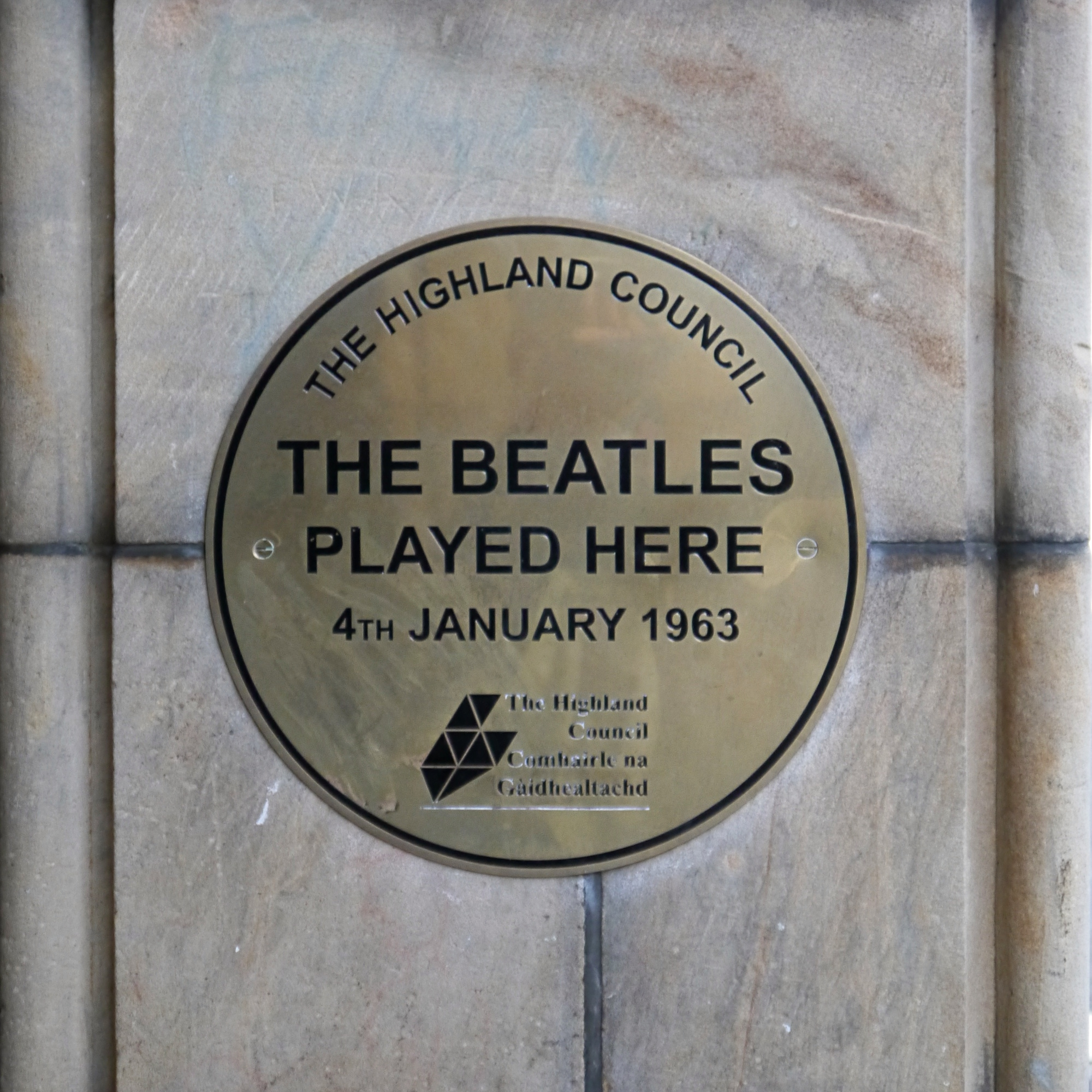
Erinnerungsplakette, 4. Januar 1963

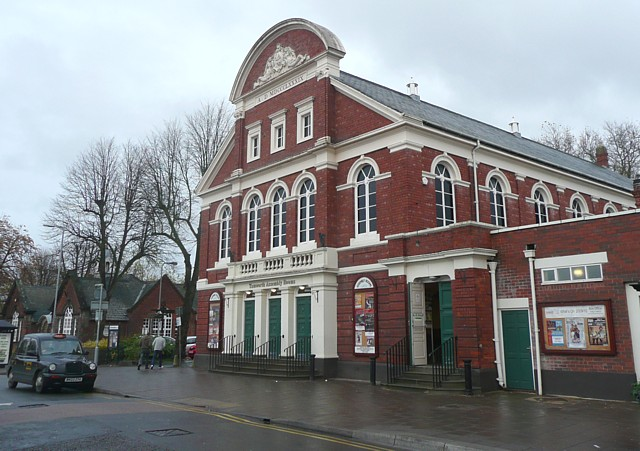
Assembly Rooms, Konzert am 1. Februar 1963

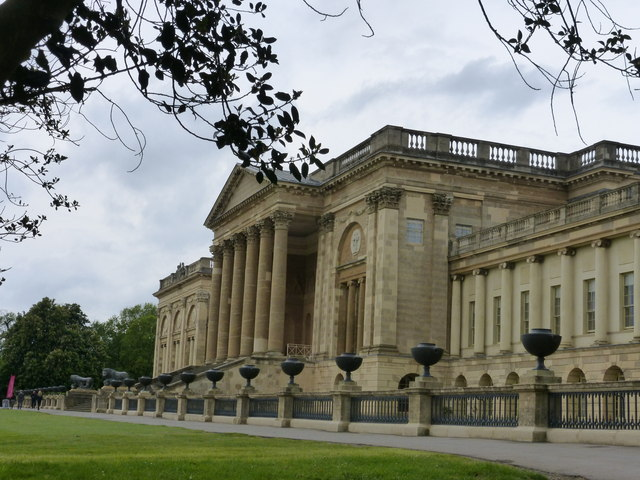
Roxburgh Hall in der Stowe School, Konzert am 4. April 1963

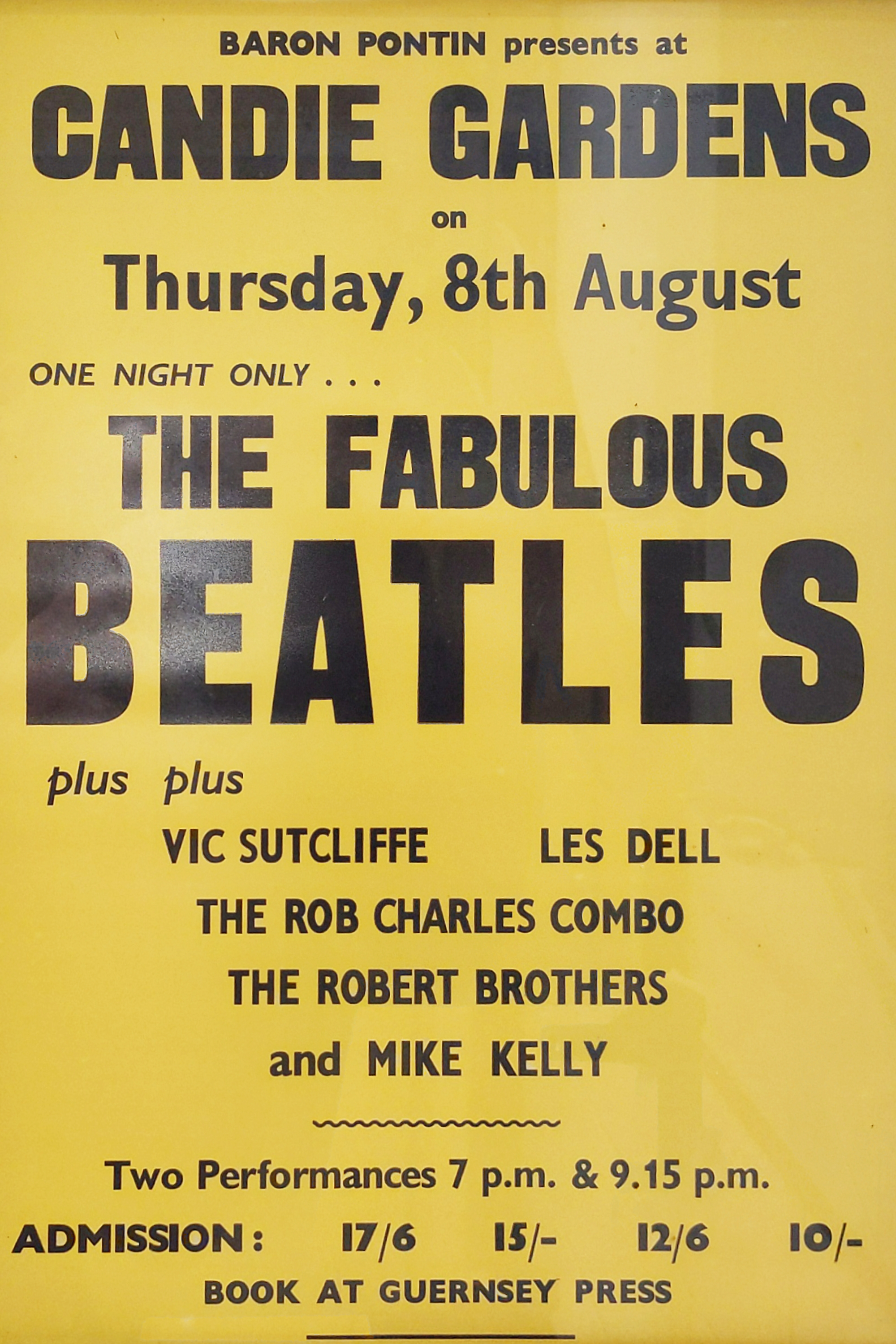
Candie Gardens, Konzertplakat 8. August 1963

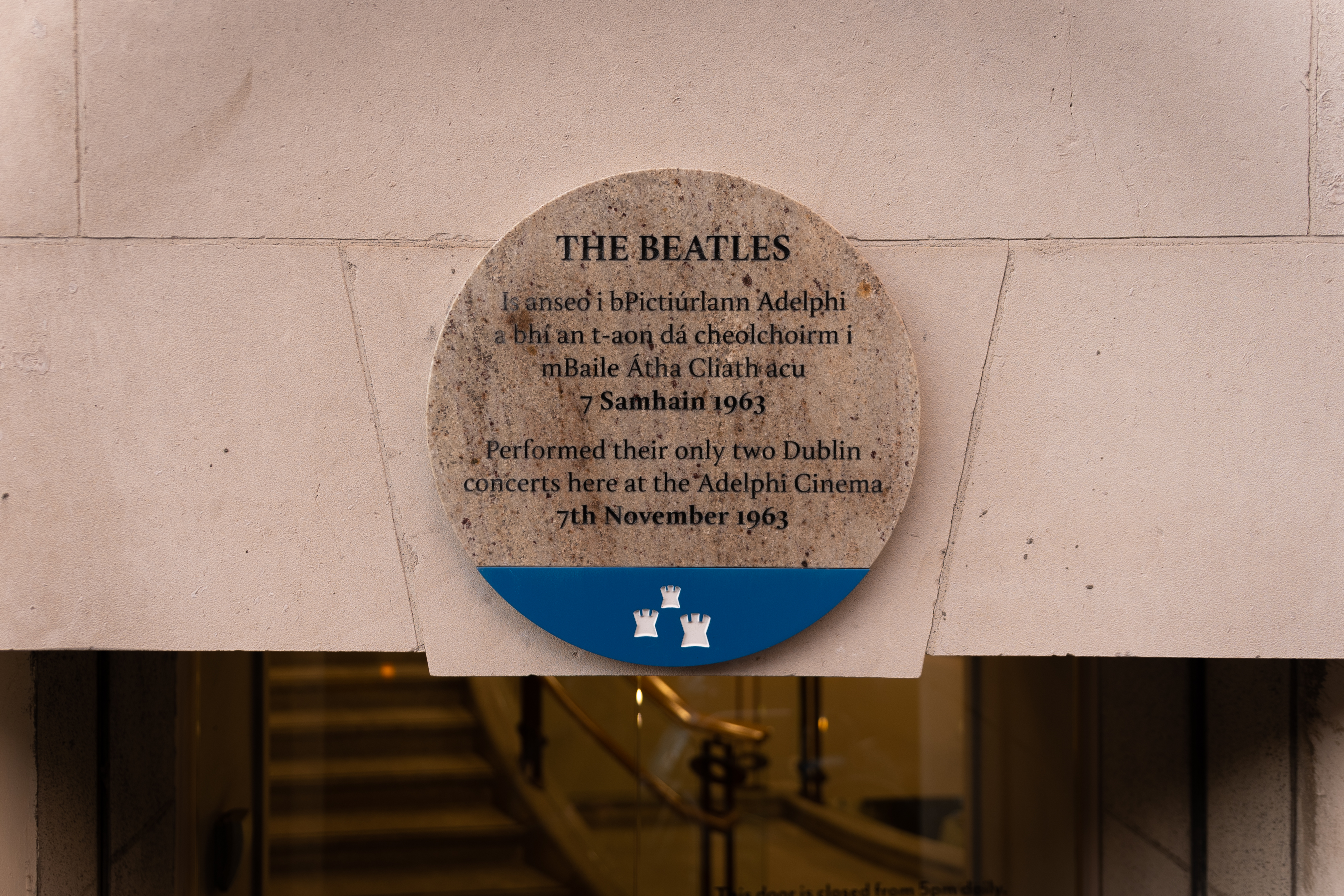
Erinnerungsplakette, 7. November 1963

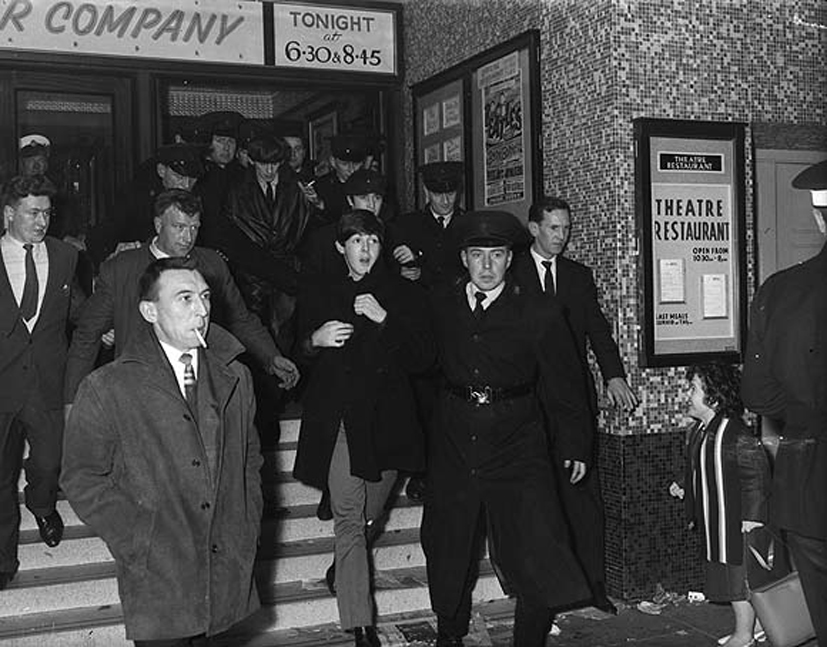
Die Beatles vor dem Kino Ritz Cinema, Fisherwick Place, in Belfast, 8. November 1963

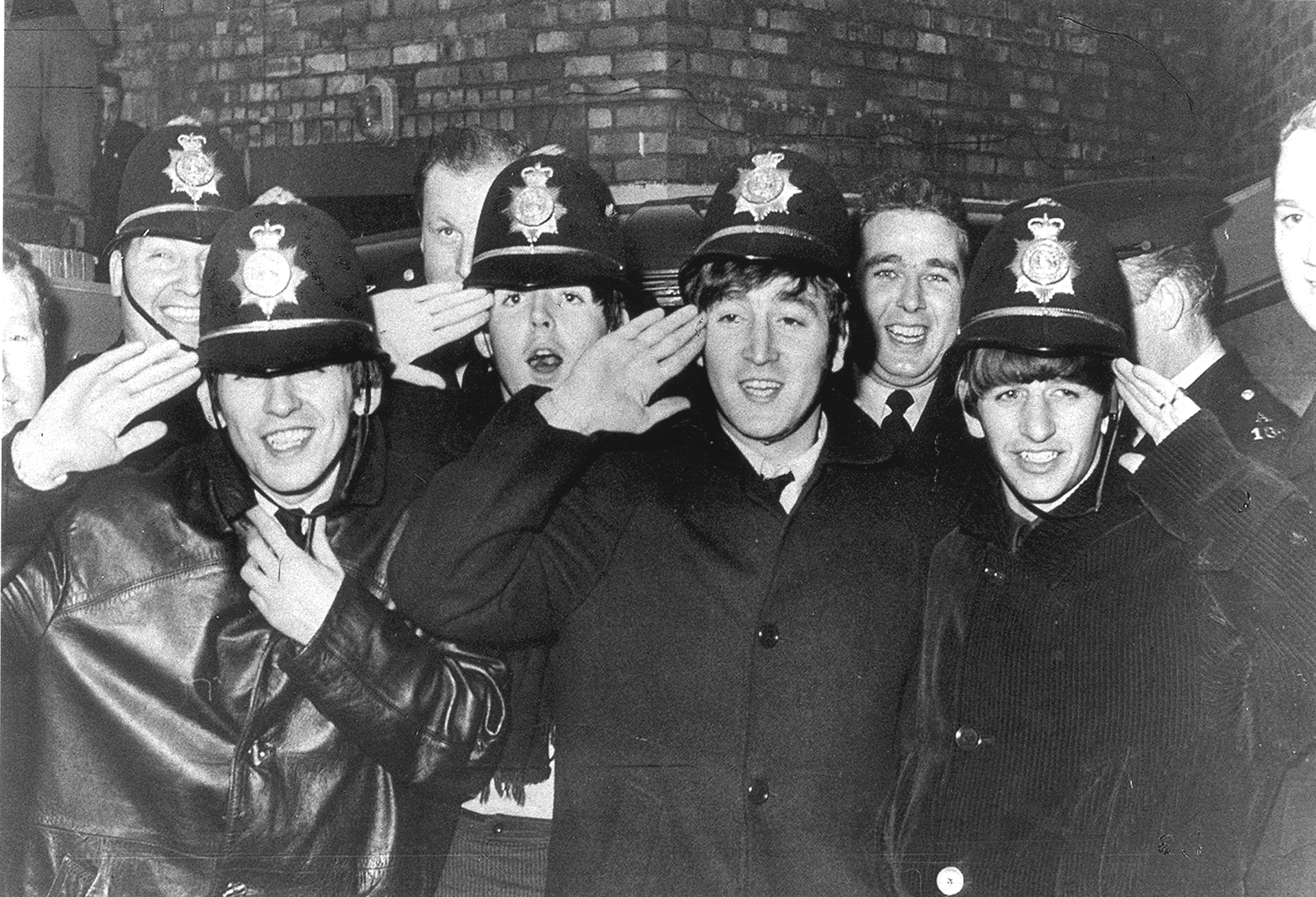
Die Beatles vor dem Birmingham Hippodrome, 10. November 1963

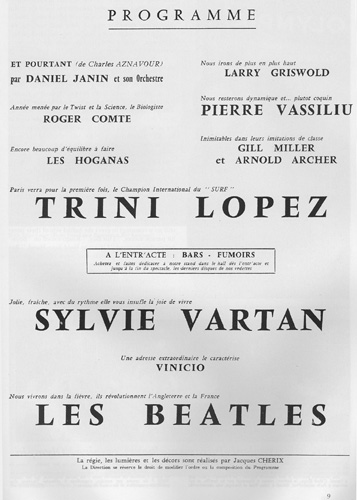
Konzertplakat für Auftritte der Beatles im Olympia-Theater in Paris, 1964

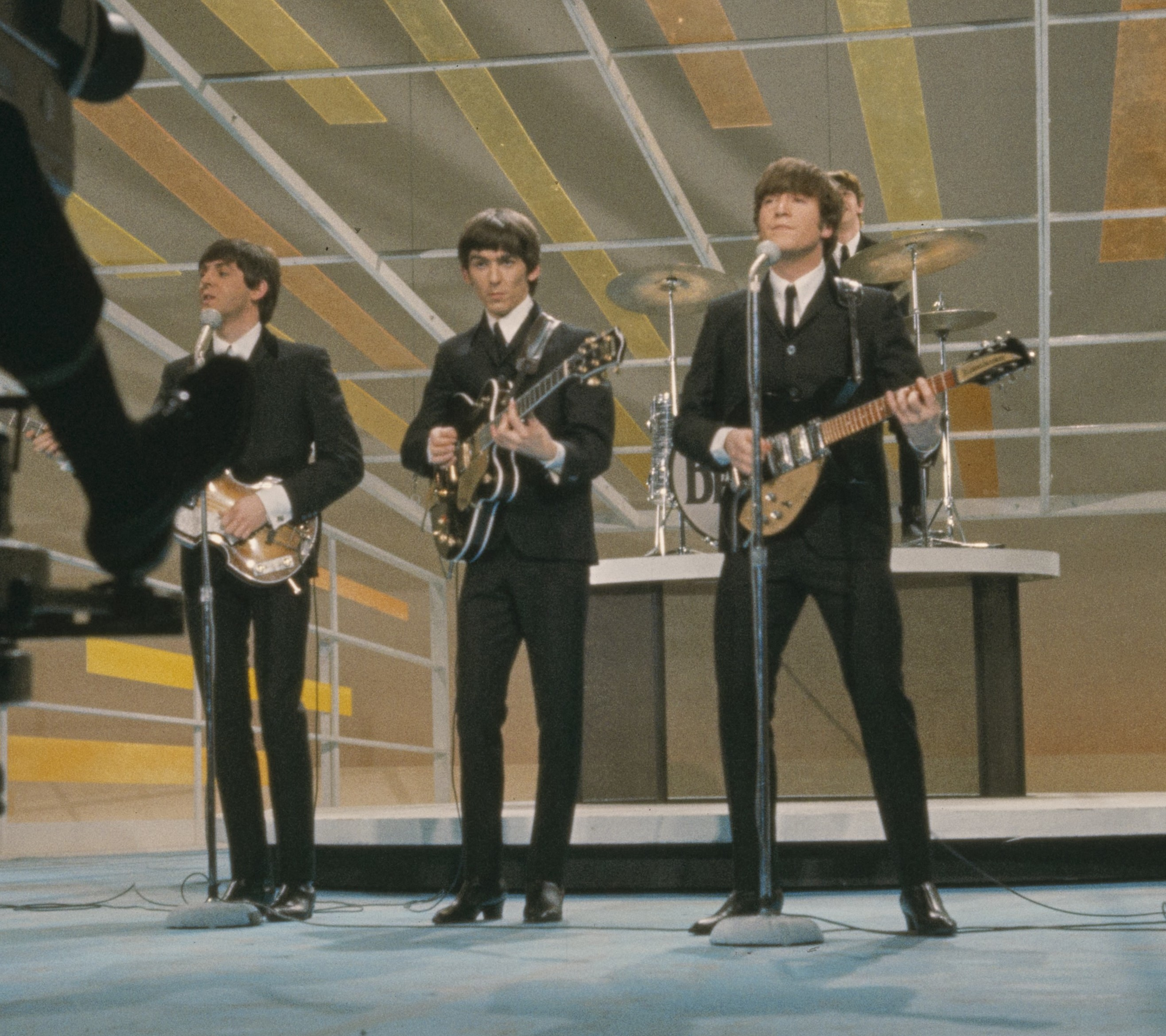
Die Beatles in der Ed Sullivan Show, Februar 1964

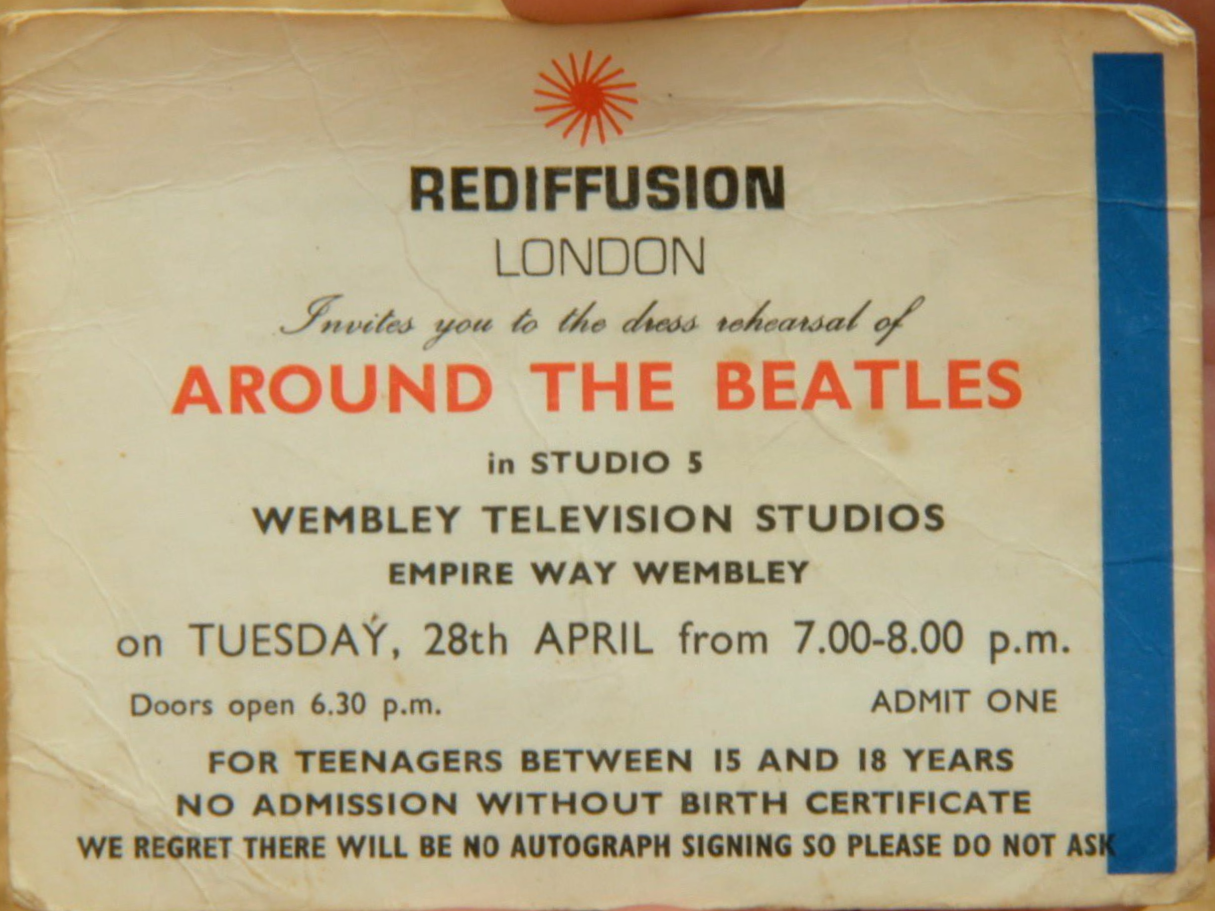
Eintrittskarte für die Fernsehshow Around the Beatles, April 1964

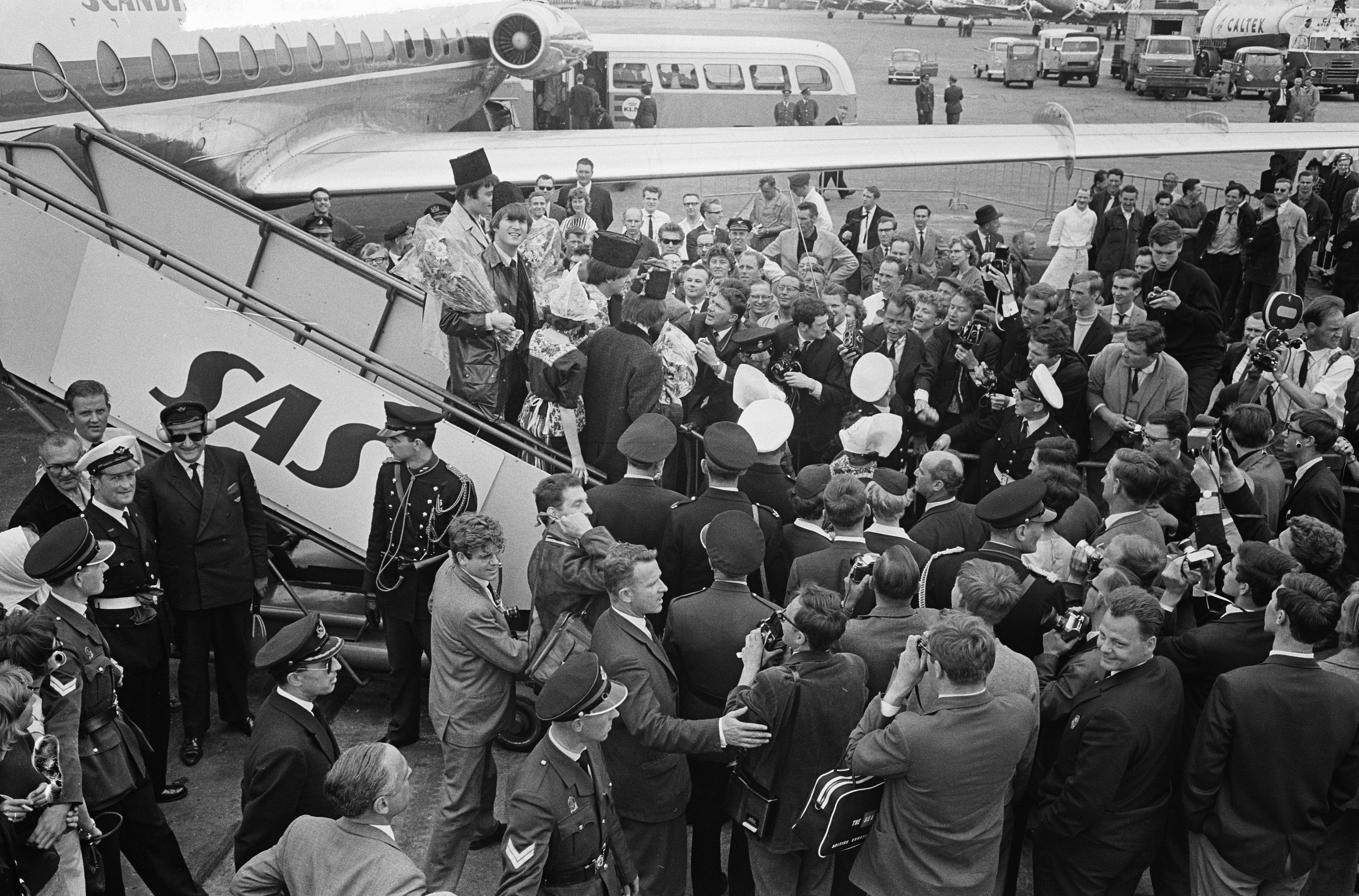
Die Beatles landen auf dem Schiphol Airport, 5. Juni 1964

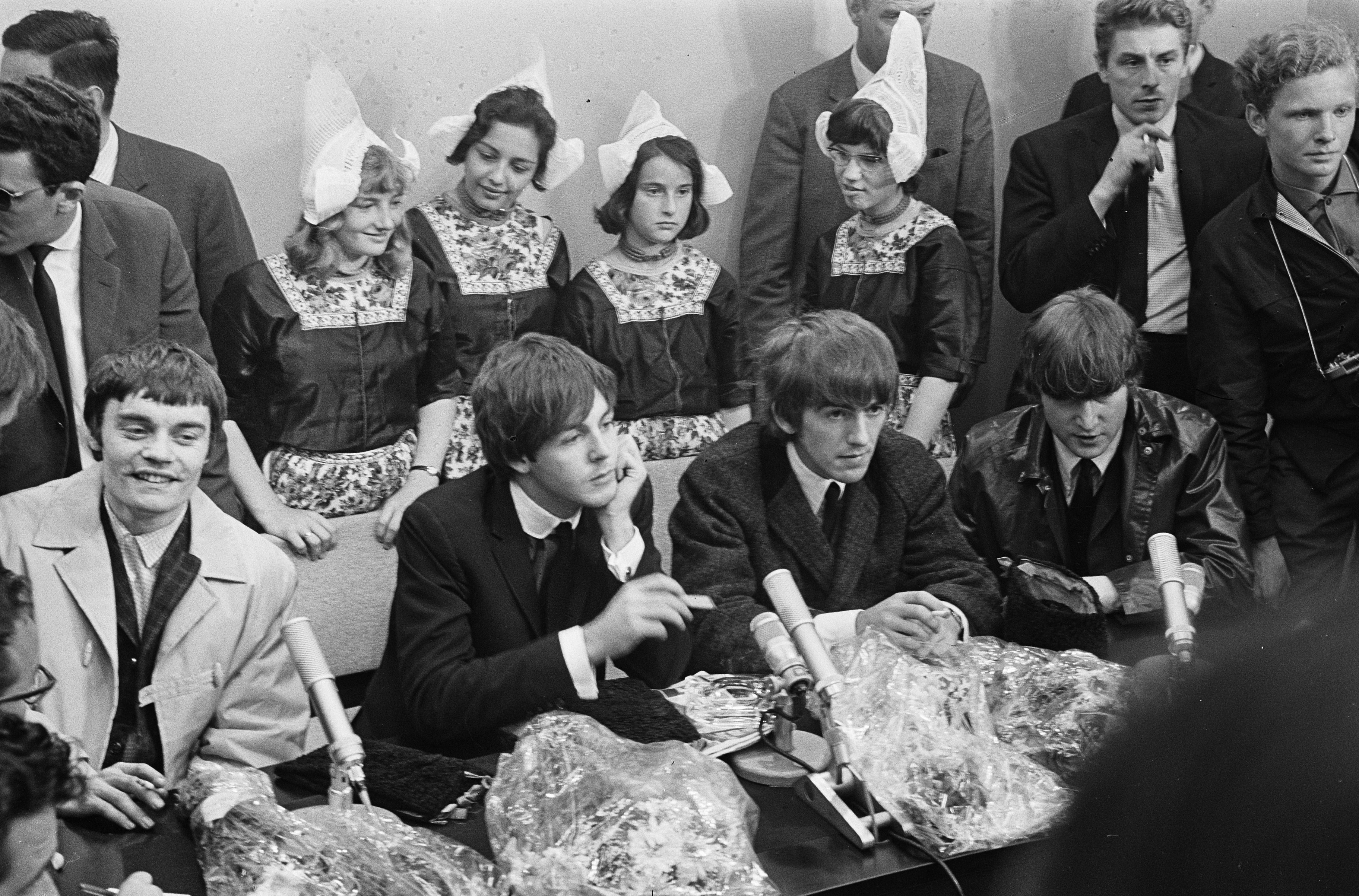
Die Beatles mit Jimmie Nicol während einer Pressekonferenz im Flughafen Amsterdam Schiphol, 5. Juni 1964

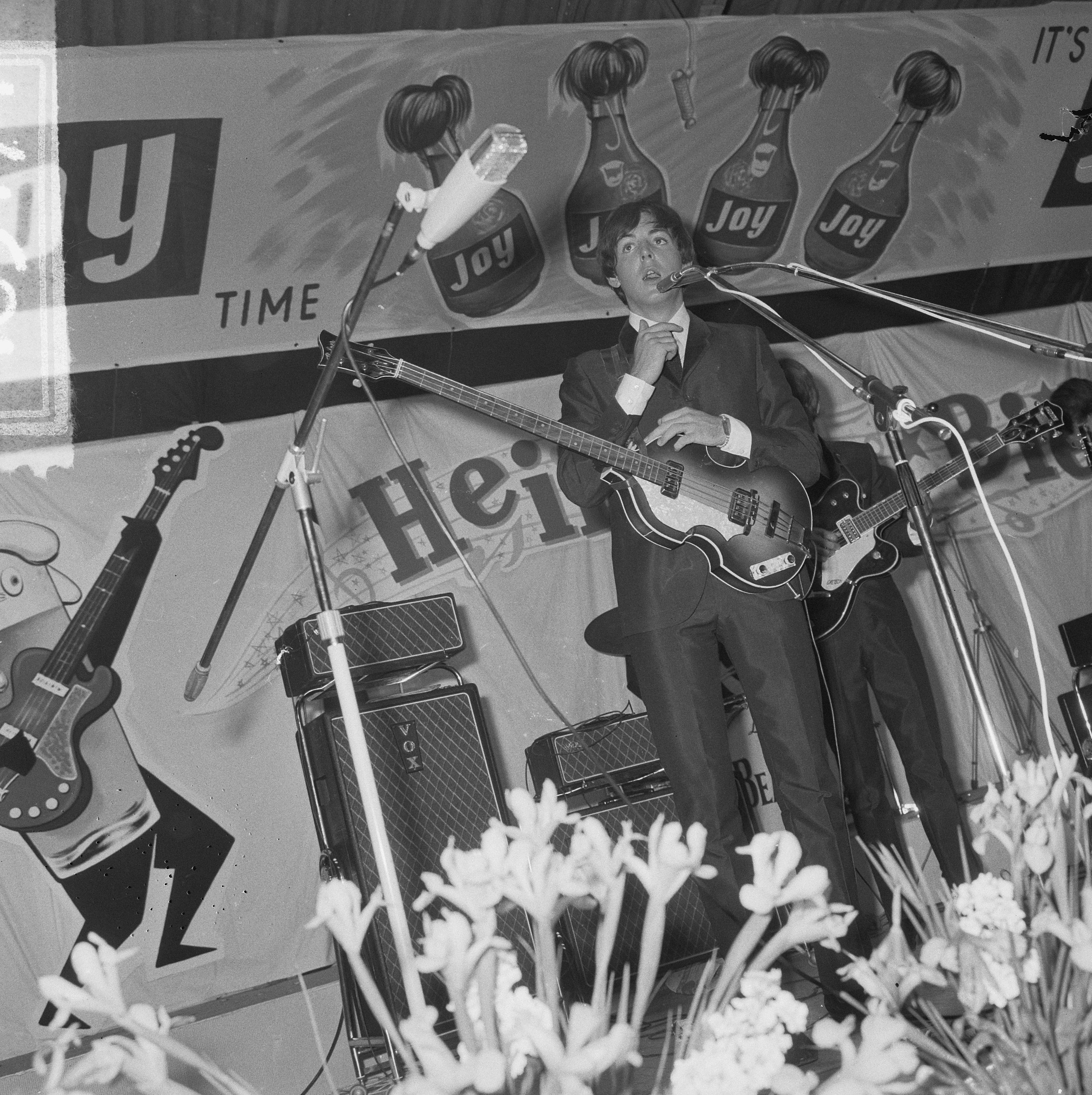
Paul McCartney, 7. Juni 1964

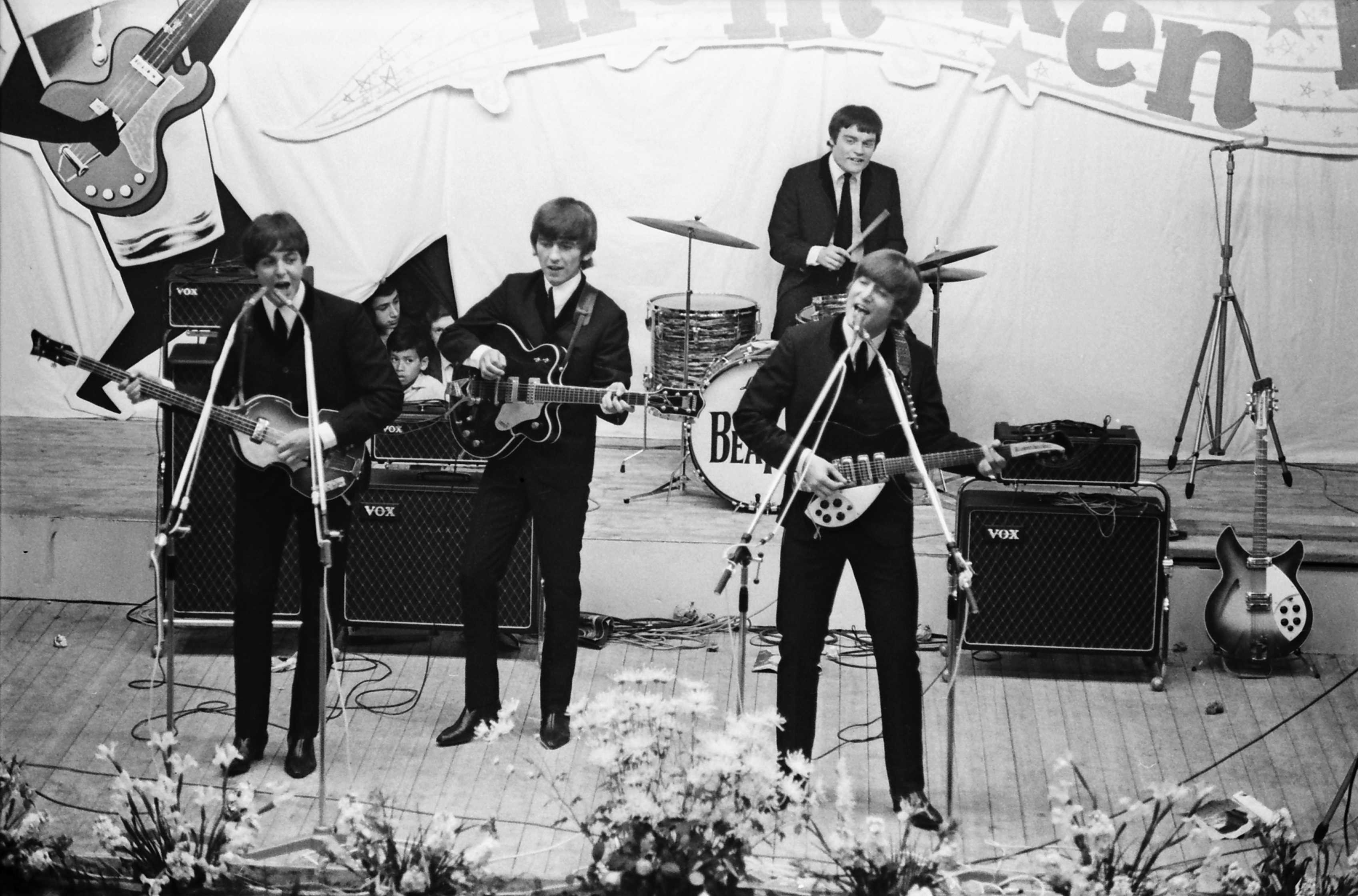
Beatles, 7. Juni 1964

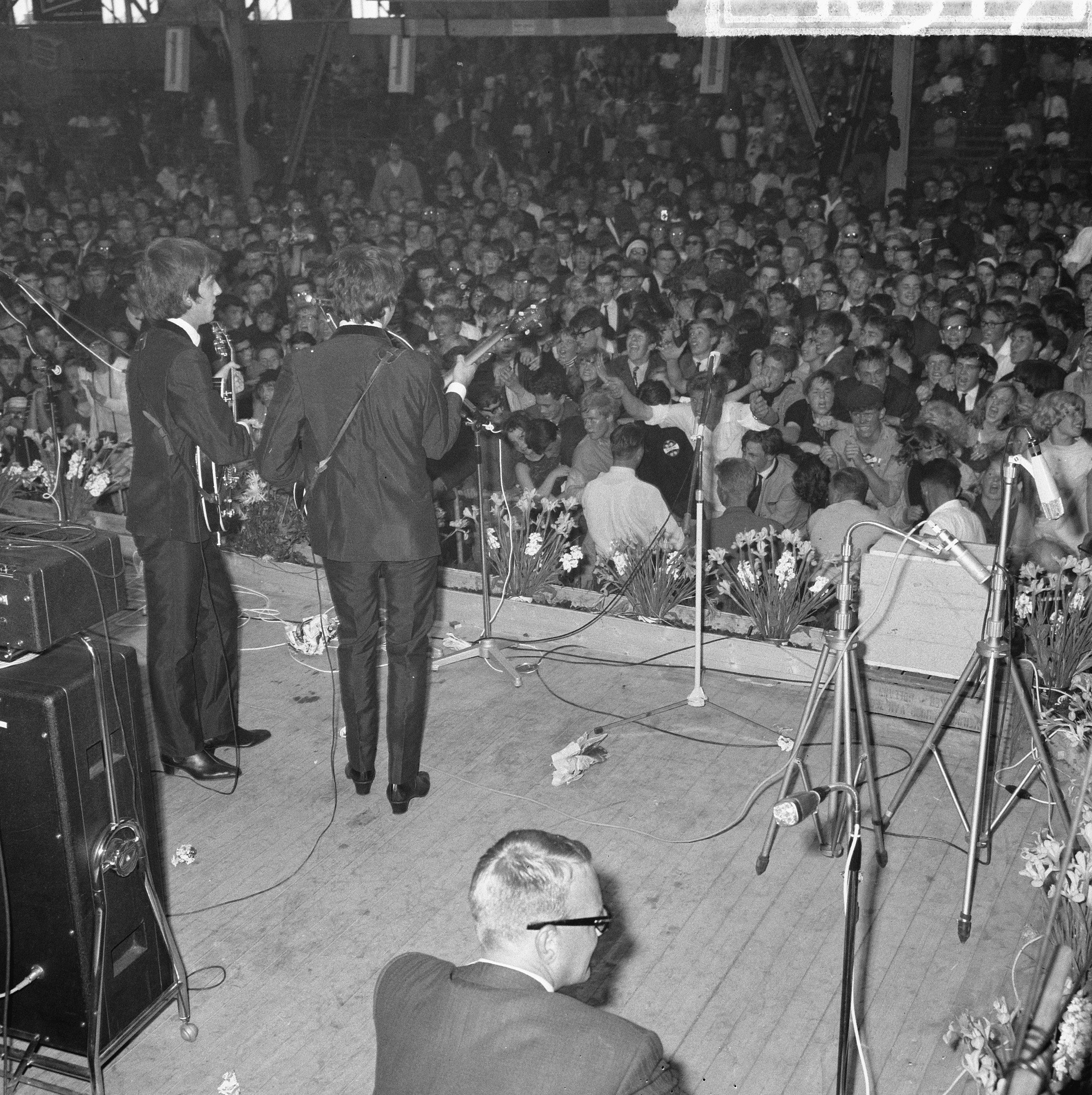
Beatles live at the Veilinghal, Blokker, Niederlande, 7. Juni 1964

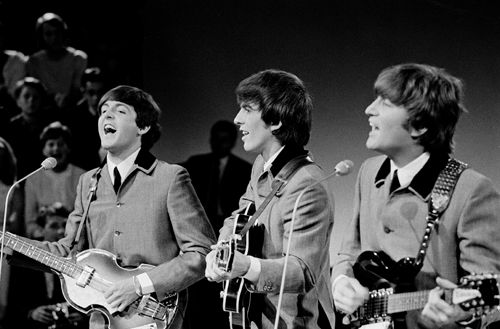
Paul McCartney, George Harrison, John Lennon, 1964

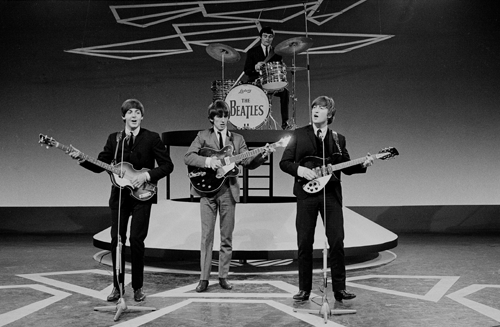
Paul McCartney, George Harrison, Schlagzeuger Jimmie Nicol und John Lennon, 1964

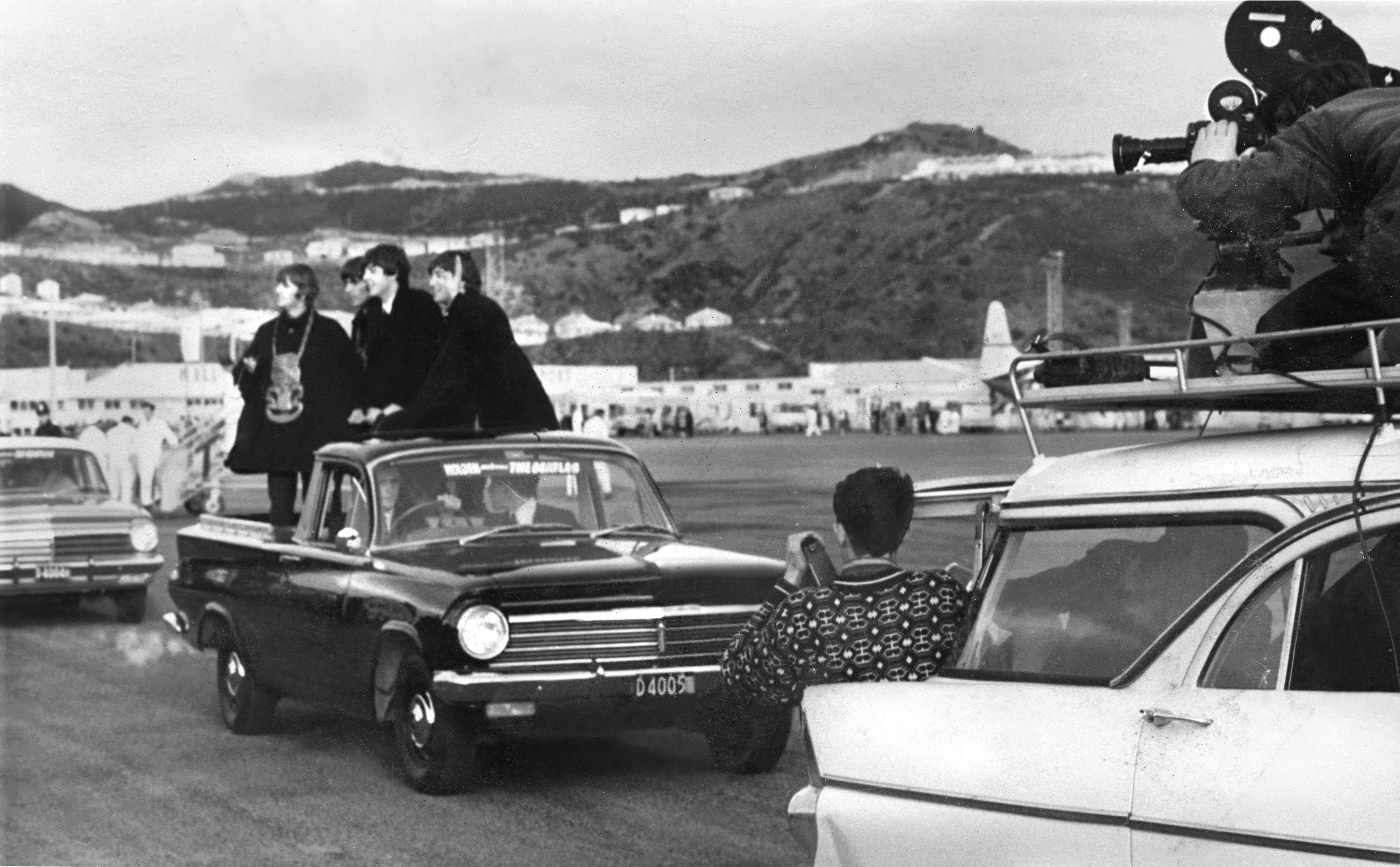
Die Beatles auf dem Flughafen Wellington, Neuseeland, 21. Juni 1964

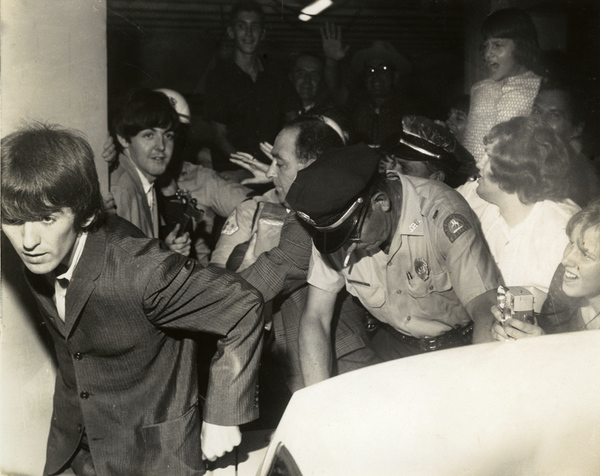
Die Beatles in der Zeit der Beatlemania vor dem George Washington Hotel, Florida 11. September 1964

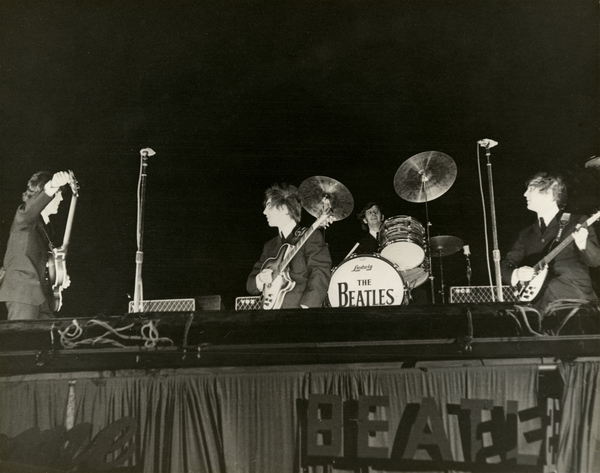
The Beatles live im Gator Bowl in Jacksonville, Florida, 11. September 1964

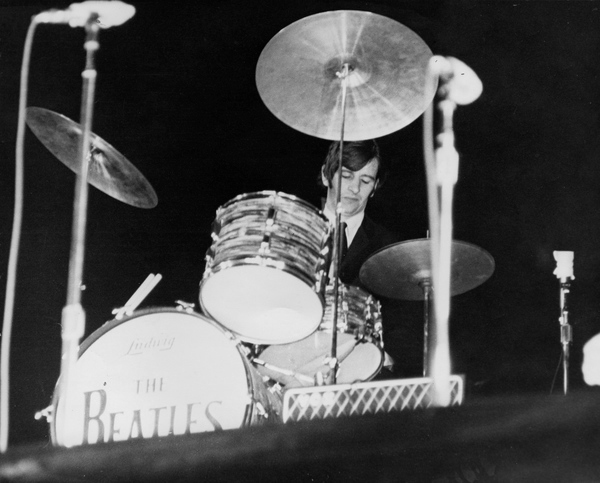
Ringo Starr während eines Konzerts im Gator Bowl in Jacksonville, 11. September 1964

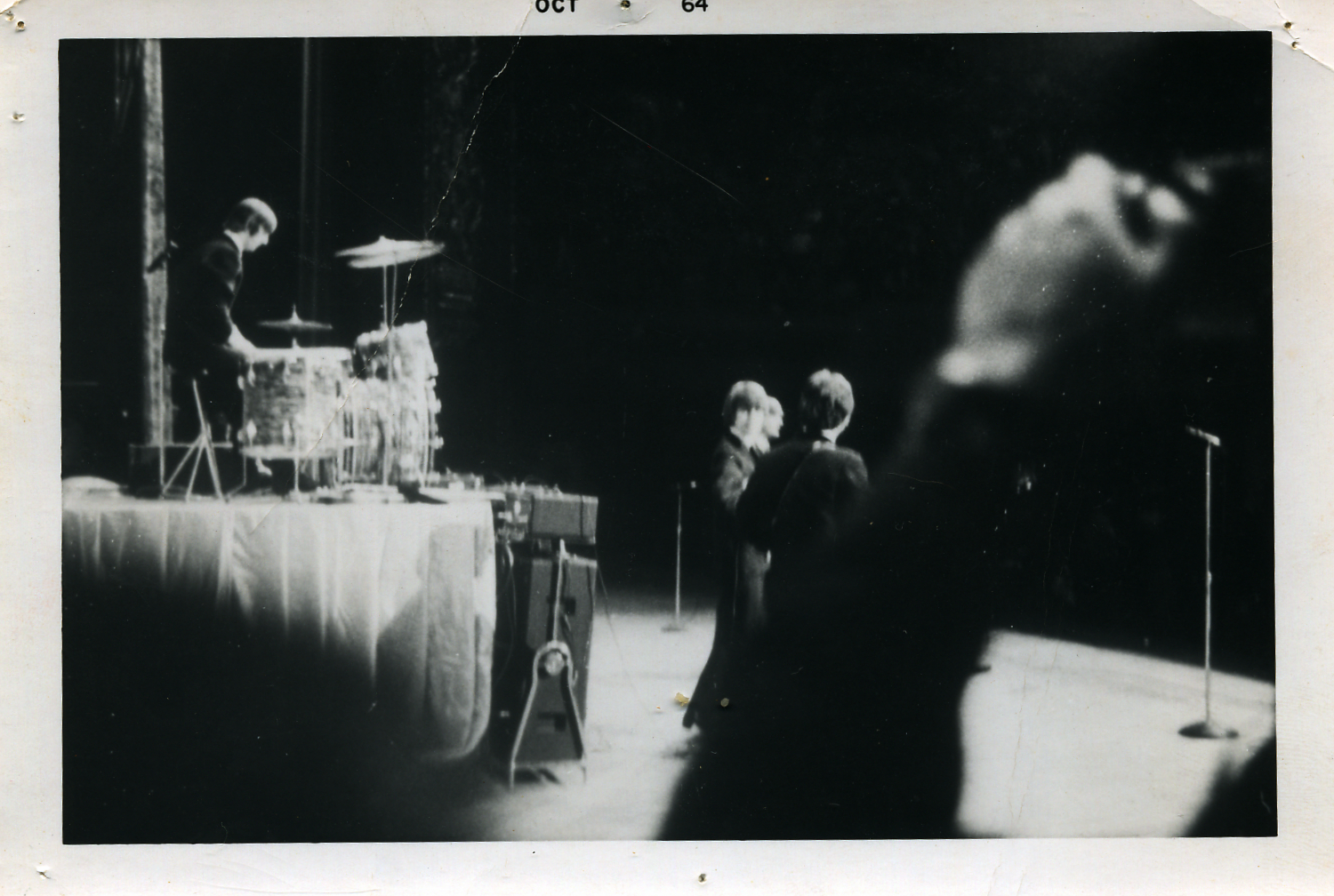
The Beatles live in der Cleveland Public Hall, 15. September 1964

Beatles-USA-Tourroute, 1964

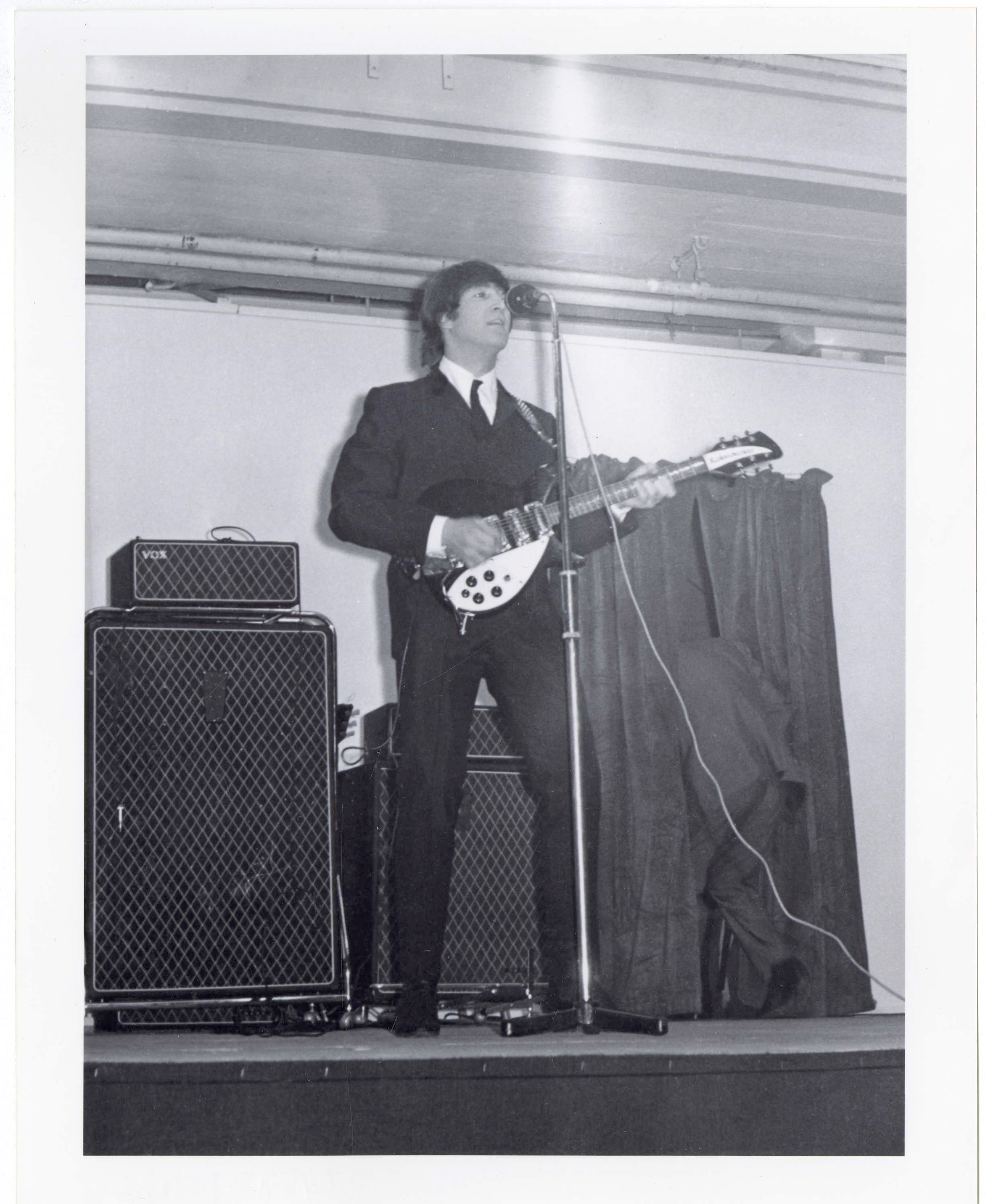
John Lennon in der King’s Hall, Belfast 2. November 1964

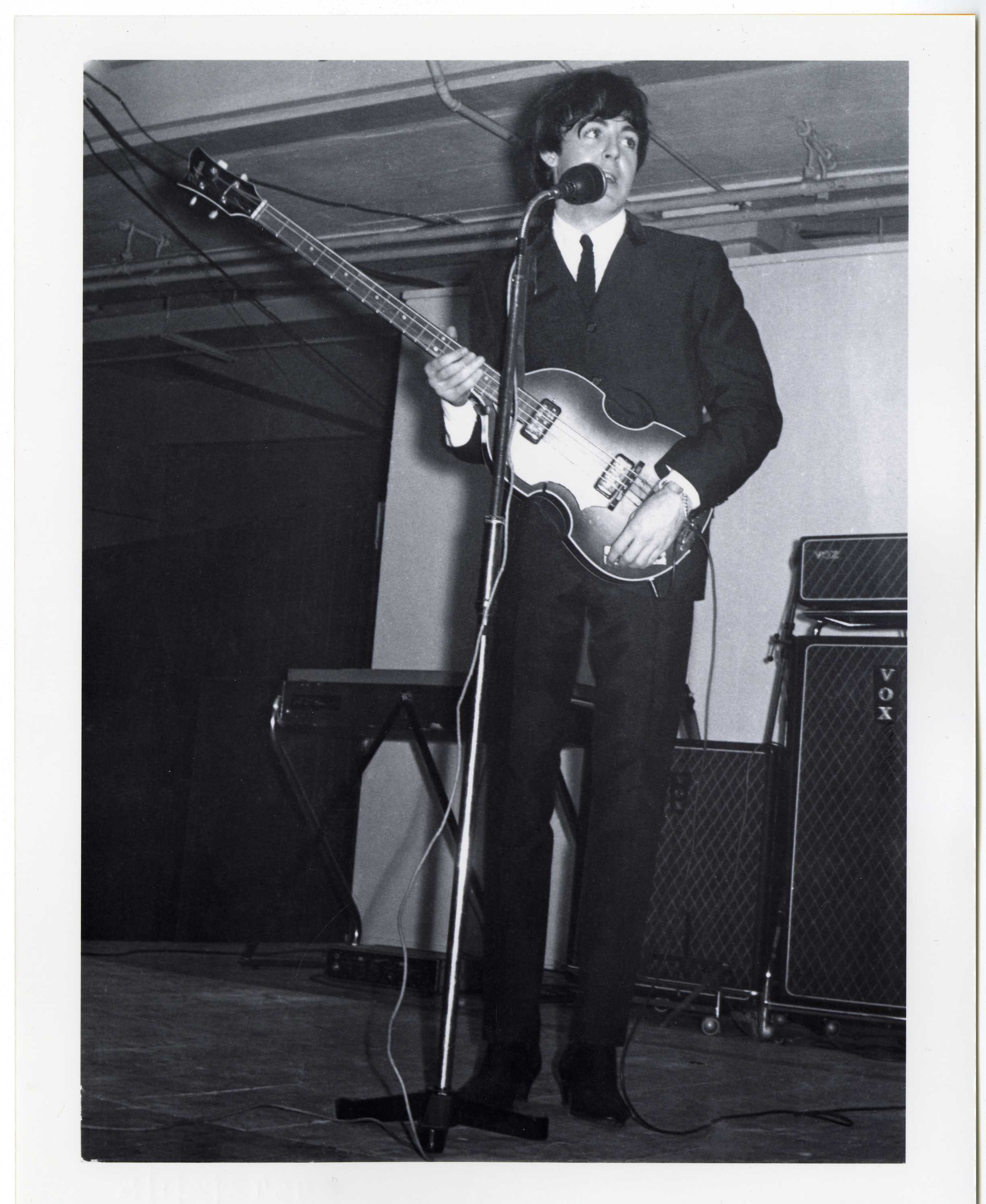
Paul McCartney in der King’s Hall, Belfast 2. November 1964

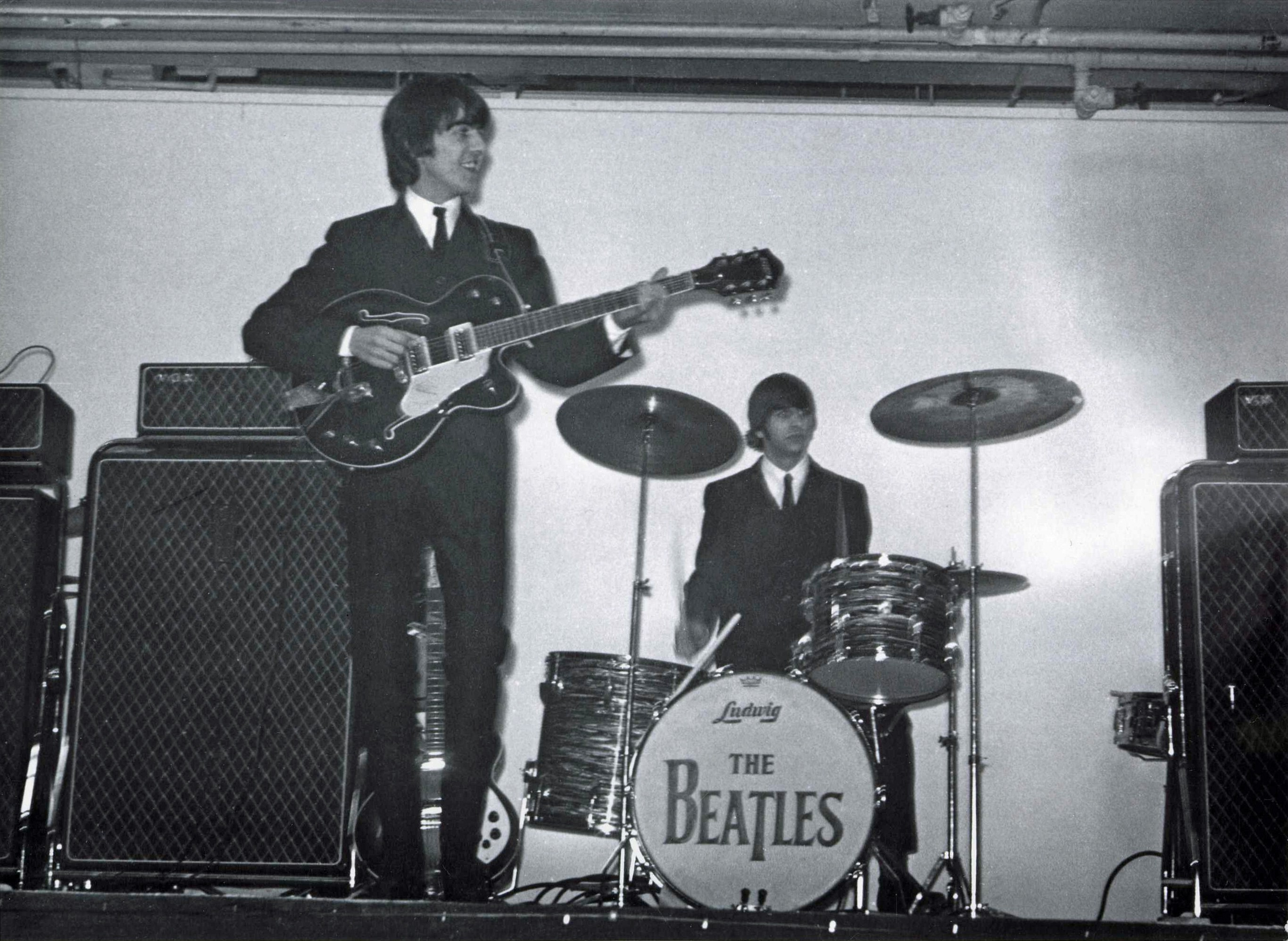
George Harrison und Ringo Starr in der King’s Hall, Belfast 2. November 1964

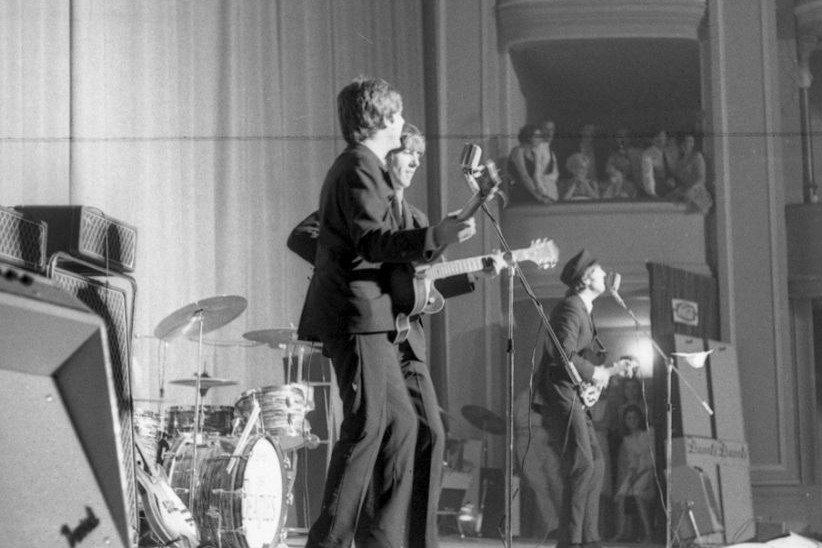
Die Beatles im Teatro Adriano, Rom, 27. Juni 1965

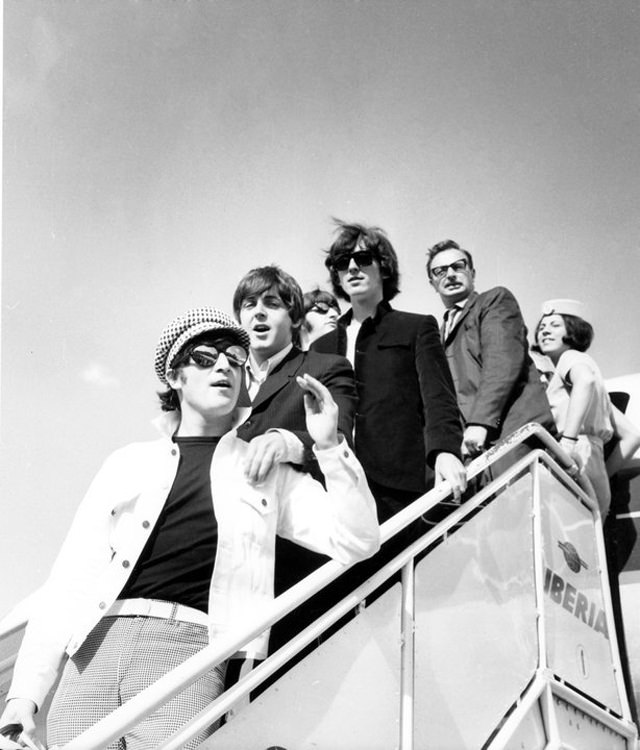
Die Beatles auf dem Flughafen Madrid, 1. Juli 1965

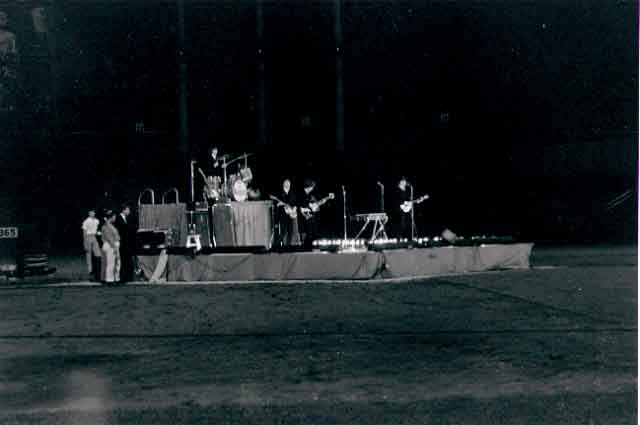
The Beatles live im Metropolitan Stadium, 21. August 1965

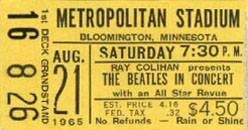
Ticket vom Metropolitan Stadium, 21. August 1965

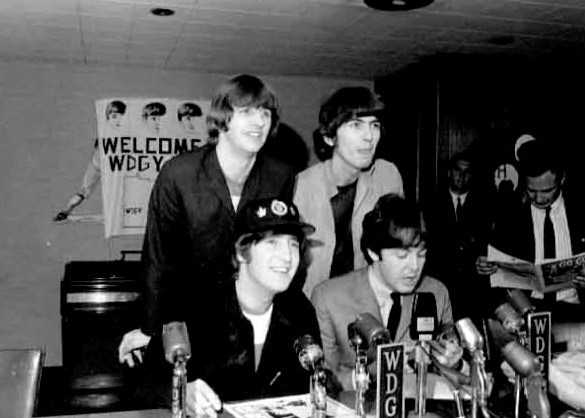
Die Beatles im August 1965 während einer Pressekonferenz

Beatles-USA-Tourroute, 1965

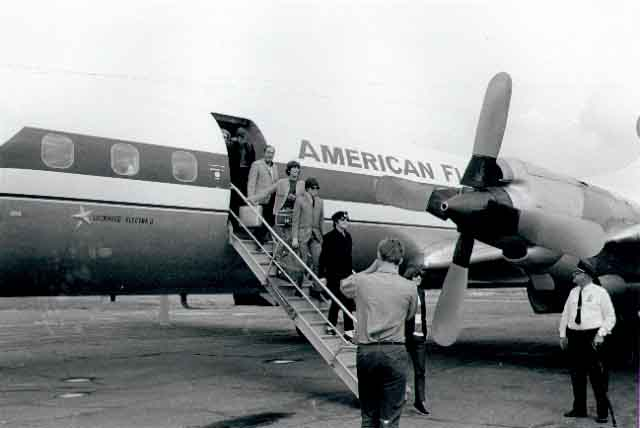
Beatles, August 1965

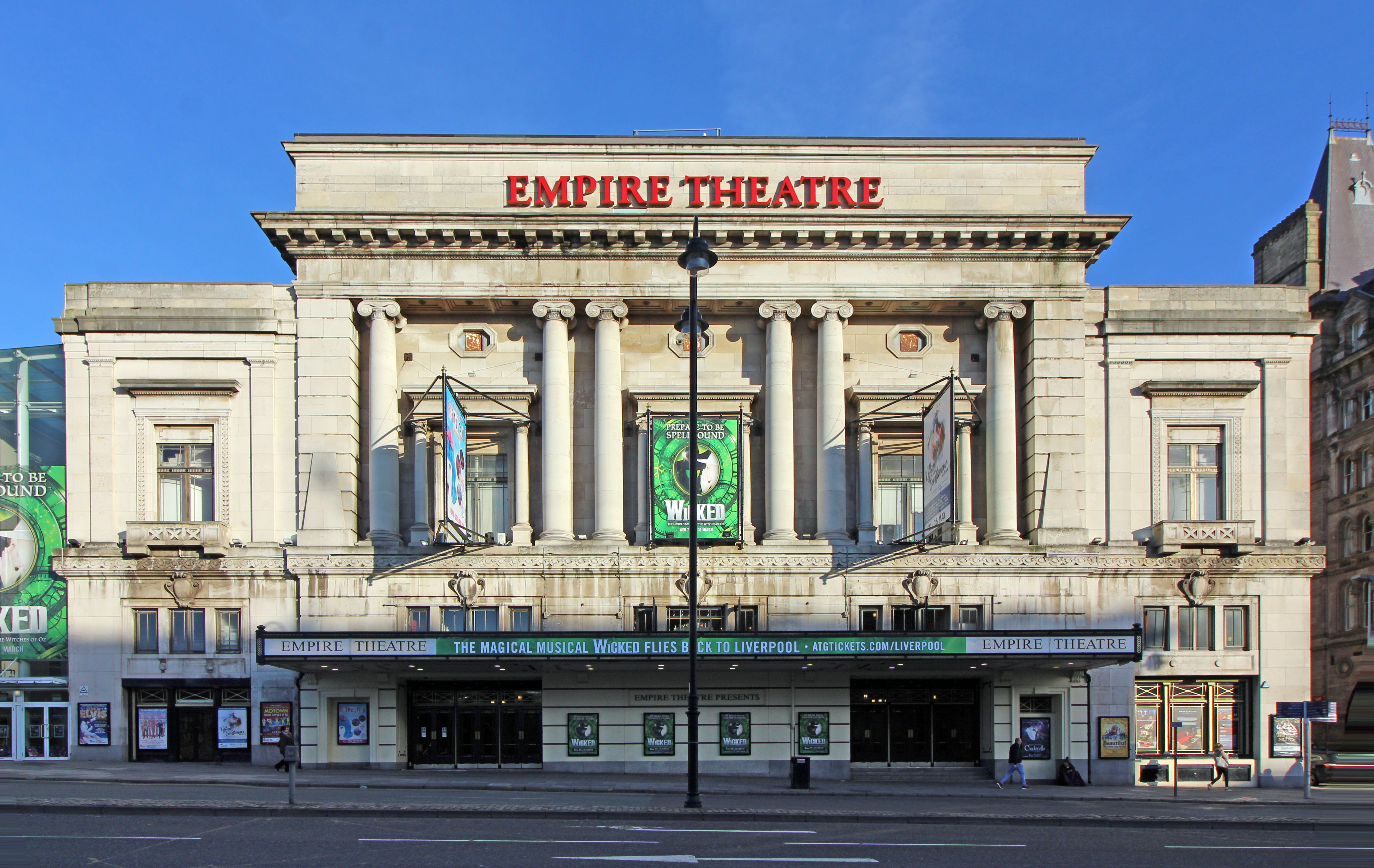
Liverpool Empire Theatre, Letzter Auftritt der Beatles in Liverpool am 5. Dezember 1965

Ankündigung der Bravo-Beatles-Blitztournee in Deutschland Juni 1966

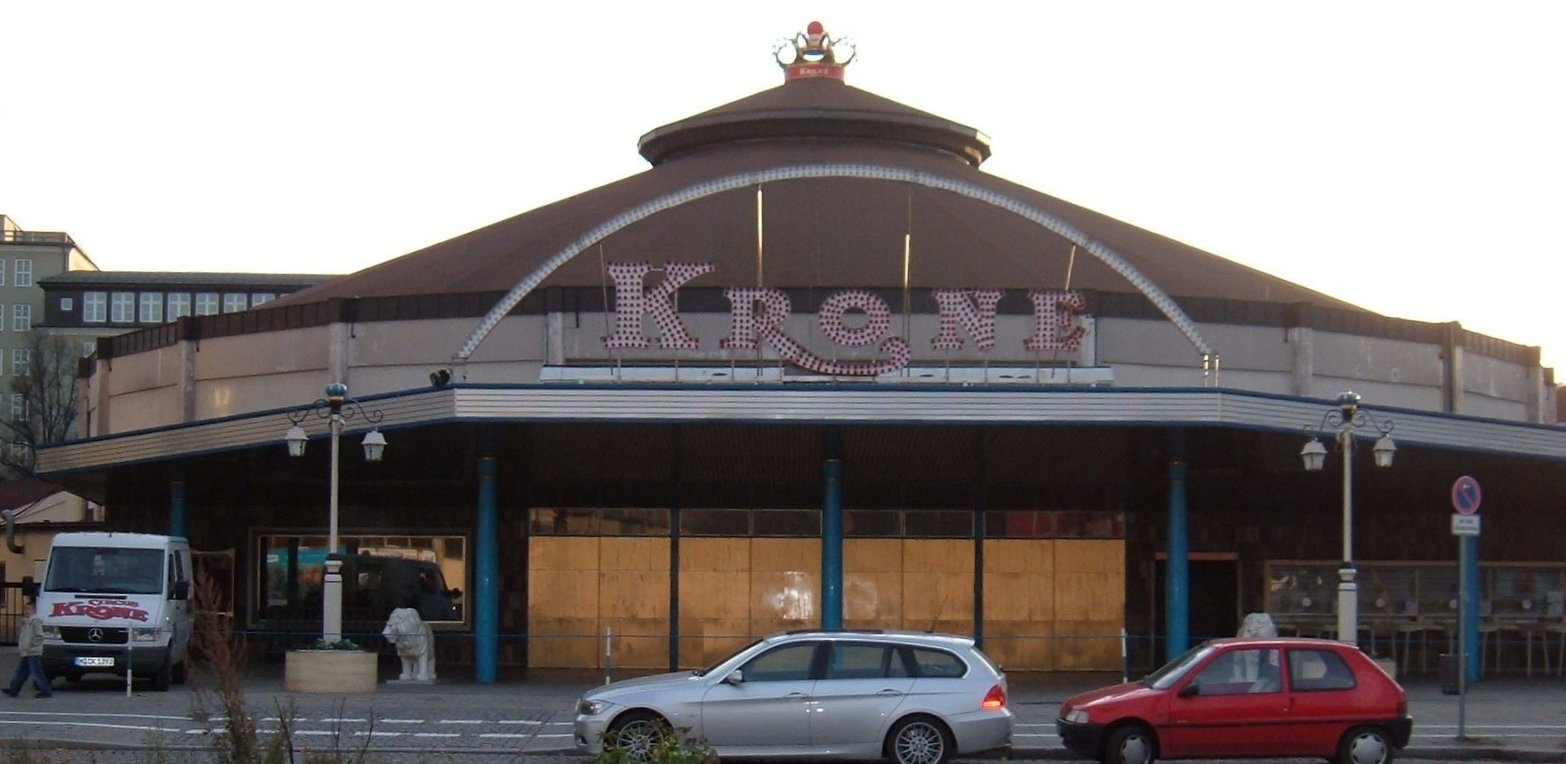
Auftrittsort in München: Der Bau des Circus Krone

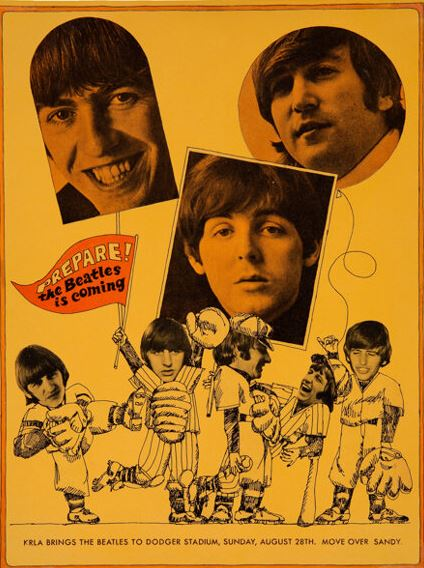
Auftrittsort Dodger Stadium, 28. August 1966

| Datum                           | Stadt       | Land                      | Auftrittsort |
| ------------------------------- | ----------- | ------------------------- | --- |
| 23. April 1960                  | Caversham   | Großbritannien/England    | The Fox and Hounds Auftritt von John Lennon und Paul McCartney als Nerk Twins                                                                   |
| 24. April 1960                  | Caversham   | Großbritannien/England    | The Fox and Hounds Auftritt von John Lennon und Paul McCartney als Nerk Twins                                                                   |
| 14. Mai 1960                    | Liverpool   | Großbritannien/England    | Lathom Hall Auftritt als The Silver Beetles mit John Lennon, Paul McCartney, George Harrison, Stuart Sutcliffe und Tommy Moore als Schlagzeuger |
| 20. Mai 1960                    | Alloa       | Großbritannien/Schottland | Town Hall The Silver Beetles waren die Begleitband von Johnny Gentle                                                                            |
| 21. Mai 1960                    | Inverness   | Großbritannien/Schottland | Northern Meeting Ballroom The Silver Beetles waren die Begleitband von Johnny Gentle                                                            |
| 23. Mai 1960                    | Fraserburgh | Großbritannien/Schottland | Dalrymple Hall The Silver Beetles waren die Begleitband von Johnny Gentle                                                                       |
| 25. Mai 1960                    | Keith       | Großbritannien/Schottland | St. Thomas‘ Hall The Silver Beetles waren die Begleitband von Johnny Gentle                                                                     |
| 26. Mai 1960                    | Forres      | Großbritannien/Schottland | Town Hall The Silver Beetles waren die Begleitband von Johnny Gentle                                                                            |
| 27. Mai 1960                    | Naim        | Großbritannien/Schottland | Regal Ballroom The Silver Beetles waren die Begleitband von Johnny Gentle                                                                       |
| 28. Mai 1960                    | Peterhead   | Großbritannien/Schottland | Rescue Hall The Silver Beetles waren die Begleitband von Johnny Gentle                                                                          |
| 30. Mai 1960                    | Liverpool   | Großbritannien/England    | Jacaranda Coffee Bar Auftritt als The Silver Beetles                                                                                            |
| 02. Juni 1960                   | Wirral      | Großbritannien/England    | The Institute Auftritt als The Silver Beetles                                                                                                   |
| 04. Juni 1960                   | Wallasey    | Großbritannien/England    | Grosvenor Ballroom Auftritt als The Silver Beetles                                                                                              |
| 06. Juni 1960                   | Wallasey    | Großbritannien/England    | Grosvenor Ballroom Auftritt als The Silver Beetles                                                                                              |
| 09. Juni 1960                   | Wirral      | Großbritannien/England    | The Institute Auftritt als The Silver Beetles                                                                                                   |
| 11. Juni 1960                   | Wallasey    | Großbritannien/England    | Grosvenor Ballroom Auftritt als The Silver Beetles                                                                                              |
| 13. Juni 1960                   | Liverpool   | Großbritannien/England    | Jacaranda Coffee Bar Auftritt als The Silver Beetles, Tommy Moore verlässt die Silver Beetles                                                   |
| 16. Juni 1960                   | Wirral      | Großbritannien/England    | The Institute Auftritt als The Silver Beetles                                                                                                   |
| 18. Juni 1960                   | Wallasey    | Großbritannien/England    | Grosvenor Ballroom Auftritt als The Silver Beetles mit Norman Chapman als Schlagzeuger                                                          |
| 23. Juni 1960                   | Wirral      | Großbritannien/England    | The Institute Auftritt als The Silver Beetles                                                                                                   |
| 25. Juni 1960                   | Wallasey    | Großbritannien/England    | Grosvenor Ballroom Auftritt als The Silver Beetles mit Norman Chapman als Schlagzeuger                                                          |
| 30. Juni 1960                   | Wirral      | Großbritannien/England    | The Institute Auftritt als The Silver Beetles                                                                                                   |
| 02. Juli 1960                   | Wallasey    | Großbritannien/England    | Grosvenor Ballroom Auftritt als The Silver Beetles mit Norman Chapman als Schlagzeuger                                                          |
| 07. Juli 1960                   | Wirral      | Großbritannien/England    | The Institute Auftritt als The Silver Beetles                                                                                                   |
| 09. Juli 1960                   | Wallasey    | Großbritannien/England    | Grosvenor Ballroom Auftritt als The Silver Beetles                                                                                              |
| 16. Juli 1960                   | Wallasey    | Großbritannien/England    | Grosvenor Ballroom Auftritt als The Silver Beetles                                                                                              |
| 23. Juli 1960                   | Wallasey    | Großbritannien/England    | Grosvenor Ballroom Auftritt als The Silver Beetles                                                                                              |
| 30. Juli 1960                   | Wallasey    | Großbritannien/England    | Grosvenor Ballroom Auftritt als The Silver Beetles                                                                                              |
| 17. August – 3. Oktober 1960    | Hamburg     | Deutschland               | Indra Club Auftritt als The Beatles erstmals mit Pete Best als Schlagzeuger, 48 Auftritte                                                       |
| 04. Oktober – 30. November 1960 | Hamburg     | Deutschland               | Kaiserkeller Auftritt als The Beatles, 58 Auftritte                                                                                             |
| 17. Dezember 1960               | Liverpool   | Großbritannien/England    | Casbah Coffee Club Auftritt als The Beatles mit Chas Newby am Bass                                                                              |
| 24. Dezember 1960               | Wallasey    | Großbritannien/England    | Grosvenor Ballroom Auftritt als The Beatles mit Chas Newby am Bass                                                                              |
| 27. Dezember 1960               | Litherland  | Großbritannien/England    | Town Hall Ballroom Auftritt als The Beatles mit Chas Newby am Bass                                                                              |
| 31. Dezember 1960               | Liverpool   | Großbritannien/England    | Casbah Coffee Club Auftritt als The Beatles mit Chas Newby am Bass                                                                              |

## 1961

### Besetzung
- John Lennon: Gesang, Gitarre
- Paul McCartney: Gesang, Gitarre, Bass (ab Juli 1961)
- George Harrison: Gesang, Gitarre
- Stuart Sutcliffe: Bass (Sutcliffe kam erst Ende Februar aus Hamburg und reiste am 15. März wieder nach Hamburg zurück; vom 1. April bis zum 1. Juli 1961 spielte er noch in Hamburg gelegentlich mit den Beatles und schied dann aus der Gruppe aus)
- Pete Best: Schlagzeug

### Erläuterungen
Am 9. Februar 1961 hatten Lennon, McCartney, Harrison und Best ihr Debüt als Beatles im Cavern Club, einem rauchig-düsteren Kellerlokal in der Mathew Street, das schnell zum Stammlokal der Gruppe wurde und heute durch 292 nachgewiesene Auftritte einen Kultstatus innehat (Quarrymen spielten dort erstmals am 7. August 1957). Die Beatles gaben an manchen Tagen zwei, manchmal drei Konzerte am Tag. Vom 1. April bis zum 1. Juli 1961 hatten die Beatles ein erneutes Engagement in Hamburg, diesmal im Top Ten Club. Stuart Sutcliffe verließ während des Hamburg-Aufenthalts die Beatles.
Am 9. November 1961 besuchte Brian Epstein mit seinem Assistenten Alistair Taylor ein Beatles-Konzert im Cavern Club. Er war beeindruckt von der Ausstrahlung der Bandmitglieder und bot ihnen einige Wochen später an, sie zu managen. Die Übernahme des Managements durch Brian Epstein bedeutete für John Lennon, Paul McCartney, George Harrison und Pete Best, die bisher in Lederkluft und ohne festes Programm aufgetreten waren, weitreichende Stilveränderungen. Epstein bestand auf ordentlichen Anzügen, einem festen Bühnenprogramm und angemessenem Verhalten auf der Bühne. Am 9. Dezember 1961 gaben die Beatles im Palais Ballroom von Aldershot vor gerade mal 18 Zuschauern ihr Südengland-Debüt.

### Konzerte
| Datum                             | Stadt          | Land                   | Auftrittsort                                                                      |
| --------------------------------- | -------------- | ---------------------- | --------------------------------------------------------------------------------- |
| 05. Januar 1961                   | Litherland     | Großbritannien/England | Town Hall                                                                         |
| 06. Januar 1961                   | Bootle         | Großbritannien/England | St. John’s Hall                                                                   |
| 07. Januar 1961                   | Aintree        | Großbritannien/England | Aintree Institute                                                                 |
| 07. Januar 1961                   | Seaforth       | Großbritannien/England | Lathom Hall                                                                       |
| 08. Januar 1961                   | Liverpool      | Großbritannien/England | Casbah Coffee Club                                                                |
| 13. Januar 1961                   | Aintree        | Großbritannien/England | Aintree Institute                                                                 |
| 14. Januar 1961                   | Aintree        | Großbritannien/England | Aintree Institute                                                                 |
| 15. Januar 1961                   | Liverpool      | Großbritannien/England | Casbah Coffee Club                                                                |
| 18. Januar 1961                   | Aintree        | Großbritannien/England | Aintree Institute                                                                 |
| 19. Januar 1961                   | Crosby         | Großbritannien/England | Alexandra Hall                                                                    |
| 20. Januar 1961                   | Seaforth       | Großbritannien/England | Lathom Hall                                                                       |
| 21. Januar 1961                   | Seaforth       | Großbritannien/England | Lathom Hall                                                                       |
| 21. Januar 1961                   | Aintree        | Großbritannien/England | Aintree Institute                                                                 |
| 25. Januar 1961                   | Huyton         | Großbritannien/England | Hambleton Hall                                                                    |
| 26. Januar 1961                   | Litherland     | Großbritannien/England | Town Hall                                                                         |
| 27. Januar 1961                   | Aintree        | Großbritannien/England | Aintree Institute                                                                 |
| 28. Januar 1961                   | Seaforth       | Großbritannien/England | Lathom Hall                                                                       |
| 29. Januar 1961                   | Liverpool      | Großbritannien/England | Casbah Coffee Club                                                                |
| 30. Januar 1961                   | Seaforth       | Großbritannien/England | Lathom Hall                                                                       |
| 01. Februar 1961                  | Huyton         | Großbritannien/England | Hambleton Hall                                                                    |
| 02. Februar 1961                  | Litherland     | Großbritannien/England | Town Hall                                                                         |
| 03. Februar 1961                  | Bootle         | Großbritannien/England | St. John’s Hall                                                                   |
| 04. Februar 1961                  | Seaforth       | Großbritannien/England | Lathom Hall                                                                       |
| 05. Februar 1961                  | Walton         | Großbritannien/England | Blair Hall                                                                        |
| 06. Februar 1961                  | Seaforth       | Großbritannien/England | Lathom Hall                                                                       |
| 07. Februar 1961                  | Liverpool      | Großbritannien/England | Merseyside Civil Service Club                                                     |
| 08. Februar 1961                  | Aintree        | Großbritannien/England | Aintree Institute                                                                 |
| 08. Februar 1961                  | Huyton         | Großbritannien/England | Hambleton Hall                                                                    |
| 09. Februar 1961                  | Liverpool      | Großbritannien/England | Cavern Club erster Auftritt der Beatles im Cavern Club                            |
| 10. Februar 1961                  | Aintree        | Großbritannien/England | Aintree Institute                                                                 |
| 10. Februar 1961                  | Seaforth       | Großbritannien/England | Lathom Hall                                                                       |
| 11. Februar 1961                  | Seaforth       | Großbritannien/England | Lathom Hall                                                                       |
| 11. Februar 1961                  | Liverpool      | Großbritannien/England | Cassanova Club                                                                    |
| 12. Februar 1961                  | Liverpool      | Großbritannien/England | Casbah Coffee Club                                                                |
| 14. Februar 1961                  | Liverpool      | Großbritannien/England | Cassanova Club                                                                    |
| 14. Februar 1961                  | Huyton         | Großbritannien/England | Hambleton Hall                                                                    |
| 15. Februar 1961                  | Huyton         | Großbritannien/England | Hambleton Hall                                                                    |
| 15. Februar 1961                  | Aintree        | Großbritannien/England | Aintree Institute                                                                 |
| 16. Februar 1961                  | Liverpool      | Großbritannien/England | Litherland Town Hall                                                              |
| 16. Februar 1961                  | Liverpool      | Großbritannien/England | Cassanova Club                                                                    |
| 17. Februar 1961                  | Liverpool      | Großbritannien/England | St. John’s Hall                                                                   |
| 18. Februar 1961                  | Aintree        | Großbritannien/England | Aintree Institute                                                                 |
| 19. Februar 1961                  | Liverpool      | Großbritannien/England | Casbah Coffee Club                                                                |
| 21. Februar 1961                  | Liverpool      | Großbritannien/England | Cavern Club                                                                       |
| 21. Februar 1961                  | Liverpool      | Großbritannien/England | Cassanova Club                                                                    |
| 21. Februar 1961                  | Liverpool      | Großbritannien/England | Litherland Town Hall                                                              |
| 22. Februar 1961                  | Huyton         | Großbritannien/England | Hambleton Hall                                                                    |
| 22. Februar 1961                  | Aintree        | Großbritannien/England | Aintree Institute                                                                 |
| 24. Februar 1961                  | Wallasey       | Großbritannien/England | Grosvenor Ballroom                                                                |
| 25. Februar 1961                  | Liverpool      | Großbritannien/England | Lathom Hall                                                                       |
| 25. Februar 1961                  | Aintree        | Großbritannien/England | Aintree Institute                                                                 |
| 26. Februar 1961                  | Liverpool      | Großbritannien/England | Casbah Coffee Club                                                                |
| 28. Februar 1961                  | Liverpool      | Großbritannien/England | Cavern Club                                                                       |
| 28. Februar 1961                  | Liverpool      | Großbritannien/England | Cassanova Club                                                                    |
| 28. Februar 1961                  | Liverpool      | Großbritannien/England | Litherland Town Hall                                                              |
| 01. März 1961                     | Aintree        | Großbritannien/England | Aintree Institute                                                                 |
| 02. März 1961                     | Liverpool      | Großbritannien/England | Litherland Town Hall                                                              |
| 03. März 1961                     | Bootle         | Großbritannien/England | St. John’s Hall                                                                   |
| 04. März 1961                     | Aintree        | Großbritannien/England | Aintree Institute                                                                 |
| 05. März 1961                     | Liverpool      | Großbritannien/England | Casbah Coffee Club                                                                |
| 06. März 1961                     | Liverpool      | Großbritannien/England | Cavern Club                                                                       |
| 06. März 1961                     | Liverpool      | Großbritannien/England | Liverpool Jazz Society                                                            |
| 07. März 1961                     | Liverpool      | Großbritannien/England | Cassanova Club                                                                    |
| 08. März 1961                     | Liverpool      | Großbritannien/England | Cavern Club                                                                       |
| 08. März 1961                     | Huyton         | Großbritannien/England | Hambleton Hall                                                                    |
| 08. März 1961                     | Aintree        | Großbritannien/England | Aintree Institute                                                                 |
| 10. März 1961                     | Liverpool      | Großbritannien/England | Cavern Club                                                                       |
| 10. März 1961                     | Wallasey       | Großbritannien/England | Grosvenor Ballroom                                                                |
| 10. März 1961                     | Liverpool      | Großbritannien/England | St. John’s Hall                                                                   |
| 11. März 1961                     | Aintree        | Großbritannien/England | Aintree Institute                                                                 |
| 11. März 1961                     | Liverpool      | Großbritannien/England | Liverpool Jazz Society                                                            |
| 12. März 1961                     | Liverpool      | Großbritannien/England | Casbah Coffee Club                                                                |
| 12. März 1961                     | Liverpool      | Großbritannien/England | Cassanova Club                                                                    |
| 13. März 1961                     | Liverpool      | Großbritannien/England | Cavern Club                                                                       |
| 13. März 1961                     | Liverpool      | Großbritannien/England | Liverpool Jazz Society                                                            |
| 14. März 1961                     | Liverpool      | Großbritannien/England | Cavern Club                                                                       |
| 15. März 1961                     | Liverpool      | Großbritannien/England | Cavern Club                                                                       |
| 15. März 1961                     | Liverpool      | Großbritannien/England | Liverpool Jazz Society                                                            |
| 16. März 1961                     | Liverpool      | Großbritannien/England | Cavern Club                                                                       |
| 17. März 1961                     | Liverpool      | Großbritannien/England | Mossway Hall                                                                      |
| 17. März 1961                     | Liverpool      | Großbritannien/England | Liverpool Jazz Society                                                            |
| 19. März 1961                     | Liverpool      | Großbritannien/England | Casbah Coffee Club                                                                |
| 20. März 1961                     | Liverpool      | Großbritannien/England | Cavern Club                                                                       |
| 20. März 1961                     | Huyton         | Großbritannien/England | Hambleton Hall                                                                    |
| 21. März 1961                     | Liverpool      | Großbritannien/England | Cavern Club                                                                       |
| 22. März 1961                     | Liverpool      | Großbritannien/England | Cavern Club                                                                       |
| 24. März 1961                     | Liverpool      | Großbritannien/England | Cavern Club                                                                       |
| 26. März 1961                     | Liverpool      | Großbritannien/England | Casbah Coffee Club                                                                |
| 01. April – 1. Juli 1961          | Hamburg        | Deutschland            | Top Ten Club Stuart Sutcliffe verließ während des Hamburg-Aufenthalts die Beatles |
| 13. Juli 1961                     | Liverpool      | Großbritannien/England | St. John’s Hall                                                                   |
| 14. Juli 1961 zwei Auftritte      | Liverpool      | Großbritannien/England | Cavern Club                                                                       |
| 15. Juli 1961                     | Liverpool      | Großbritannien/England | Holyoake Hall                                                                     |
| 16. Juli 1961                     | Walton         | Großbritannien/England | Blair Hall                                                                        |
| 17. Juli 1961                     | Liverpool      | Großbritannien/England | Litherland Town Hall                                                              |
| 17. Juli 1961                     | Liverpool      | Großbritannien/England | Cavern Club                                                                       |
| 19. Juli 1961 zwei Auftritte      | Liverpool      | Großbritannien/England | Cavern Club                                                                       |
| 20. Juli 1961                     | Liverpool      | Großbritannien/England | St. John’s Hall                                                                   |
| 21. Juli 1961                     | Liverpool      | Großbritannien/England | Cavern Club                                                                       |
| 21. Juli 1961                     | Aintree        | Großbritannien/England | Aintree Institute                                                                 |
| 22. Juli 1961                     | Liverpool      | Großbritannien/England | Holyoake Hall                                                                     |
| 23. Juli 1961                     | Walton         | Großbritannien/England | Blair Hall                                                                        |
| 24. Juli 1961                     | Liverpool      | Großbritannien/England | Litherland Town Hall                                                              |
| 25. Juli 1961 zwei Auftritte      | Liverpool      | Großbritannien/England | Cavern Club                                                                       |
| 26. Juli 1961                     | Liverpool      | Großbritannien/England | Cavern Club                                                                       |
| 27. Juli 1961                     | Liverpool      | Großbritannien/England | Cavern Club                                                                       |
| 27. Juli 1961                     | Liverpool      | Großbritannien/England | St. John’s Hall                                                                   |
| 28. Juli 1961                     | Aintree        | Großbritannien/England | Aintree Institute                                                                 |
| 29. Juli 1961                     | Walton         | Großbritannien/England | Blair Hall                                                                        |
| 30. Juli 1961                     | Walton         | Großbritannien/England | Blair Hall                                                                        |
| 31. Juli 1961                     | Liverpool      | Großbritannien/England | Litherland Town Hall                                                              |
| 31. Juli 1961                     | Liverpool      | Großbritannien/England | Cavern Club                                                                       |
| 02. August 1961 zwei Auftritte    | Liverpool      | Großbritannien/England | Cavern Club                                                                       |
| 03. August 1961                   | Liverpool      | Großbritannien/England | St. John’s Hall                                                                   |
| 04. August 1961                   | Liverpool      | Großbritannien/England | Cavern Club                                                                       |
| 04. August 1961                   | Aintree        | Großbritannien/England | Aintree Institute                                                                 |
| 05. August 1961                   | Liverpool      | Großbritannien/England | Cavern Club                                                                       |
| 06. August 1961                   | Liverpool      | Großbritannien/England | Casbah Coffee Club                                                                |
| 07. August 1961                   | Liverpool      | Großbritannien/England | Litherland Town Hall                                                              |
| 08. August 1961                   | Liverpool      | Großbritannien/England | Cavern Club                                                                       |
| 09. August 1961                   | Liverpool      | Großbritannien/England | Cavern Club                                                                       |
| 10. August 1961                   | Liverpool      | Großbritannien/England | Cavern Club                                                                       |
| 10. August 1961                   | Liverpool      | Großbritannien/England | St. John’s Hall                                                                   |
| 11. August 1961                   | Liverpool      | Großbritannien/England | Cavern Club                                                                       |
| 12. August 1961                   | Aintree        | Großbritannien/England | Aintree Institute                                                                 |
| 13. August 1961                   | Liverpool      | Großbritannien/England | Casbah Coffee Club                                                                |
| 14. August 1961                   | Liverpool      | Großbritannien/England | Cavern Club                                                                       |
| 16. August 1961                   | Liverpool      | Großbritannien/England | Cavern Club                                                                       |
| 17. August 1961                   | Liverpool      | Großbritannien/England | St. John’s Hall                                                                   |
| 18. August 1961                   | Liverpool      | Großbritannien/England | Cavern Club                                                                       |
| 18. August 1961                   | Aintree        | Großbritannien/England | Aintree Institute                                                                 |
| 19. August 1961                   | Aintree        | Großbritannien/England | Aintree Institute                                                                 |
| 20. August 1961                   | Huyton         | Großbritannien/England | Hambleton Hall                                                                    |
| 21. August 1961                   | Liverpool      | Großbritannien/England | Cavern Club                                                                       |
| 23. August 1961 zwei Auftritte    | Liverpool      | Großbritannien/England | Cavern Club                                                                       |
| 24. August 1961                   | Liverpool      | Großbritannien/England | St. John’s Hall                                                                   |
| 25. August 1961                   | Liverpool      | Großbritannien/England | Cavern Club                                                                       |
| 25. August 1961                   | Liverpool      | Großbritannien/England | MV Royal Iris                                                                     |
| 26. August 1961                   | Aintree        | Großbritannien/England | Aintree Institute                                                                 |
| 27. August 1961                   | Liverpool      | Großbritannien/England | Casbah Coffee Club                                                                |
| 28. August 1961                   | Liverpool      | Großbritannien/England | Cavern Club                                                                       |
| 29. August 1961                   | Liverpool      | Großbritannien/England | Cavern Club                                                                       |
| 30. August 1961                   | Liverpool      | Großbritannien/England | Cavern Club                                                                       |
| 31. August 1961                   | Liverpool      | Großbritannien/England | St. John’s Hall                                                                   |
| 01. September 1961 zwei Auftritte | Liverpool      | Großbritannien/England | Cavern Club                                                                       |
| 02. September 1961                | Aintree        | Großbritannien/England | Aintree Institute                                                                 |
| 03. September 1961                | Huyton         | Großbritannien/England | Hambleton Hall                                                                    |
| 05. September 1961                | Liverpool      | Großbritannien/England | Cavern Club                                                                       |
| 06. September 1961                | Liverpool      | Großbritannien/England | Cavern Club                                                                       |
| 07. September 1961                | Liverpool      | Großbritannien/England | Cavern Club                                                                       |
| 07. September 1961                | Liverpool      | Großbritannien/England | Litherland Town Hall                                                              |
| 08. September 1961                | Liverpool      | Großbritannien/England | St. John’s Hall                                                                   |
| 09. September 1961                | Aintree        | Großbritannien/England | Aintree Institute                                                                 |
| 10. September 1961                | Liverpool      | Großbritannien/England | Casbah Coffee Club                                                                |
| 11. September 1961                | Liverpool      | Großbritannien/England | Cavern Club                                                                       |
| 13. September 1961 zwei Auftritte | Liverpool      | Großbritannien/England | Cavern Club                                                                       |
| 14. September 1961                | Liverpool      | Großbritannien/England | Litherland Town Hall                                                              |
| 15. September 1961                | Liverpool      | Großbritannien/England | Cavern Club                                                                       |
| 15. September 1961                | Wallasey       | Großbritannien/England | Grosvenor Ballroom                                                                |
| 15. September 1961                | Liverpool      | Großbritannien/England | Village Hall                                                                      |
| 16. September 1961                | Aintree        | Großbritannien/England | Aintree Institute                                                                 |
| 17. September 1961                | Huyton         | Großbritannien/England | Hambleton Hall                                                                    |
| 19. September 1961                | Liverpool      | Großbritannien/England | Cavern Club                                                                       |
| 20. September 1961                | Liverpool      | Großbritannien/England | Cavern Club                                                                       |
| 21. September 1961                | Liverpool      | Großbritannien/England | Cavern Club                                                                       |
| 21. September 1961                | Liverpool      | Großbritannien/England | Litherland Town Hall                                                              |
| 22. September 1961                | Liverpool      | Großbritannien/England | Village Hall                                                                      |
| 23. September 1961                | Aintree        | Großbritannien/England | Aintree Institute                                                                 |
| 24. September 1961                | Liverpool      | Großbritannien/England | Casbah Coffee Club                                                                |
| 25. September 1961                | Liverpool      | Großbritannien/England | Cavern Club                                                                       |
| 27. September 1961 zwei Auftritte | Liverpool      | Großbritannien/England | Cavern Club                                                                       |
| 28. September 1961                | Liverpool      | Großbritannien/England | Litherland Town Hall                                                              |
| 29. September 1961                | Liverpool      | Großbritannien/England | Cavern Club                                                                       |
| 29. September 1961                | Liverpool      | Großbritannien/England | Village Hall                                                                      |
| 15. Oktober 1961                  | Maghull        | Großbritannien/England | Albany Cinema                                                                     |
| 15. Oktober 1961                  | Liverpool      | Großbritannien/England | Hambleton Hall                                                                    |
| 16. Oktober 1961                  | Liverpool      | Großbritannien/England | Cavern Club                                                                       |
| 17. Oktober 1961                  | Liverpool      | Großbritannien/England | David Lewis Club                                                                  |
| 18. Oktober 1961 zwei Auftritte   | Liverpool      | Großbritannien/England | Cavern Club                                                                       |
| 19. Oktober 1961                  | Liverpool      | Großbritannien/England | Litherland Town Hall                                                              |
| 20. Oktober 1961                  | Liverpool      | Großbritannien/England | Cavern Club                                                                       |
| 20. Oktober 1961                  | Liverpool      | Großbritannien/England | Village Hall                                                                      |
| 21. Oktober 1961                  | Liverpool      | Großbritannien/England | Cavern Club                                                                       |
| 22. Oktober 1961                  | Liverpool      | Großbritannien/England | Casbah Coffee Club                                                                |
| 24. Oktober 1961                  | Liverpool      | Großbritannien/England | Cavern Club                                                                       |
| 25. Oktober 1961                  | Liverpool      | Großbritannien/England | Cavern Club                                                                       |
| 26. Oktober 1961                  | Liverpool      | Großbritannien/England | Cavern Club                                                                       |
| 27. Oktober 1961                  | Liverpool      | Großbritannien/England | Village Hall                                                                      |
| 28. Oktober 1961                  | Aintree        | Großbritannien/England | Aintree Institute                                                                 |
| 29. Oktober 1961                  | Huyton         | Großbritannien/England | Hambleton Hall                                                                    |
| 30. Oktober 1961                  | Liverpool      | Großbritannien/England | Cavern Club                                                                       |
| 31. Oktober 1961                  | Liverpool      | Großbritannien/England | Litherland Town Hall                                                              |
| 01. November 1961 zwei Auftritte  | Liverpool      | Großbritannien/England | Cavern Club                                                                       |
| 03. November 1961                 | Liverpool      | Großbritannien/England | Cavern Club                                                                       |
| 04. November 1961                 | Liverpool      | Großbritannien/England | Cavern Club                                                                       |
| 07. November 1961 Zwei Auftritte  | Liverpool      | Großbritannien/England | Cavern Club                                                                       |
| 07. November 1961                 | Liverpool      | Großbritannien/England | Merseyside Civil Service Club                                                     |
| 08. November 1961                 | Liverpool      | Großbritannien/England | Cavern Club                                                                       |
| 09. November 1961                 | Liverpool      | Großbritannien/England | Cavern Club                                                                       |
| 09. November 1961                 | Liverpool      | Großbritannien/England | Town Hall                                                                         |
| 10. November 1961                 | Wallasey       | Großbritannien/England | Tower Ballroom                                                                    |
| 10. November 1961                 | Liverpool      | Großbritannien/England | Village Hall                                                                      |
| 11. November 1961                 | Aintree        | Großbritannien/England | Aintree Institute                                                                 |
| 12. November 1961                 | Liverpool      | Großbritannien/England | Hambleton Hall                                                                    |
| 13. November 1961                 | Liverpool      | Großbritannien/England | Cavern Club                                                                       |
| 14. November 1961                 | Liverpool      | Großbritannien/England | Cavern Club                                                                       |
| 14. November 1961                 | Liverpool      | Großbritannien/England | Merseyside Civil Service Club                                                     |
| 14. November 1961                 | Liverpool      | Großbritannien/England | Cavern Club                                                                       |
| 15. November 1961 zwei Auftritte  | Liverpool      | Großbritannien/England |                                                                                   |
| 17. November 1961                 | Liverpool      | Großbritannien/England | Village Hall                                                                      |
| 17. November 1961                 | Liverpool      | Großbritannien/England | Cavern Club                                                                       |
| 18. November 1961                 | Liverpool      | Großbritannien/England |                                                                                   |
| 19. November 1961                 | Liverpool      | Großbritannien/England | Casbah Coffee Club                                                                |
| 21. November 1961                 | Liverpool      | Großbritannien/England | Merseyside Civil Service Club                                                     |
| 21. November 1961                 | Liverpool      | Großbritannien/England | Cavern Club                                                                       |
| 22. November 1961                 | Liverpool      | Großbritannien/England |                                                                                   |
| 23. November 1961                 | Liverpool      | Großbritannien/England |                                                                                   |
| 24. November 1961                 | Liverpool      | Großbritannien/England | Casbah Coffee Club                                                                |
| 24. November 1961                 | Wallasey       | Großbritannien/England | Tower Ballroom                                                                    |
| 26. November 1961                 | Liverpool      | Großbritannien/England | Hambleton Hall                                                                    |
| 27. November 1961                 | Liverpool      | Großbritannien/England | Cavern Club                                                                       |
| 28. November 1961                 | Liverpool      | Großbritannien/England | Merseyside Civil Service Club                                                     |
| 29. November 1961 zwei Auftritte  | Liverpool      | Großbritannien/England | Cavern Club                                                                       |
| 01. Dezember 1961                 | Wallasey       | Großbritannien/England | Tower Ballroom                                                                    |
| 01. Dezember 1961                 | Liverpool      | Großbritannien/England | Cavern Club                                                                       |
| 02. Dezember 1961                 | Liverpool      | Großbritannien/England | Cavern Club                                                                       |
| 03. Dezember 1961                 | Liverpool      | Großbritannien/England | Casbah Coffee Club                                                                |
| 05. Dezember 1961                 | Liverpool      | Großbritannien/England | Cavern Club                                                                       |
| 06. Dezember 1961                 | Liverpool      | Großbritannien/England | Cavern Club                                                                       |
| 08. Dezember 1961                 | Liverpool      | Großbritannien/England | Cavern Club                                                                       |
| Wallasey                          | Tower Ballroom | Großbritannien/England |                                                                                   |
| 09. Dezember 1961                 | Aldershot      | Großbritannien/England | Palais Ballroom                                                                   |
| 09. Dezember 1961                 | London         | Großbritannien/England | The Gardenia Club                                                                 |
| 10. Dezember 1961                 | Liverpool      | Großbritannien/England | Hambleton Hall                                                                    |
| 11. Dezember 1961                 | Liverpool      | Großbritannien/England | Cavern Club                                                                       |
| 13. Dezember 1961 zwei Auftritte  | Liverpool      | Großbritannien/England | Cavern Club                                                                       |
| 15. Dezember 1961                 | Wallasey       | Großbritannien/England | Tower Ballroom                                                                    |
| 16. Dezember 1961                 | Liverpool      | Großbritannien/England | Cavern Club                                                                       |
| 17. Dezember 1961                 | Liverpool      | Großbritannien/England | Casbah Coffee Club                                                                |
| 18. Dezember 1961                 | Liverpool      | Großbritannien/England | Cavern Club                                                                       |
| 19. Dezember 1961                 | Liverpool      | Großbritannien/England | Cavern Club                                                                       |
| 20. Dezember 1961                 | Liverpool      | Großbritannien/England | Cavern Club                                                                       |
| 21. Dezember 1961                 | Liverpool      | Großbritannien/England | Cavern Club                                                                       |
| 23. Dezember 1961                 | Liverpool      | Großbritannien/England | Cavern Club                                                                       |
| 26. Dezember 1961                 | Wallasey       | Großbritannien/England | Tower Ballroom                                                                    |
| 27. Dezember 1961                 | Liverpool      | Großbritannien/England | Cavern Club                                                                       |
| 29. Dezember 1961                 | Liverpool      | Großbritannien/England | Cavern Club                                                                       |
| 30. Dezember 1961                 | Liverpool      | Großbritannien/England | Cavern Club                                                                       |

## 1962

### Besetzung

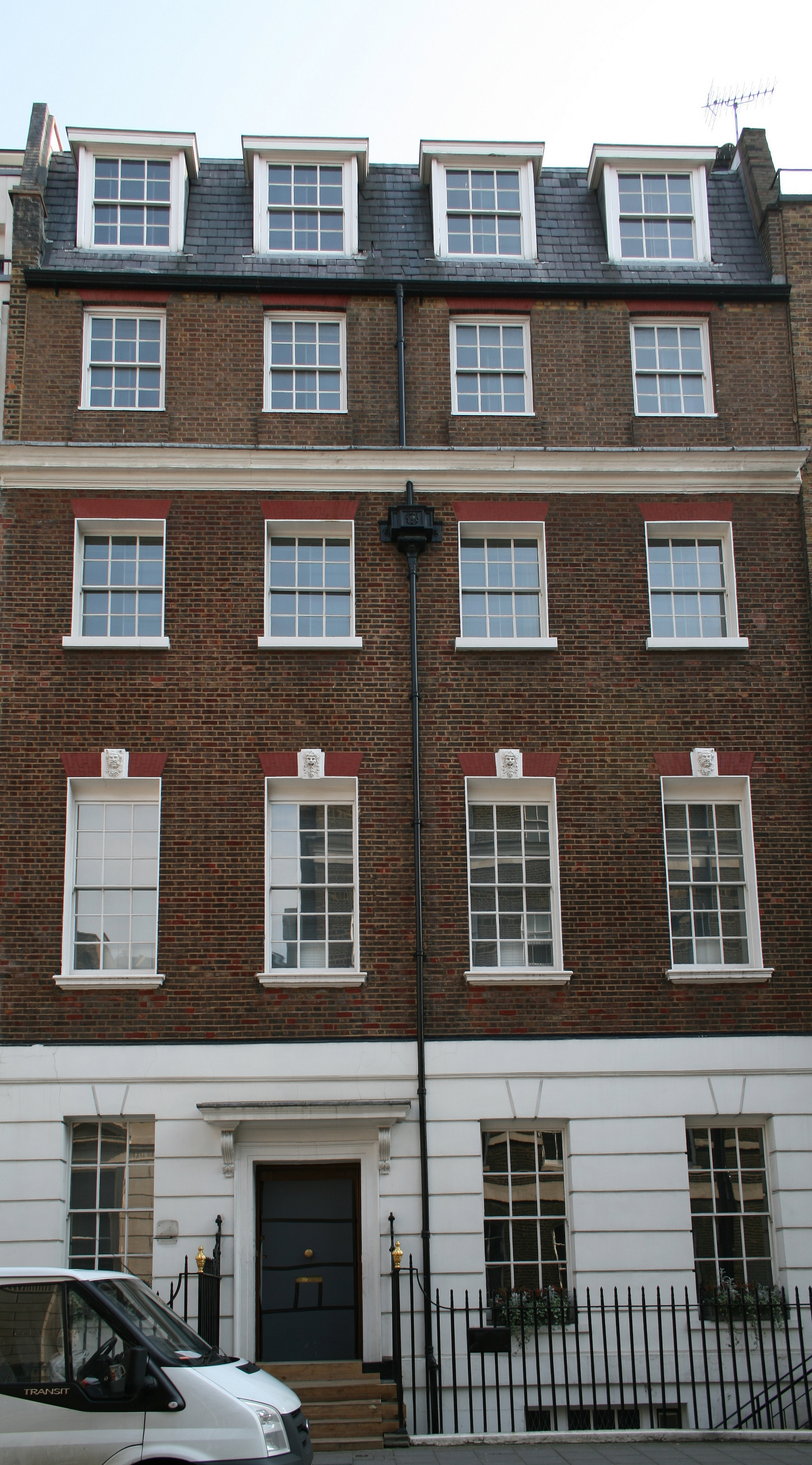
3 Savile Row, Vorderansicht des Hauses, auf dessen Dach das Konzert stattfand

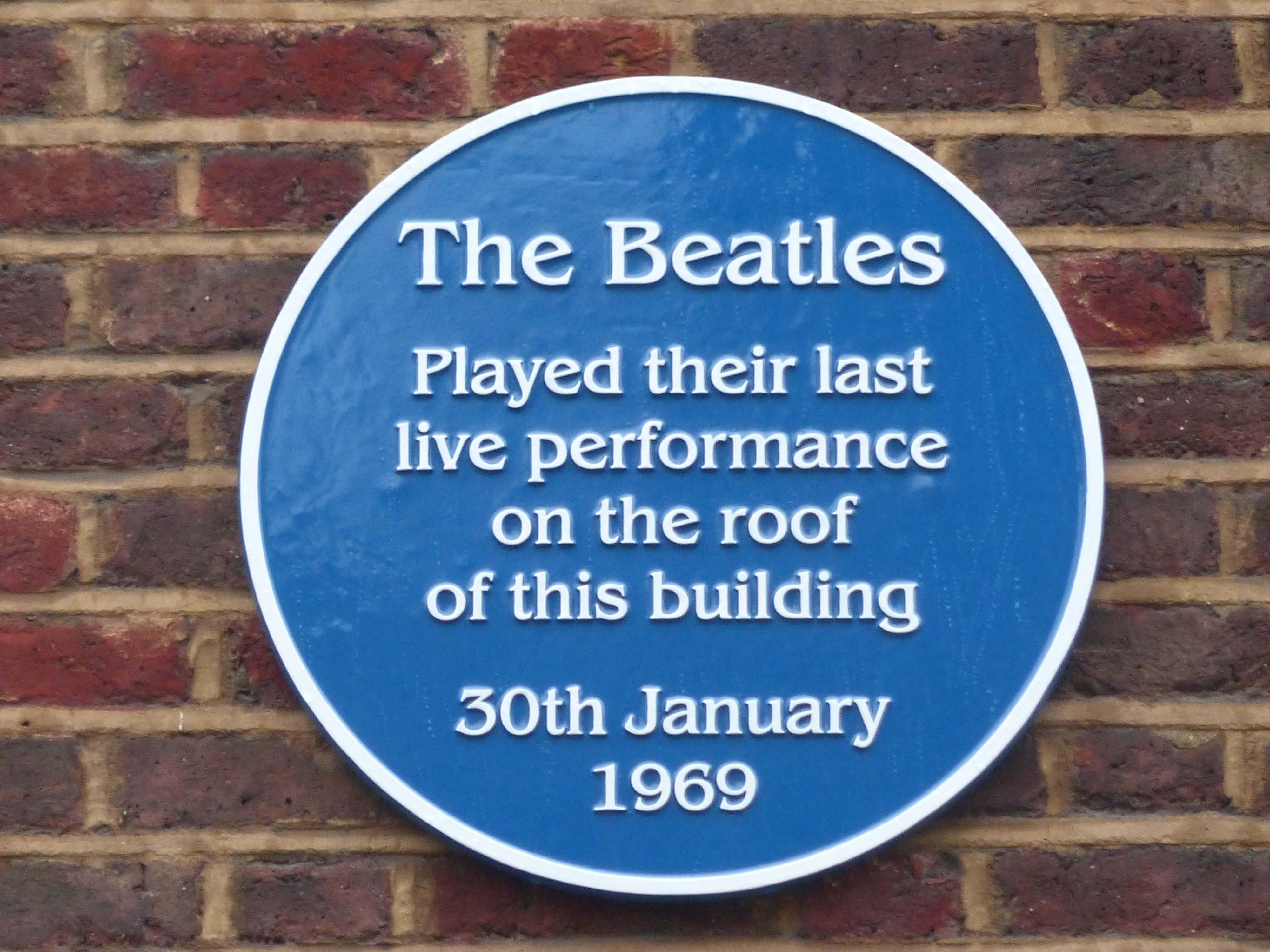
3 Savile Row, Plakette

- John Lennon: Gesang, Rhythmusgitarre
- Paul McCartney: Gesang, Bass
- George Harrison: Gesang, Leadgitarre
- Pete Best: Schlagzeug (bis 15. August 1962)
- Johnny Hutchinson: Schlagzeug (am 16. und 17. August)
- Ringo Starr: Schlagzeug (ab 18. August 1962)

### Erläuterungen
Mitte August wurde Pete Best durch Ringo Starr am Schlagzeug ersetzt. Am 22. August 1962 wurden die Beatles bei einem Auftritt im Cavern Club von einem Granada-TV-Team gefilmt – der erste Fernsehauftritt der Gruppe. Die Beatles spielten im Star-Club in Hamburg vom 13. April bis zum 31. Mai 1962 und vom 18. bis zum 31. Dezember 1962. Das Livealbum Live! at the Star-Club in Hamburg, Germany; 1962 wurde während des zweiten Hamburg-Aufenthalts aufgenommen.

### Setlisten
| Die aufgeführten Lieder wurden während eines Auftritts im Cavern Club, im Sommer 1962, aufgenommen und im August 1985 bei Sotheby’s in London versteigert. Eine Veröffentlichung erfolgte nicht. 1. Words of Love 2. What’s your Name 3. Roll over Beethoven 4. Ask Me Why 5. The Hippy Hippy Shake 6. Till There Was You 7. Hey! Baby 8. If You gotta make a Fool of Somebody 9. Please Mr. Postman 10. Sharing You 11. Your Feet’s Too Big 12. Dizzy Miss Lizzy 13. I Forget to Remember to Forget 14. Matchbox 15. Shimmy Like Kate 16. Memphis Tennessee 17. Young Blood 18. Dream Baby (How long must I dream) | Die aufgeführten Lieder wurden während der Star-Club-Auftritte im Dezember 1962 gespielt, die Reihenfolge war beliebig. 1. I Saw Her Standing There (John Lennon, Paul McCartney) – Gesang: Paul McCartney 2. Roll Over Beethoven (Chuck Berry) – Gesang: George Harrison 3. Hippy Hippy Shake (Chan Romero) – Gesang: Paul McCartney 4. Sweet Little Sixteen (Chuck Berry) – Gesang: John Lennon 5. Lend Me Your Comb (Kay Twomey, Fred Wise, Ben Weisman) – Gesang: George Harrison 6. Your Feet’s Too Big (Ada Benson, Fred Fisher) – Gesang: Paul McCartney 7. Twist and Shout (Phil Medley, Bert Russell) – Gesang: John Lennon 8. Mr. Moonlight (Roy Lee Johnson) – Gesang: John Lennon 9. A Taste of Honey (Bobby Scott, Ric Marlow) – Gesang: Paul McCartney 10. Bésame Mucho (Consuelo Velázquez, Sunny Skylar) – Gesang: Paul McCartney 11. Reminiscing (King Curtis) – Gesang: George Harrison 12. Kansas City (Leiber/Stoller) / Hey, Hey, Hey, Hey (Richard Penniman) – Gesang: Paul McCartney 13. Nothin’ Shakin’ (But the Leaves on the Trees) (Eddie Fontaine, Cirino Colacrai, Diane Lampert, John Gluck) – Gesang: George Harrison 14. To Know Her Is to Love Her (Phil Spector) – Gesang: John Lennon 15. Little Queenie (Chuck Berry) – Gesang: Paul McCartney 16. Falling in Love Again (Can’t Help It) (Frederick Hollander, Sammy Lerner) – Gesang: Paul McCartney 17. Ask Me Why (Lennon, McCartney) – Gesang: John Lennon 18. Be-Bop-A-Lula (Gene Vincent, Bill Davis) – Gesang: Fred Fascher 19. Hallelujah I Love Her So (Ray Charles) – Gesang: Horst Fascher 20. Red Sails in the Sunset (Jimmy Kennedy, Wilhelm Grosz i. e. Hugh Williams) – Gesang: Paul McCartney 21. Everybody’s Trying to Be My Baby (Carl Perkins) – Gesang: George Harrison 22. Matchbox (Carl Perkins) – Gesang: John Lennon 23. I’m Talking About You (Chuck Berry) – Gesang: John Lennon 24. Shimmy Like Kate (Armand J. Piron, Fred Smith, Cliff Goldsmith) – Gesang: Paul McCartney 25. Long Tall Sally (Enotris Johnson, Robert Blackwell, Richard Penniman) – Gesang: Paul McCartney 26. I Remember You (Johnny Mercer, Victor Schertzinger) – Gesang: Paul McCartney 27. I’m Gonna Sit Right Down and Cry (Over You) (Joe Thomas, Howard Biggs) – Gesang: John Lennon 28. Where Have You Been All My Life? (Barry Mann, Cynthia Weil) – Gesang: John Lennon 29. Till There Was You (Meredith Willson) – Gesang: Paul McCartney 30. Sheila (Tommy Roe) – Gesang: George Harrison 31. Road Runner (Bo Diddley) – Gesang: John Lennon 32. Money (That’s What I Want) – mit Tony Sheridan – (Berry Gordy, Janie Bradford) – Gesang: Tony Sheridan 33. Red Hot (Billy Lee Riley) – Gesang: John Lennon und George Harrison |

### Konzerte
| Datum                             | Stadt             | Land                   | Auftrittsort                                                                                                |
| --------------------------------- | ----------------- | ---------------------- | --- |
| 03. Januar 1962 zwei Auftritte    | Liverpool         | Großbritannien/England | Cavern Club                                                                                                 |
| 05. Januar 1962                   | Liverpool         | Großbritannien/England | Cavern Club                                                                                                 |
| 06. Januar 1962                   | Liverpool         | Großbritannien/England | Cavern Club                                                                                                 |
| 07. Januar 1962                   | Liverpool         | Großbritannien/England | Casbah Coffee Club                                                                                          |
| 09. Januar 1962                   | Liverpool         | Großbritannien/England | Cavern Club                                                                                                 |
| 10. Januar 1962                   | Liverpool         | Großbritannien/England | Cavern Club                                                                                                 |
| 11. Januar 1962                   | Liverpool         | Großbritannien/England | Cavern Club                                                                                                 |
| 12. Januar 1962                   | Liverpool         | Großbritannien/England | Cavern Club                                                                                                 |
| 12. Januar 1962                   | New Brighton      | Großbritannien/England | Tower Ballroom                                                                                              |
| 13. Januar 1962                   | Huyton            | Großbritannien/England | Hambleton Hall                                                                                              |
| 14. Januar 1962                   | Liverpool         | Großbritannien/England | Casbah Coffee Club                                                                                          |
| 15. Januar 1962                   | Liverpool         | Großbritannien/England | Cavern Club                                                                                                 |
| 17. Januar 1962 zwei Auftritte    | Liverpool         | Großbritannien/England | Cavern Club                                                                                                 |
| 19. Januar 1962                   | Liverpool         | Großbritannien/England | Cavern Club                                                                                                 |
| 19. Januar 1962                   | New Brighton      | Großbritannien/England | Tower Ballroom                                                                                              |
| 20. Januar 1962                   | Liverpool         | Großbritannien/England | Cavern Club                                                                                                 |
| 21. Januar 1962                   | Liverpool         | Großbritannien/England | Casbah Coffee Club                                                                                          |
| 22. Januar 1962                   | Liverpool         | Großbritannien/England | Cavern Club                                                                                                 |
| 22. Januar 1962                   | Southport         | Großbritannien/England | Kingsway Theater                                                                                            |
| 24. Januar 1962 zwei Auftritte    | Liverpool         | Großbritannien/England | Cavern Club                                                                                                 |
| 26. Januar 1962 zwei Auftritte    | Liverpool         | Großbritannien/England | Cavern Club                                                                                                 |
| 26. Januar 1962                   | New Brighton      | Großbritannien/England | Tower Ballroom                                                                                              |
| 27. Januar 1962                   | Aintree           | Großbritannien/England | Aintree Institute                                                                                           |
| 28. Januar 1962                   | Liverpool         | Großbritannien/England | Casbah Coffee Club                                                                                          |
| 29. Januar 1962                   | Southport         | Großbritannien/England | Kingsway Theater                                                                                            |
| 30. Januar 1962                   | Liverpool         | Großbritannien/England | Cavern Club                                                                                                 |
| 31. Januar 1962                   | Liverpool         | Großbritannien/England | Cavern Club                                                                                                 |
| 01. Februar 1962                  | Liverpool         | Großbritannien/England | Cavern Club                                                                                                 |
| 01. Februar 1962                  | Liverpool         | Großbritannien/England | Thistle Cafe                                                                                                |
| 02. Februar 1962                  | Manchester        | Großbritannien/England | Oasis Club                                                                                                  |
| 03. Februar 1962                  | Liverpool         | Großbritannien/England | Cavern Club                                                                                                 |
| 04. Februar 1962                  | Liverpool         | Großbritannien/England | Casbah Coffee Club                                                                                          |
| 05. Februar 1962                  | Liverpool         | Großbritannien/England | Cavern Club                                                                                                 |
| 05. Februar 1962                  | Southport         | Großbritannien/England | Kingsway Club                                                                                               |
| 07. Februar 1962                  | Liverpool         | Großbritannien/England | Cavern Club                                                                                                 |
| 09. Februar 1962 zwei Auftritte   | Liverpool         | Großbritannien/England | Cavern Club                                                                                                 |
| 09. Februar 1962                  | Birkenhead        | Großbritannien/England | Birkenhead Technical College                                                                                |
| 10. Februar 1962                  | Birkenhead        | Großbritannien/England | St. John’s Church                                                                                           |
| 11. Februar 1962                  | Liverpool         | Großbritannien/England | Casbah Coffee Club                                                                                          |
| 13. Februar 1962                  | Liverpool         | Großbritannien/England | Cavern Club                                                                                                 |
| 14. Februar 1962                  | Liverpool         | Großbritannien/England | Cavern Club                                                                                                 |
| 15. Februar 1962                  | Liverpool         | Großbritannien/England | Cavern Club                                                                                                 |
| 15. Februar 1962                  | New Brighton      | Großbritannien/England | Tower Ballroom                                                                                              |
| 16. Februar 1962                  | Birkenhead        | Großbritannien/England | Birkenhead Technical College                                                                                |
| 17. Februar 1962                  | Liverpool         | Großbritannien/England | Cavern Club                                                                                                 |
| 18. Februar 1962                  | Liverpool         | Großbritannien/England | Casbah Coffee Club                                                                                          |
| 19. Februar 1962                  | Liverpool         | Großbritannien/England | Cavern Club                                                                                                 |
| 20. Februar 1962                  | Southport         | Großbritannien/England | Floral Hall                                                                                                 |
| 21. Februar 1962 zwei Auftritte   | Liverpool         | Großbritannien/England | Cavern Club                                                                                                 |
| 23. Februar 1962                  | Liverpool         | Großbritannien/England | Cavern Club                                                                                                 |
| 23. Februar 1962                  | New Brighton      | Großbritannien/England | Tower Ballroom                                                                                              |
| 24. Februar 1962                  | Hoylake           | Großbritannien/England | YMCA |
| 24. Februar 1962                  | Liverpool         | Großbritannien/England | Cavern Club                                                                                                 |
| 25. Februar 1962                  | Liverpool         | Großbritannien/England | Casbah Coffee Club                                                                                          |
| 26. Februar 1962                  | Southport         | Großbritannien/England | Kingsway Theater                                                                                            |
| 27. Februar 1962                  | Liverpool         | Großbritannien/England | Cavern Club                                                                                                 |
| 28. Februar 1962                  | Liverpool         | Großbritannien/England | Cavern Club                                                                                                 |
| 29. Februar 1962                  | Liverpool         | Großbritannien/England | Cavern Club                                                                                                 |
| 01. März 1962                     | Liverpool         | Großbritannien/England | Storyville Jazz Club                                                                                        |
| 02. März 1962                     | Bootle            | Großbritannien/England | St. John’s Hall                                                                                             |
| 02. März 1962                     | Wallasey          | Großbritannien/England | Tower Ballroom                                                                                              |
| 03. März 1962                     | Liverpool         | Großbritannien/England | Cavern Club                                                                                                 |
| 04. März 1962                     | Liverpool         | Großbritannien/England | Casbah Coffee Club                                                                                          |
| 05. März 1962                     | Liverpool         | Großbritannien/England | Cavern Club                                                                                                 |
| 05. März 1962                     | Southport         | Großbritannien/England | Kingsway Theater                                                                                            |
| 06. März 1962                     | Liverpool         | Großbritannien/England | Cavern Club                                                                                                 |
| 08. März 1962                     | Liverpool         | Großbritannien/England | Storyville Jazz Club                                                                                        |
| 09. März 1962 zwei Auftritte      | Liverpool         | Großbritannien/England | Cavern Club                                                                                                 |
| 10. März 1962                     | Birkenhead        | Großbritannien/England | St. Paul's Church                                                                                           |
| 11. März 1962                     | Liverpool         | Großbritannien/England | Casbah Coffee Club                                                                                          |
| 12. März 1962                     | Southport         | Großbritannien/England | Kingsway Theater                                                                                            |
| 13. März 1962                     | Liverpool         | Großbritannien/England | Cavern Club                                                                                                 |
| 14. März 1962                     | Liverpool         | Großbritannien/England | Cavern Club                                                                                                 |
| 15. März 1962                     | Liverpool         | Großbritannien/England | Cavern Club                                                                                                 |
| 15. März 1962                     | Liverpool         | Großbritannien/England | Storyville Jazz Club                                                                                        |
| 16. März 1962                     | Liverpool         | Großbritannien/England | Cavern Club                                                                                                 |
| 17. März 1962                     | Liverpool         | Großbritannien/England | Village Hall                                                                                                |
| 18. März 1962                     | Liverpool         | Großbritannien/England | Casbah Coffee Club                                                                                          |
| 19. März 1962                     | Southport         | Großbritannien/England | Kingsway Club                                                                                               |
| 20. März 1962                     | Liverpool         | Großbritannien/England | Cavern Club                                                                                                 |
| 21. März 1962                     | Liverpool         | Großbritannien/England | Cavern Club                                                                                                 |
| 22. März 1962                     | Liverpool         | Großbritannien/England | Cavern Club                                                                                                 |
| 23. März 1962 zwei Auftritte      | Liverpool         | Großbritannien/England | Cavern Club                                                                                                 |
| 24. März 1962                     | Heswall           | Großbritannien/England | Heswall Jazz Club                                                                                           |
| 25. März 1962                     | Liverpool         | Großbritannien/England | Casbah Coffee Club                                                                                          |
| 26. März 1962                     | Liverpool         | Großbritannien/England | Cavern Club                                                                                                 |
| 28. März 1962 zwei Auftritte      | Liverpool         | Großbritannien/England | Cavern Club                                                                                                 |
| 29. März 1962                     | Liverpool         | Großbritannien/England | Odd Spot Club                                                                                               |
| 30. März 1962 zwei Auftritte      | Liverpool         | Großbritannien/England | Cavern Club                                                                                                 |
| 31. März 1962                     | Stroud            | Großbritannien/England | Subscription Rooms                                                                                          |
| 01. April 1962                    | Liverpool         | Großbritannien/England | Casbah Coffee Club                                                                                          |
| 02. April 1962                    | Liverpool         | Großbritannien/England | Cavern Club                                                                                                 |
| 02. April 1962                    | Liverpool         | Großbritannien/England | Pavilion Theater                                                                                            |
| 04. April 1962 zwei Auftritte     | Liverpool         | Großbritannien/England | Cavern Club                                                                                                 |
| 05. April 1962                    | Liverpool         | Großbritannien/England | Cavern Club                                                                                                 |
| 06. April 1962                    | Liverpool         | Großbritannien/England | Cavern Club                                                                                                 |
| 06. April 1962                    | Wallasey          | Großbritannien/England | Tower Ballroom                                                                                              |
| 07. April 1962                    | Liverpool         | Großbritannien/England | Cavern Club                                                                                                 |
| 07. April 1962                    | Liverpool         | Großbritannien/England | Casbah Coffee Club                                                                                          |
| 08. April 1962                    | Liverpool         | Großbritannien/England | Casbah Coffee Club                                                                                          |
| 13. April – 31. Mai 1962          | Hamburg           | Deutschland            | Star-Club                                                                                                   |
| 09. Juni 1962                     | Liverpool         | Großbritannien/England | Cavern Club                                                                                                 |
| 12. Juni 1962 zwei Auftritte      | Liverpool         | Großbritannien/England | Cavern Club                                                                                                 |
| 13. Juni 1962 zwei Auftritte      | Liverpool         | Großbritannien/England | Cavern Club                                                                                                 |
| 15. Juni 1962 zwei Auftritte      | Liverpool         | Großbritannien/England | Cavern Club                                                                                                 |
| 16. Juni 1962                     | Liverpool         | Großbritannien/England | Cavern Club                                                                                                 |
| 19. Juni 1962 zwei Auftritte      | Liverpool         | Großbritannien/England | Cavern Club                                                                                                 |
| 20. Juni 1962 zwei Auftritte      | Liverpool         | Großbritannien/England | Cavern Club                                                                                                 |
| 21. Juni 1962                     | Wallasey          | Großbritannien/England | Tower Ballroom                                                                                              |
| 22. Juni 1962 zwei Auftritte      | Liverpool         | Großbritannien/England | Cavern Club                                                                                                 |
| 23. Juni 1962                     | Northwich         | Großbritannien/England | Northwich Memorial Hall                                                                                     |
| 24. Juni 1962                     | Liverpool         | Großbritannien/England | Casbah Coffee Club                                                                                          |
| 25. Juni 1962                     | Liverpool         | Großbritannien/England | Cavern Club                                                                                                 |
| 25. Juni 1962                     | St. Helens        | Großbritannien/England | Plaza Ballroom                                                                                              |
| 27. Juni 1962 zwei Auftritte      | Liverpool         | Großbritannien/England | Cavern Club                                                                                                 |
| 28. Juni 1962                     | Birkenhead        | Großbritannien/England | Majestic Ballroom                                                                                           |
| 29. Juni 1962                     | Liverpool         | Großbritannien/England | Cavern Club                                                                                                 |
| 29. Juni 1962                     | Wallasey          | Großbritannien/England | Tower Ballroom                                                                                              |
| 30. Juni 1962                     | Heswall           | Großbritannien/England | Heswall Jazz Club                                                                                           |
| 01. Juli 1962                     | Liverpool         | Großbritannien/England | Cavern Club                                                                                                 |
| 02. Juli 1962                     | St. Helens        | Großbritannien/England | Plaza Ballroom                                                                                              |
| 03. Juli 1962                     | Liverpool         | Großbritannien/England | Cavern Club                                                                                                 |
| 04. Juli 1962                     | Liverpool         | Großbritannien/England | Cavern Club                                                                                                 |
| 05. Juli 1962                     | Birkenhead        | Großbritannien/England | Majestic Ballroom                                                                                           |
| 06. Juli 1962                     | River Mersey      | Großbritannien/England | MV Royal Iris                                                                                               |
| 07. Juli 1962                     | Port Sunlight     | Großbritannien/England | Hulme Hall                                                                                                  |
| 08. Juli 1962                     | Liverpool         | Großbritannien/England | Cavern Club                                                                                                 |
| 09. Juli 1962                     | St. Helens        | Großbritannien/England | Plaza Ballroom                                                                                              |
| 10. Juli 1962                     | Liverpool         | Großbritannien/England | Cavern Club                                                                                                 |
| 11. Juli 1962                     | Liverpool         | Großbritannien/England | Cavern Club                                                                                                 |
| 12. Juli 1962                     | Liverpool         | Großbritannien/England | Cavern Club                                                                                                 |
| 12. Juli 1962                     | Birkenhead        | Großbritannien/England | Majestic Ballroom                                                                                           |
| 13. Juli 1962                     | Wallasey          | Großbritannien/England | Tower Ballroom                                                                                              |
| 14. Juli 1962                     | Rhyl              | Großbritannien/Wales   | Regent Dansette Ballroom                                                                                    |
| 15. Juli 1962                     | Liverpool         | Großbritannien/England | Cavern Club                                                                                                 |
| 16. Juli 1962                     | Liverpool         | Großbritannien/England | Cavern Club                                                                                                 |
| 16. Juli 1962                     | St. Helens        | Großbritannien/England | Plaza Ballroom                                                                                              |
| 17. Juli 1962                     | Swindon           | Großbritannien/England | McIlroys Ballroom                                                                                           |
| 18. Juli 1962 zwei Auftritte      | Liverpool         | Großbritannien/England | Cavern Club                                                                                                 |
| 19. Juli 1962                     | Birkenhead        | Großbritannien/England | Majestic Ballroom                                                                                           |
| 18. Juli 1962                     | Liverpool         | Großbritannien/England | Cavern Club                                                                                                 |
| 20. Juli 1962                     | Warrington        | Großbritannien/England | Bell Hall                                                                                                   |
| 21. Juli 1962                     | Wallasey          | Großbritannien/England | Tower Ballroom                                                                                              |
| 22. Juli 1962                     | Liverpool         | Großbritannien/England | Cavern Club                                                                                                 |
| 23. Juli 1962                     | Southport         | Großbritannien/England | Kingsway Theater                                                                                            |
| 24. Juli 1962                     | Liverpool         | Großbritannien/England | Cavern Club                                                                                                 |
| 25. Juli 1962 zwei Auftritte      | Liverpool         | Großbritannien/England | Cavern Club                                                                                                 |
| 25. Juli 1962                     | Liverpool         | Großbritannien/England | Cabaret Club                                                                                                |
| 26. Juli 1962                     | Southport         | Großbritannien/England | Cambridge Hall                                                                                              |
| 27. Juli 1962                     | Wallasey          | Großbritannien/England | Tower Ballroom                                                                                              |
| 28. Juli 1962                     | Liverpool         | Großbritannien/England | Cavern Club                                                                                                 |
| 28. Juli 1962                     | Birkenhead        | Großbritannien/England | Majestic Ballroom                                                                                           |
| 30. Juli 1962                     | Liverpool         | Großbritannien/England | Cavern Club                                                                                                 |
| 30. Juli 1962                     | Bootle            | Großbritannien/England | St. John’s Hall                                                                                             |
| 01. August 1962 zwei Auftritte    | Liverpool         | Großbritannien/England | Cavern Club                                                                                                 |
| 03. August 1962                   | Liverpool         | Großbritannien/England | Grafton Rooms (Grafton Ballroom)                                                                            |
| 04. August 1962                   | Bebington         | Großbritannien/England | Victoria Hall                                                                                               |
| 05. August 1962                   | Liverpool         | Großbritannien/England | The Cavern Club                                                                                             |
| 07. August 1962 zwei Auftritte    | Liverpool         | Großbritannien/England | The Cavern Club                                                                                             |
| 08. August 1962                   | Doncaster         | Großbritannien/England | Co-Op Ballroom                                                                                              |
| 09. August 1962                   | Liverpool         | Großbritannien/England | Cavern Club                                                                                                 |
| 10. August 1962                   | River Mersey      | Großbritannien/England | MV Royal Iris                                                                                               |
| 11. August 1962                   | Liverpool         | Großbritannien/England | Odd Spot Club                                                                                               |
| 12. August 1962                   | Liverpool         | Großbritannien/England | Cavern Club                                                                                                 |
| 13. August 1962                   | Liverpool         | Großbritannien/England | Cavern Club                                                                                                 |
| 13. August 1962                   | Crewe             | Großbritannien/England | Majestic Ballroom                                                                                           |
| 15. August 1962 zwei Auftritte    | Liverpool         | Großbritannien/England | The Cavern Club (letzte Auftritte mit Pete Best)                                                            |
| 16. August 1962                   | Chester           | Großbritannien/England | Riverpark Ballroom (mit Johnny Hutchinson am Schlagzeug)                                                    |
| 17. August 1962                   | Birkenhead        | Großbritannien/England | Majestic Ballroom (mit Johnny Hutchinson am Schlagzeug)                                                     |
| 17. August 1962                   | Wallasey          | Großbritannien/England | Tower Ballroom (mit Johnny Hutchinson am Schlagzeug)                                                        |
| 18. August 1962                   | Port Sunlight     | Großbritannien/England | Hulme Hall (Ringo Starrs erster Auftritt als offizielles Mitglied der Beatles)                              |
| 19. August 1962                   | Liverpool         | Großbritannien/England | Cavern Club                                                                                                 |
| 20. August 1962                   | Crewe             | Großbritannien/England | Majestic Ballroom                                                                                           |
| 22. August 1962 zwei Auftritte    | Liverpool         | Großbritannien/England | Cavern Club                                                                                                 |
| 23. August 1962                   | Chester           | Großbritannien/England | Riverpark Ballroom                                                                                          |
| 24. August 1962                   | Liverpool         | Großbritannien/England | Cavern Club                                                                                                 |
| 24. August 1962                   | Birkenhead        | Großbritannien/England | Majestic Ballroom                                                                                           |
| 25. August 1962                   | Fleetwood         | Großbritannien/England | Marine Hall                                                                                                 |
| 26. August 1962                   | Liverpool         | Großbritannien/England | Cavern Club                                                                                                 |
| 27. August 1962                   | Liverpool         | Großbritannien/England | Cavern Club                                                                                                 |
| 28. August 1962                   | Liverpool         | Großbritannien/England | Cavern Club                                                                                                 |
| 29. August 1962                   | Morecambe         | Großbritannien/England | Floral Hall Ballroom                                                                                        |
| 30. August 1962                   | Chester           | Großbritannien/England | Riverpark Ballroom                                                                                          |
| 30. August 1962                   | Liverpool         | Großbritannien/England | Cavern Club                                                                                                 |
| 31. August 1962                   | Lydney            | Großbritannien/England | Lydney Town Hall                                                                                            |
| 01. September 1962                | Stroud            | Großbritannien/England | Subscription Rooms                                                                                          |
| 02. September 1962                | Liverpool         | Großbritannien/England | Cavern Club                                                                                                 |
| 03. September 1962                | Liverpool         | Großbritannien/England | Cavern Club                                                                                                 |
| 03. September 1962                | Widnes            | Großbritannien/England | Queen's Hall                                                                                                |
| 05. September 1962                | Liverpool         | Großbritannien/England | Cavern Club                                                                                                 |
| 06. September 1962                | Liverpool         | Großbritannien/England | Cavern Club                                                                                                 |
| 06. September 1962                | Liverpool         | Großbritannien/England | Rialto Ballroom                                                                                             |
| 07. September 1962                | Irby              | Großbritannien/England | Village Hall                                                                                                |
| 08. September 1962                | Birkenhead        | Großbritannien/England | YMCA |
| 08. September 1962                | Birkenhead        | Großbritannien/England | Majestic Ballroom                                                                                           |
| 09. September 1962                | Liverpool         | Großbritannien/England | Cavern Club                                                                                                 |
| 10. September 1962                | Liverpool         | Großbritannien/England | Cavern Club                                                                                                 |
| 10. September 1962                | Widnes            | Großbritannien/England | Queen's Hall                                                                                                |
| 12. September 1962                | Liverpool         | Großbritannien/England | Cavern Club                                                                                                 |
| 13. September 1962                | Liverpool         | Großbritannien/England | Cavern Club                                                                                                 |
| 13. September 1962                | Chester           | Großbritannien/England | Riverpark Ballroom                                                                                          |
| 14. September 1962                | Wallasey          | Großbritannien/England | Tower Ballroom                                                                                              |
| 15. September 1962                | Northwich         | Großbritannien/England | Northwich Memorial Hall                                                                                     |
| 16. September 1962                | Liverpool         | Großbritannien/England | Cavern Club                                                                                                 |
| 17. September 1962                | Liverpool         | Großbritannien/England | Cavern Club                                                                                                 |
| 17. September 1962                | Widnes            | Großbritannien/England | Queen's Hall                                                                                                |
| 19. September 1962                | Liverpool         | Großbritannien/England | Cavern Club                                                                                                 |
| 20. September 1962                | Liverpool         | Großbritannien/England | Cavern Club                                                                                                 |
| 21. September 1962                | Wallasey          | Großbritannien/England | Tower Ballroom                                                                                              |
| 22. September 1962                | Birkenhead        | Großbritannien/England | Majestic Ballroom                                                                                           |
| 23. September 1962                | Liverpool         | Großbritannien/England | Cavern Club                                                                                                 |
| 25. September 1962                | Heswall           | Großbritannien/England | Heswall Jazz Club                                                                                           |
| 26. September 1962 zwei Auftritte | Liverpool         | Großbritannien/England | Cavern Club                                                                                                 |
| 28. September 1962                | Liverpool         | Großbritannien/England | Cavern Club                                                                                                 |
| 28. September 1962                | Liverpool         | Großbritannien/England | The MV Royal Iris                                                                                           |
| 29. September 1962                | Manchester        | Großbritannien/England | Oasis Club                                                                                                  |
| 30. September 1962                | Liverpool         | Großbritannien/England | The Cavern Club                                                                                             |
| 02. Oktober 1962                  | Liverpool         | Großbritannien/England | The Cavern Club                                                                                             |
| 03. Oktober 1962                  | Liverpool         | Großbritannien/England | The Cavern Club                                                                                             |
| 04. Oktober 1962                  | Liverpool         | Großbritannien/England | The Cavern Club                                                                                             |
| 06. Oktober 1962                  | Port Sunlight     | Großbritannien/England | Hulme Hall                                                                                                  |
| 07. Oktober 1962                  | Liverpool         | Großbritannien/England | Cavern Club                                                                                                 |
| 10. Oktober 1962 zwei Auftritte   | Liverpool         | Großbritannien/England | Cavern Club                                                                                                 |
| 11. Oktober 1962                  | Liverpool         | Großbritannien/England | Rialto Ballroom                                                                                             |
| 12. Oktober 1962                  | Liverpool         | Großbritannien/England | Cavern Club                                                                                                 |
| 12. Oktober 1962                  | Wallasey          | Großbritannien/England | Tower Ballroom                                                                                              |
| 13. Oktober 1962                  | Liverpool         | Großbritannien/England | Cavern Club                                                                                                 |
| 15. Oktober 1962                  | Birkenhead        | Großbritannien/England | Majestic Ballroom                                                                                           |
| 16. Oktober 1962                  | Runcorn           | Großbritannien/England | La Scala Ballroom                                                                                           |
| 17. Oktober 1962 zwei Auftritte   | Liverpool         | Großbritannien/England | Cavern Club                                                                                                 |
| 19. Oktober 1962                  | Liverpool         | Großbritannien/England | Cavern Club                                                                                                 |
| 20. Oktober 1962                  | Hull              | Großbritannien/England | Majestic Ballroom                                                                                           |
| 21. Oktober 1962                  | Liverpool         | Großbritannien/England | Cavern Club                                                                                                 |
| 22. Oktober 1962                  | Widnes            | Großbritannien/England | Queen's Hall                                                                                                |
| 26. Oktober 1962                  | Liverpool         | Großbritannien/England | Cavern Club                                                                                                 |
| 26. Oktober 1962                  | Preston           | Großbritannien/England | Preston Public Hall                                                                                         |
| 27. Oktober 1962                  | Port Sunlight     | Großbritannien/England | Hulme Hall                                                                                                  |
| 28. Oktober 1962                  | Liverpool         | Großbritannien/England | Liverpool Empire Theatre                                                                                    |
| 01.–14. November 1962             | Hamburg           | Deutschland            | Star-Club                                                                                                   |
| 17. November 1962                 | Coventry          | Großbritannien/England | Matrix Hall                                                                                                 |
| 18. November 1962                 | Liverpool         | Großbritannien/England | Cavern Club                                                                                                 |
| 19. November 1962                 | Liverpool         | Großbritannien/England | Cavern Club                                                                                                 |
| 19. November 1962                 | Smethwick         | Großbritannien/England | Smethwick Baths Ballroom                                                                                    |
| 19. November 1962                 | West Bromwich     | Großbritannien/England | Adelphi Ballroom                                                                                            |
| 20. November 1962                 | Southport         | Großbritannien/England | Floral Hall                                                                                                 |
| 21. November 1962 zwei Auftritte  | Liverpool         | Großbritannien/England | Cavern Club                                                                                                 |
| 22. November 1962                 | Birkenhead        | Großbritannien/England | Majestic Ballroom                                                                                           |
| 23. November 1962                 | London            | Großbritannien/England | St. James’s Church Hall                                                                                     |
| 23. November 1962                 | Wallasey          | Großbritannien/England | Tower Ballroom                                                                                              |
| 24. November 1962                 | Prestatyn         | Großbritannien/Wales   | Royal Lido Ballroom                                                                                         |
| 25. November 1962                 | Liverpool         | Großbritannien/England | Cavern Club                                                                                                 |
| 28. November 1962                 | Liverpool         | Großbritannien/England | Cavern Club                                                                                                 |
| 28. November 1962                 | Liverpool         | Großbritannien/England | 527 Club |
| 29. November 1962                 | Birkenhead        | Großbritannien/England | Majestic Ballroom                                                                                           |
| 30. November 1962                 | Liverpool         | Großbritannien/England | Cavern Club                                                                                                 |
| 30. November 1962                 | Newton-le-Willows | Großbritannien/England | Earlestown Town Hall                                                                                        |
| 01. Dezember 1962                 | Northwich         | Großbritannien/England | Northwich Memorial Hall                                                                                     |
| 02. Dezember 1962                 | Peterborough      | Großbritannien/England | Embassy Cinema                                                                                              |
| 05. Dezember 1962 zwei Auftritte  | Liverpool         | Großbritannien/England | Cavern Club                                                                                                 |
| 06. Dezember 1962                 | Southport         | Großbritannien/England | Club Django                                                                                                 |
| 07. Dezember 1962                 | Liverpool         | Großbritannien/England | Cavern Club                                                                                                 |
| 07. Dezember 1962                 | Wallasey          | Großbritannien/England | Tower Ballroom                                                                                              |
| 08. Dezember 1962                 | Manchester        | Großbritannien/England | Oasis Club                                                                                                  |
| 09. Dezember 1962                 | Liverpool         | Großbritannien/England | Cavern Club                                                                                                 |
| 10. Dezember 1962                 | Liverpool         | Großbritannien/England | Cavern Club                                                                                                 |
| 11. Dezember 1962                 | Runcorn           | Großbritannien/England | La Scala Ballroom                                                                                           |
| 12. Dezember 1962 zwei Auftritte  | Liverpool         | Großbritannien/England | Cavern Club                                                                                                 |
| 13. Dezember 1962                 | Bedford           | Großbritannien/England | Bedford Corn Exchange                                                                                       |
| 14. Dezember 1962                 | Shrewsbury        | Großbritannien/England | Shrewsbury Music Hall                                                                                       |
| 15. Dezember 1962                 | Birkenhead        | Großbritannien/England | Majestic Ballroom                                                                                           |
| 16. Dezember 1962                 | Liverpool         | Großbritannien/England | Cavern Club                                                                                                 |
| 18.–31. Dezember 1962             | Hamburg           | Deutschland            | Star-Club (Veröffentlichung auf Bootleg und auf dem Album Live! at the Star-Club in Hamburg, Germany; 1962) |

## 1963

### Besetzung
- John Lennon: Gesang, Rhythmusgitarre
- Paul McCartney: Gesang, Bass
- George Harrison: Gesang, Leadgitarre
- Ringo Starr: Schlagzeug

### Erläuterungen
Die Erfolge ihrer ersten Platten und die daraus resultierenden Radio- und Fernsehauftritte ermöglichten den Beatles zunehmend Gastspiele auch außerhalb des Einzugsgebietes Liverpools. Die neuen Roadmanager Neil Aspinall – ein alter Freund von Paul McCartney – und Malcolm „Mal“ Evans, der ehemalige Türsteher des Cavern Club, fuhren die Gruppe mit ihren Instrumenten in einem gebraucht erstandenen Kleinbus zu ihren Auftrittsorten.
Am 2. Februar 1963 starteten die Beatles, gemanagt von der Arthur Howes Agency – die alle Gaumont- und Odeon-Theater sowie andere Kinos unter Vertrag hatte  – im Gaumont von Bradford als Vorgruppe der 16-jährigen Sängerin Helen Shapiro ihre erste professionelle Tournee durch Großbritannien. Mit dabei waren auch Dave Allen, Danny Williams und Kenny Lynch. Die zweite Tour zeigte die Band vom 9. März an neben Tommy Roe und Chris Montez. Nach ersten Zuschauerreaktionen wurden die Beatles bereits einen Tag später als Hauptgruppe angekündigt. Es folgten hochkarätige Auftritte bei der Show Swinging Sound in der Londoner Royal Albert Hall (18. April 1963) und vor 10.000 Zuschauern im Rahmen des NME-Poll-Winners-Konzerts im Empire Pool von Wembley (21. April 1963).
Vom 18. Mai bis zum 9. Juni 1963 absolvierten die Beatles ihre dritte England-Tournee, diesmal an der Seite von Roy Orbison und Gerry and The Pacemakers. Auch Orbison trat nach der ersten Show zugunsten der Beatles als Headliner zurück. Am 19. Juni 1963 erfolgte bei der BBC in London die Aufnahme von Easy Beat für die Sendung am 23. Juni. Am 23. Juni wurde bei ABC TV in Birmingham Thank Your Lucky Stars für die Sendung am 29. Juni (special all-Merseyside edition) gefilmt. Am 24. Juni wurde wiederum bei der BBC Saturday Club für die Sendung am 29. Juni aufgenommen; darauf folgte bei der BBC Manchester am 3. Juli The Beat Show. Am 18. August wurde Big Night Out (ABC TC, Manchester) gefilmt und ausgestrahlt wurde die Sendung am 24. August. Im November ging die Gruppe erneut auf Großbritannien-Tournee, diesmal von Anfang an als Hauptgruppe. Die teilweise chaotische Tour wurde von starken Polizeikräften begleitet, die den hysterischen Sympathiebekundungen weiblicher Anhänger entgegenwirken sollten. Um den Fans zu entkommen, verkleideten sich die Beatles in Birmingham als Polizisten. In Plymouth gelang die Flucht durch das Kanalsystem der Stadt, während die Polizei auf den Straßen Wasserwerfer einsetzte. Am 4. November 1963 spielten die Beatles im Rahmen der alljährlichen Royal Variety Performance vor der britischen Königinmutter Elizabeth, Lord Snowdon und Prinzessin Margaret im Londoner Prince of Wales Theatre.

### Setliste
| Roxburgh Hall, Stowe School – 4. April 1963 1. I Saw Her Standing There 2. Too Much Monkey Business 3. Love Me Do 4. Some Other Guy 5. Misery 6. I Just Don’t Understand 7. A Shot Of Rhythm And Blues 8. Boys 9. Matchbox 10. From Me To You 11. Thank You Girl 12. Memphis, Tennessee 13. A Taste Of Honey 14. Twist And Shout 15. Anna (Go to Him) 16. Please Please Me 17. The Hippy Hippy Shake 18. I’m Talking About You 19. Ask Me Why 20. Till There Was You 21. Money (That’s What I Want) 22. I Saw Her Standing There’ (reprise) 23. Sweet Little Sixteen 24. Long Tall Sally | Empire Theatre, Liverpool – 7. Dezember 1963 1. From Me to You 2. I Saw Her Standing There 3. All My Loving 4. Roll Over Beethoven 5. Boys 6. Till There Was You 7. She Loves You 8. This Boy 9. I Want to Hold Your Hand 10. Money (That’s What I Want) 11. Twist and Shout 12. From Me to You/Third Man Theme (Instrumental) |

### Konzerte
| Datum                                       | Stadt                       | Land                        | Auftrittsort |
| Winter 1963 Schottland Tour                 | Winter 1963 Schottland Tour | Winter 1963 Schottland Tour | Winter 1963 Schottland Tour |
| ------------------------------------------- | --------------------------- | --------------------------- | --- |
| 03. Januar 1963                             | Elgin                       | Großbritannien/Schottland   | Two Red Shoes |
| 04. Januar 1963                             | Dingwall                    | Großbritannien/Schottland   | Town Hall |
| 05. Januar 1963                             | Bridge of Allan             | Großbritannien/Schottland   | Museum Hall |
| 06. Januar 1963                             | Aberdeen                    | Großbritannien/Schottland   | Beach Ballroom |
| Winter 1963 UK Tour                         |                             |                             | |
| 10. Januar 1963                             | Liverpool                   | Großbritannien/England      | The Grafton Rooms |
| 11. Januar 1963                             | Liverpool                   | Großbritannien/England      | Cavern Club |
| 11. Januar 1963                             | Old Hill                    | Großbritannien/England      | Plaza Ballroom |
| 12. Januar 1963                             | Chatham                     | Großbritannien/England      | Invicta Ballroom |
| 14. Januar 1963                             | Ellesmere Port              | Großbritannien/England      | Civic Hall |
| 17. Januar 1963                             | Liverpool                   | Großbritannien/England      | Cavern Club |
| 17. Januar 1963                             | Birkenhead                  | Großbritannien/England      | Majestic Ballroom |
| 18. Januar 1963                             | Morecambe                   | Großbritannien/England      | Floral Hall |
| 19. Januar 1963                             | Whitchurch                  | Großbritannien/England      | Town Hall |
| 20. Januar 1963                             | Liverpool                   | Großbritannien/England      | Cavern Club |
| 23. Januar 1963                             | Liverpool                   | Großbritannien/England      | Cavern Club |
| 24. Januar 1963                             | Mold                        | Großbritannien/Wales        | Assembly Hall |
| 25. Januar 1963                             | Darwen                      | Großbritannien/England      | Co-Operative Hall |
| 26. Januar 1963                             | Macclesfield                | Großbritannien/England      | El Rio Club |
| 26. Januar 1963                             | Stoke-on-Trent              | Großbritannien/England      | King’s Hall |
| 27. Januar 1963                             | Manchester                  | Großbritannien/England      | Three Coins Club |
| 28. Januar 1963                             | Newcastle upon Tyne         | Großbritannien/England      | Majestic Ballroom |
| 30. Januar 1963                             | Liverpool                   | Großbritannien/England      | Cavern Club |
| 31. Januar 1963                             | Birkenhead                  | Großbritannien/England      | Majestic Ballroom |
| 01. Februar 1963                            | Tamworth                    | Großbritannien/England      | Assembly Rooms |
| 01. Februar 1963                            | Sutton Coldfield            | Großbritannien/England      | Maney Hall |
| 03. Februar 1963                            | Liverpool                   | Großbritannien/England      | Cavern Club |
| 04. Februar 1963                            | Liverpool                   | Großbritannien/England      | Cavern Club |
| Winter 1963 Helen Shapiro Tour, Teil 1      |                             |                             | |
| 02. Februar 1963                            | Bradford                    | Großbritannien/England      | Gaumont Theater |
| 05. Februar 1963                            | Doncaster                   | Großbritannien/England      | Gaumont |
| 06. Februar 1963                            | Bedford                     | Großbritannien/England      | Granada Cinema |
| 07. Februar 1963                            | Wakefield                   | Großbritannien/England      | Regal Cinema |
| 08. Februar 1963                            | Carlisle                    | Großbritannien/England      | ABC Cinema |
| 09. Februar 1963                            | Sunderland                  | Großbritannien/England      | Sunderland Empire Theatre |
| Winter 1963 UK Tour                         |                             |                             | |
| 12. Februar 1963                            | Oldham                      | Großbritannien/England      | Astoria Ballroom |
| 12. Februar 1963                            | Sheffield                   | Großbritannien/England      | Azena Ballroom |
| 13. Februar 1963                            | Hull                        | Großbritannien/England      | Majestic Ballroom |
| 14. Februar 1963                            | Liverpool                   | Großbritannien/England      | Locarno Ballroom |
| 15. Februar 1963                            | Birmingham                  | Großbritannien/England      | Ritz |
| 16. Februar 1963                            | Oxford                      | Großbritannien/England      | Carfax Assembly Rooms |
| 18. Februar 1963                            | Widnes                      | Großbritannien/England      | Queens Hall |
| 19. Februar 1963                            | Liverpool                   | Großbritannien/England      | Cavern Club |
| 20. Februar 1963                            | Doncaster                   | Großbritannien/England      | Swimming Baths |
| 21. Februar 1963                            | Birkenhead                  | Großbritannien/England      | Majestic Ballroom |
| 22. Februar 1963                            | Manchester                  | Großbritannien/England      | Oasis Club |
| Winter 1963 Helen Shapiro Tour, Teil 2      |                             |                             | |
| 23. Februar 1963                            | Mansfield                   | Großbritannien/England      | Granada Cinema |
| 24. Februar 1963                            | Coventry                    | Großbritannien/England      | Coventry Theatre |
| 25. Februar 1963                            | Lancashire                  | Großbritannien/England      | Casino Ballroom |
| 26. Februar 1963                            | Taunton                     | Großbritannien/England      | Gaumont Cinema |
| 27. Februar 1963                            | York                        | Großbritannien/England      | Rialto Theatre |
| 28. Februar 1963                            | Shrewsbury                  | Großbritannien/England      | Granada Cinema |
| 01. März 1963                               | Southport                   | Großbritannien/England      | Odeon Cinema |
| 02. März 1963                               | Sheffield                   | Großbritannien/England      | Sheffield City Hall |
| 03. März 1963                               | Hanley                      | Großbritannien/England      | Gaumont Cinema |
| Winter 1963 UK Tour                         |                             |                             | |
| 04. März 1963                               | St Helens                   | Großbritannien/England      | Plaza Ballroom |
| 07. März 1963                               | Nottingham                  | Großbritannien/England      | Elizabethan Ballroom |
| 08. März 1963                               | Harrogate                   | Großbritannien/England      | Royal Hall |
| Frühling 1963 Tommy Roe / Chris Montez Tour |                             |                             | |
| 09. März 1963                               | East Ham                    | Großbritannien/England      | Granada Cinema |
| 10. März 1963                               | Birmingham                  | Großbritannien/England      | Birmingham Hippodrome Theatre |
| 12. März 1963                               | Bedford                     | Großbritannien/England      | Granada Cinema |
| 13. März 1963                               | York                        | Großbritannien/England      | Rialto Theater |
| 14. März 1963                               | Wolverhampton               | Großbritannien/England      | Gaumont Cinema |
| 15. März 1963                               | Bristol                     | Großbritannien/England      | Colston Hall |
| 16. März 1963                               | Sheffield                   | Großbritannien/England      | Sheffield City Hall |
| 17. März 1963                               | Peterborough                | Großbritannien/England      | Embassy Cinema |
| 18. März 1963                               | Gloucester                  | Großbritannien/England      | Regal Cinema |
| 19. März 1963                               | Cambridge                   | Großbritannien/England      | Regal Cinema |
| 20. März 1963                               | Romford                     | Großbritannien/England      | ABC Cinemas |
| 21. März 1963                               | Croydon                     | Großbritannien/England      | ABC Cinemas |
| 22. März 1963                               | Doncaster                   | Großbritannien/England      | Gaumont Cinema |
| 23. März 1963                               | Newcastle upon Tyne         | Großbritannien/England      | Newcastle City Hall |
| 24. März 1963                               | Liverpool                   | Großbritannien/England      | Liverpool Empire Theatre |
| 26. März 1963                               | Mansfield                   | Großbritannien/England      | Granada Cinema |
| 27. März 1963                               | Northampton                 | Großbritannien/England      | ABC Cinema |
| 28. März 1963                               | Exeter                      | Großbritannien/England      | ABC Cinema |
| 29. März 1963                               | London                      | Großbritannien/England      | Odeon Cinema |
| 30. März 1963                               | Portsmouth                  | Großbritannien/England      | Portsmouth Guildhall |
| 31. März 1963                               | Leicester                   | Großbritannien/England      | De Montfort Hall |
| Frühling 1963 UK Tour                       |                             |                             | |
| 04. April 1963                              | Stowe                       | Großbritannien/England      | Roxburgh Hall |
| 05. April 1963                              | London                      | Großbritannien/England      | EMI House (Konzert vor leitenden Angestellten in der EMI Zentrale) |
| 06. April 1963                              | Buxton                      | Großbritannien/England      | Pavilion Gardens Ballroom |
| 07. April 1963                              | Portsmouth                  | Großbritannien/England      | Savoy Ballroom |
| 09. April 1963                              | London                      | Großbritannien/England      | Gaumont State Cinema |
| 10. April 1963                              | Birkenhead                  | Großbritannien/England      | Majestic Ballroom |
| 11. April 1963                              | Middleton                   | Großbritannien/England      | Co-Operative Hall |
| 12. April 1963                              | Liverpool                   | Großbritannien/England      | Cavern Club |
| 15. April 1963                              | Tenbury Wells               | Großbritannien/England      | Riverside Dancing Club |
| 17. April 1963                              | Luton                       | Großbritannien/England      | Majestic Ballroom |
| 18. April 1963                              | London                      | Großbritannien/England      | Royal Albert Hall |
| 19. April 1963                              | Stoke-on-Trent              | Großbritannien/England      | King’s Hall |
| 20. April 1963                              | Frodsham, Cheshire          | Großbritannien/England      | Mersey View Pleasure Grounds Ballroom |
| 21. April 1963                              | London                      | Großbritannien/England      | Empire Pool New Musical Express Poll-Winner' All-Star Concert |
| 21. April 1963                              | London                      | Großbritannien/England      | Pigalle Club |
| 23. April 1963                              | Southport                   | Großbritannien/England      | Floral Hall |
| 24. April 1963                              | London                      | Großbritannien/England      | Majestic Ballroom |
| 25. April 1963                              | Croydon                     | Großbritannien/England      | Fairfield Halls |
| 26. April 1963                              | Shrewsbury                  | Großbritannien/England      | Shrewsbury Music Hall |
| 27. April 1963                              | Northwich                   | Großbritannien/England      | Northwich Memorial Hall |
| 11. Mai 1963                                | Nelson                      | Großbritannien/England      | Imperial Ballroom |
| 14. Mai 1963                                | Sunderland                  | Großbritannien/England      | Rink Ballroom |
| 15. Mai 1963                                | Chester                     | Großbritannien/England      | Royalty Theatre |
| 17. Mai 1963                                | Norwich                     | Großbritannien/England      | Grosvenor Rooms |
| Frühling 1963 Roy Orbison/The Beatles Tour  |                             |                             | |
| 18. Mai 1963                                | Slough                      | Großbritannien/England      | Adelphi Cinema |
| 19. Mai 1963                                | Hanley                      | Großbritannien/England      | Gaumont Cinema |
| 20. Mai 1963                                | Southampton                 | Großbritannien/England      | Gaumont Cinema |
| 22. Mai 1963                                | Ipswich                     | Großbritannien/England      | Regent Theatre |
| 23. Mai 1963                                | Nottingham                  | Großbritannien/England      | Odeon Cinema |
| 24. Mai 1963                                | Walthamstow                 | Großbritannien/England      | Granada Cinema |
| 25. Mai 1963                                | Sheffield                   | Großbritannien/England      | Sheffield City Hall |
| 26. Mai 1963                                | Liverpool                   | Großbritannien/England      | Empire Theatre |
| 27. Mai 1963                                | Cardiff                     | Großbritannien/Wales        | Capitol Cinema |
| 28. Mai 1963                                | Worcester                   | Großbritannien/England      | Gaumont Cinema |
| 29. Mai 1963                                | York                        | Großbritannien/England      | Rialto Theatre |
| 30. Mai 1963                                | Manchester                  | Großbritannien/England      | Odeon Cinema |
| 31. Mai 1963                                | Southend-on-Sea             | Großbritannien/England      | Odeon Cinema |
| 01. Juni 1963                               | Tooting                     | Großbritannien/England      | Granada Cinema |
| 02. Juni 1963                               | Brighton                    | Großbritannien/England      | Brighton Hippodrome Theatre |
| 03. Juni 1963                               | Woolwich                    | Großbritannien/England      | Granada Cinema |
| 04. Juni 1963                               | Birmingham                  | Großbritannien/England      | Birmingham Town Hall |
| 05. Juni 1963                               | Leeds                       | Großbritannien/England      | Odeon Cinema Leeds |
| 07. Juni 1963                               | Glasgow                     | Großbritannien/Schottland   | Odeon Cinema |
| 08. Juni 1963                               | Newcastle upon Tyne         | Großbritannien/England      | Newcastle City Hall |
| 09. Juni 1963                               | Blackburn                   | Großbritannien/England      | King George’s Hall |
| Sommer 1963 UK Tour                         |                             |                             | |
| 10. Juni 1963                               | Bath                        | Großbritannien/England      | Pavilion |
| 12. Juni 1963                               | Liverpool                   | Großbritannien/England      | Grafton Rooms bzw. Grafton Ballrooms (zugunsten der National Society for the Prevention of Cruelty to Children)                                                                       |
| 13. Juni 1963                               | Stockport                   | Großbritannien/England      | Offerton Palace Theatre Club |
| 13. Juni 1963                               | Manchester                  | Großbritannien/England      | Southern Sporting Club |
| 14. Juni 1963                               | New Brighton                | Großbritannien/England      | Tower Ballroom |
| 15. Juni 1963                               | Salisbury                   | Großbritannien/England      | City Hall |
| 16. Juni 1963                               | Romford                     | Großbritannien/England      | Odeon Cinema |
| 21. Juni 1963                               | Guildford                   | Großbritannien/England      | Odeon Cinema |
| 22. Juni 1963                               | Abergavenny                 | Großbritannien/Wales        | Town Hall |
| 25. Juni 1963                               | Middlesbrough               | Großbritannien/England      | Astoria Ballroom |
| 26. Juni 1963                               | Newcastle upon Tyne         | Großbritannien/England      | Majestic Ballroom |
| 28. Juni 1963                               | Leeds                       | Großbritannien/England      | Queens Hall |
| 30. Juni 1963                               | Great Yarmouth              | Großbritannien/England      | Regal (ABC Cinema) |
| 05. Juli 1963                               | Old Hill                    | Großbritannien/England      | Plaza Ballroom |
| 06. Juli 1963                               | Northwich                   | Großbritannien/England      | Memorial Hall |
| 07. Juli 1963                               | Blackpool                   | Großbritannien/England      | ABC Theatre |
| 08. Juli 1963                               | Margate                     | Großbritannien/England      | Winter Gardens |
| 09. Juli 1963                               | Margate                     | Großbritannien/England      | Winter Gardens |
| 10. Juli 1963                               | Margate                     | Großbritannien/England      | Winter Gardens |
| 11. Juli 1963                               | Margate                     | Großbritannien/England      | Winter Gardens |
| 12. Juli 1963                               | Margate                     | Großbritannien/England      | Winter Gardens |
| 13. Juli 1963                               | Margate                     | Großbritannien/England      | Winter Gardens |
| 14. Juli 1963                               | Torquay                     | Großbritannien/England      | Princess |
| 19. Juli 1963                               | Rhyl                        | Großbritannien/Wales        | Ritz Ballroom |
| 20. Juli 1963                               | Rhyl                        | Großbritannien/Wales        | Ritz Ballroom |
| 21. Juli 1963                               | Blackpool                   | Großbritannien/England      | Queen’s Theatre |
| 22. Juli 1963                               | Weston-super-Mare           | Großbritannien/England      | Odeon Cinema |
| 23. Juli 1963                               | Weston-super-Mare           | Großbritannien/England      | Odeon Cinema |
| 24. Juli 1963                               | Weston-super-Mare           | Großbritannien/England      | Odeon Cinema |
| 25. Juli 1963                               | Weston-super-Mare           | Großbritannien/England      | Odeon Cinema |
| 26. Juli 1963                               | Weston-super-Mare           | Großbritannien/England      | Odeon Cinema |
| 27. Juli 1963                               | Weston-super-Mare           | Großbritannien/England      | Odeon Cinema |
| 28. Juli 1963                               | Great Yarmouth              | Großbritannien/England      | ABC Cinema |
| 31. Juli 1963                               | Nelson                      | Großbritannien/England      | Imperial Ballroom |
| 02. August 1963                             | Liverpool                   | Großbritannien/England      | Grafton Rooms |
| 03. August 1963                             | Liverpool                   | Großbritannien/England      | Cavern Club |
| 04. August 1963                             | Blackpool                   | Großbritannien/England      | Queen’s Theatre |
| 05. August 1963                             | Urmston                     | Großbritannien/England      | Abbotsfield Park |
| 06. August 1963                             | Jersey                      | Großbritannien/Kanalinseln  | Springfield Ballroom (Springfield Hall) |
| 07. August 1963                             | Jersey                      | Großbritannien/Kanalinseln  | Springfield Ballroom (Springfield Hall) |
| 08. August 1963                             | Guernsey                    | Großbritannien/Kanalinseln  | Candie Gardens |
| 09. August 1963                             | Jersey                      | Großbritannien/Kanalinseln  | Springfield Ballroom |
| 10. August 1963                             | Jersey                      | Großbritannien/Kanalinseln  | Springfield Ballroom |
| 11. August 1963                             | Blackpool                   | Großbritannien/England      | ABC Theatre |
| 12. August 1963                             | Llandudno                   | Großbritannien/Wales        | Odeon Cinema |
| 13. August 1963                             | Llandudno                   | Großbritannien/Wales        | Odeon Cinema |
| 14. August 1963                             | Llandudno                   | Großbritannien/Wales        | Odeon Cinema |
| 15. August 1963                             | Llandudno                   | Großbritannien/Wales        | Odeon Cinema |
| 16. August 1963                             | Llandudno                   | Großbritannien/Wales        | Odeon Cinema |
| 17. August 1963                             | Llandudno                   | Großbritannien/Wales        | Odeon Cinema |
| 18. August 1963                             | Torquay                     | Großbritannien/England      | Princess Theatre |
| 19. August 1963                             | Bournemouth                 | Großbritannien/England      | Gaumont Cinema |
| 20. August 1963                             | Bournemouth                 | Großbritannien/England      | Gaumont Cinema |
| 21. August 1963                             | Bournemouth                 | Großbritannien/England      | Gaumont Cinema |
| 22. August 1963                             | Bournemouth                 | Großbritannien/England      | Gaumont Cinema |
| 23. August 1963                             | Bournemouth                 | Großbritannien/England      | Gaumont Cinema |
| 24. August 1963                             | Bournemouth                 | Großbritannien/England      | Gaumont Cinema |
| 25. August 1963                             | Blackpool                   | Großbritannien/England      | ABC Theatre |
| 26. August 1963                             | Southport                   | Großbritannien/England      | Odeon Cinema |
| 27. August 1963                             | Southport                   | Großbritannien/England      | Odeon Cinema |
| 28. August 1963                             | Southport                   | Großbritannien/England      | Odeon Cinema |
| 29. August 1963                             | Southport                   | Großbritannien/England      | Odeon Cinema |
| 30. August 1963                             | Southport                   | Großbritannien/England      | Odeon Cinema |
| 31. August 1963                             | Southport                   | Großbritannien/England      | Odeon Cinema |
| 1. September 1963                           | Yarmouth                    | Großbritannien/England      | Regal |
| 4. September 1963                           | Worcester                   | Großbritannien/England      | Gaumont Cinema |
| 5. September 1963                           | Taunton                     | Großbritannien/England      | Gaumont Cinema |
| 6. September 1963                           | Luton                       | Großbritannien/England      | Odeon Cinema |
| 7. September 1963                           | Croydon                     | Großbritannien/England      | Fairfield Hall |
| 8. September 1963                           | Blackpool                   | Großbritannien/England      | ABC Theatre |
| 13. September 1963                          | Preston                     | Großbritannien/England      | Public Hall |
| 14. September 1963                          | Northwich                   | Großbritannien/England      | Memorial Hall |
| 15. September 1963                          | London                      | Großbritannien/England      | Royal Albert Hall |
| Herbst 1963 Schottland Mini-Tour            |                             |                             | |
| 05. Oktober 1963                            | Glasgow                     | Großbritannien/Schottland   | Concert Hall |
| 06. Oktober 1963                            | Kirkcaldy                   | Großbritannien/Schottland   | Carlton Theatre |
| 07. Oktober 1963                            | Dundee                      | Großbritannien/Schottland   | Caird Hall |
| Herbst 1963 UK Tour                         |                             |                             | |
| 11. Oktober 1963                            | Trentham                    | Großbritannien/England      | Trentham Gardens |
| 13. Oktober 1963                            | London                      | Großbritannien/England      | London Palladium (Veröffentlichung auf Bootleg, I'll Get You ist auf Anthology 1 enthalten)                                                                                           |
| 15. Oktober 1963                            | Southport                   | Großbritannien/England      | Floral Hall |
| 19. Oktober 1963                            | Buxton                      | Großbritannien/England      | Pavilion Gardens Ballroom |
| Herbst 1963 Schweden Tour                   |                             |                             | |
| 24. Oktober 1963                            | Stockholm                   | Schweden                    | Karlaplanstudion (Live-Aufnahme in Mono für den schwedischen Radiosender Sveriges Radio, Veröffentlichung auf Bootleg, fünf der sieben Lieder wurden auf Anthology 1 veröffentlicht.) |
| 25. Oktober 1963                            | Karlstad                    | Schweden                    | Nya Aulan |
| 26. Oktober 1963                            | Stockholm                   | Schweden                    | Kungliga Tennishallen |
| 27. Oktober 1963                            | Göteborg                    | Schweden                    | Lorensbergsparken Cirkus |
| 28. Oktober 1963                            | Borås                       | Schweden                    | Boråshallen |
| 29. Oktober 1963                            | Eskilstuna                  | Schweden                    | Eskilstuna Sporthallen |
| Herbst 1963 UK Tour                         |                             |                             | |
| 01. November 1963                           | Cheltenham                  | Großbritannien/England      | Odeon Cinema |
| 02. November 1963                           | Sheffield                   | Großbritannien/England      | Sheffield City Hall |
| 03. November 1963                           | Leeds                       | Großbritannien/England      | Odeon Cinema |
| 04. November 1963                           | London                      | Großbritannien/England      | Royal Variety Performance, Prince of Wales Theatre (Veröffentlichung auf Bootleg, drei der vier Lieder wurden auf Anthology 1 veröffentlicht)                                         |
| 05. November 1963                           | Slough                      | Großbritannien/England      | Adelphi |
| 06. November 1963                           | Northampton                 | Großbritannien/England      | ABC Cinemas – Northampton |
| 07. November 1963                           | Dublin                      | Irland                      | Adelphi |
| 08. November 1963                           | Belfast                     | Großbritannien/Nordirland   | Ritz Cinema |
| 09. November 1963                           | East Ham                    | Großbritannien/England      | Granada Cinema |
| 10. November 1963                           | Birmingham                  | Großbritannien/England      | Hippodrome Theatre |
| 13. November 1963                           | Plymouth                    | Großbritannien/England      | ABC Cinema |
| 14. November 1963                           | Exeter                      | Großbritannien/England      | ABC Cinema |
| 15. November 1963                           | Bristol                     | Großbritannien/England      | Colston Hall |
| 16. November 1963                           | Bournemouth                 | Großbritannien/England      | Bournemouth Winter Gardens |
| 17. November 1963                           | Coventry                    | Großbritannien/England      | Coventry Theatre |
| 19. November 1963                           | Wolverhampton               | Großbritannien/England      | Gaumont |
| 20. November 1963                           | Manchester                  | Großbritannien/England      | Manchester Apollo (Veröffentlichung von drei Lieder auf dem Kurzfilm The Beatles Come to Town)                                                                                        |
| 21. November 1963                           | Carlisle                    | Großbritannien/England      | ABC Cinema |
| 22. November 1963                           | Stockton-on-Tees            | Großbritannien/England      | Globe Cinema |
| 23. November 1963                           | Newcastle upon Tyne         | Großbritannien/England      | Newcastle City Hall |
| 24. November 1963                           | Hull                        | Großbritannien/England      | ABC Cinema |
| 26. November 1963                           | Cambridge                   | Großbritannien/England      | Regal Cinema |
| 27. November 1963                           | York                        | Großbritannien/England      | Rialto Theatre |
| 28. November 1963                           | Lincoln                     | Großbritannien/England      | ABC Cinema |
| 29. November 1963                           | Huddersfield                | Großbritannien/England      | ABC Cinema |
| 30. November 1963                           | Sunderland                  | Großbritannien/England      | Sunderland Empire Theatre |
| 01. Dezember 1963                           | Leicester                   | Großbritannien/England      | De Montfort Hall |
| 02. Dezember 1963                           | London                      | Großbritannien/England      | Grosvenor House Hotel |
| 03. Dezember 1963                           | Portsmouth                  | Großbritannien/England      | Guildhall |
| 07. Dezember 1963                           | Liverpool                   | Großbritannien/England      | Empire Theatre (Veröffentlichung auf Video- und Audio-Bootleg) |
| 07. Dezember 1963                           | Liverpool                   | Großbritannien/England      | Odeon Cinema |
| 08. Dezember 1963                           | Lewisham                    | Großbritannien/England      | Odeon Cinema |
| 09. Dezember 1963                           | Southend-on-Sea             | Großbritannien/England      | Odeon Cinema |
| 10. Dezember 1963                           | Doncaster                   | Großbritannien/England      | Gaumont Cinema |
| 11. Dezember 1963                           | Scarborough                 | Großbritannien/England      | Futurist Theatre |
| 12. Dezember 1963                           | Nottingham                  | Großbritannien/England      | Odeon Cinema |
| 13. Dezember 1963                           | Southampton                 | Großbritannien/England      | Gaumont Cinema |
| 14. Dezember 1963                           | London                      | Großbritannien/England      | Wimbledon Palais |
| The Beatles 1963 Christmas Shows            |                             |                             | |
| 21. Dezember 1963                           | Bradford                    | Großbritannien/England      | Bradford Gaumont Odeon |
| 22. Dezember 1963                           | Liverpool                   | Großbritannien/England      | Empire Theatre |
| 24. Dezember 1963                           | London                      | Großbritannien/England      | Astoria Cinema |
| 26. Dezember 1963                           | London                      | Großbritannien/England      | Astoria Cinema |
| 27. Dezember 1963                           | London                      | Großbritannien/England      | Astoria Cinema |
| 28. Dezember 1963                           | London                      | Großbritannien/England      | Astoria Cinema |
| 30. Dezember 1963                           | London                      | Großbritannien/England      | Astoria Cinema |
| 31. Dezember 1963                           | London                      | Großbritannien/England      | Astoria Cinema |

## 1964

### Besetzung
- John Lennon: Gesang, Rhythmusgitarre
- Paul McCartney: Gesang, Bass
- George Harrison: Gesang, Leadgitarre
- Ringo Starr: Schlagzeug
- Jimmie Nicol: Schlagzeug (4. bis 13. Juni 1964)

### Erläuterungen
Vom 24. Dezember 1963 bis zum 11. Januar 1964 traten die Beatles im Rahmen einer eigens einstudierten Christmas Show mit Musik und Sketchen im Londoner Finsbury Park Astoria auf. Mit dabei waren unter anderem Cilla Black und Billy J. Kramer & the Dakotas. Anschließend folgte ein dreiwöchiges Gastspiel im Olympia-Theater von Paris, dort allerdings nur als Vorgruppe der damals in Frankreich sehr populären Künstler Trini Lopez und Sylvie Vartan.
Am 9. Februar 1964 traten die Beatles mit fünf Stücken (All My Loving, Till There Was You, She Loves You, I Saw Her Standing There und I Want to Hold Your Hand) in der populären Ed Sullivan Show auf. 73,7 Millionen Zuschauer an den Fernsehschirmen verfolgten die Livesendung.
Die Beatles gingen ab dem 4. Juni 1964 erstmals auf Welttournee. Da Ringo Starr an einer schweren Mandelentzündung litt, wurde er bei den Auftritten in Europa und Hongkong durch den Session-Schlagzeuger Jimmie Nicol ersetzt. Erst in Sydney traf Starr wieder mit der Band zusammen.
Vom 19. August bis 20. September 1964 absolvierten die Beatles ihre erste große US-Tournee, die einem Triumphzug glich. Die Beatles weigerten sich in Stadien aufzutreten, wo die Rassentrennung praktiziert wurde, sodass diese für die Konzerte aufgehoben wurde. Nur drei Wochen nach ihrer Rückkehr starteten die Beatles am 9. Oktober 1964 eine weitere, einmonatige Großbritannien-Tournee. Das Jahr endete mit der zweiten Auflage der Beatles Christmas Show im Londoner Hammersmith Odeon, die 39 Auftritte in drei Wochen beinhaltete.

### Setlisten
| Washington Coliseum, Washington, DC – 11. Februar 1964 1. Roll Over Beethoven 2. From Me to You 3. I Saw Her Standing There 4. This Boy 5. All My Loving 6. I Wanna Be Your Man 7. Please Please Me 8. Till There Was You 9. She Loves You 10. I Want to Hold Your Hand 11. Twist and Shout 12. Long Tall Sally | Hollywood Bowl, Los Angeles – 23. August 1964 1. Twist and Shout 2. You Can’t Do That 3. All My Loving 4. She Loves You 5. Things We Said Today 6. Roll Over Beethoven 7. Can’t Buy Me Love 8. If I Fell 9. I Want to Hold Your Hand 10. Boys 11. A Hard Day’s Night 12. Long Tall Sally |

### Konzerte
| Datum                                                         | Stadt                                          | Land                                           | Auftrittsort |
| The Beatles 1963 Christmas Shows (Fortsetzung)                | The Beatles 1963 Christmas Shows (Fortsetzung) | The Beatles 1963 Christmas Shows (Fortsetzung) | The Beatles 1963 Christmas Shows (Fortsetzung) |
| ------------------------------------------------------------- | ---------------------------------------------- | ---------------------------------------------- | --- |
| 01. Januar 1964                                               | London                                         | Großbritannien /England                        | Finsbury Park Astoria Cinema |
| 02. Januar 1964                                               | London                                         | Großbritannien /England                        | Finsbury Park Astoria Cinema |
| 03. Januar 1964                                               | London                                         | Großbritannien /England                        | Finsbury Park Astoria Cinema |
| 04. Januar 1964                                               | London                                         | Großbritannien /England                        | Finsbury Park Astoria Cinema |
| 05. Januar 1964                                               | London                                         | Großbritannien /England                        | Finsbury Park Astoria Cinema |
| 06. Januar 1964                                               | London                                         | Großbritannien /England                        | Finsbury Park Astoria Cinema |
| 07. Januar 1964                                               | London                                         | Großbritannien /England                        | Finsbury Park Astoria Cinema |
| 08. Januar 1964                                               | London                                         | Großbritannien /England                        | Finsbury Park Astoria Cinema |
| 09. Januar 1964                                               | London                                         | Großbritannien /England                        | Finsbury Park Astoria Cinema |
| 10. Januar 1964                                               | London                                         | Großbritannien /England                        | Finsbury Park Astoria Cinema |
| 11. Januar 1964                                               | London                                         | Großbritannien /England                        | Finsbury Park Astoria Cinema |
| Winter 1964 London Show                                       |                                                |                                                | |
| 12. Januar 1964                                               | London                                         | Großbritannien /England                        | Palladium (Veröffentlichung auf Bootleg) |
| Winter 1964 Frankreich Shows                                  |                                                |                                                | |
| 15. Januar 1964                                               | Versailles                                     | Frankreich                                     | Cinema Cyrano |
| 16. Januar 1964*                                              | Paris                                          | Frankreich                                     | Olympia *(Veröffentlichung auf Bootleg) |
| 17. Januar 1964                                               | Paris                                          | Frankreich                                     | Olympia *(Veröffentlichung auf Bootleg) |
| 18. Januar 1964                                               | Paris                                          | Frankreich                                     | Olympia *(Veröffentlichung auf Bootleg) |
| 19. Januar 1964                                               | Paris                                          | Frankreich                                     | Olympia *(Veröffentlichung auf Bootleg) |
| 20. Januar 1964                                               | Paris                                          | Frankreich                                     | Olympia *(Veröffentlichung auf Bootleg) |
| 21. Januar 1964                                               | Paris                                          | Frankreich                                     | Olympia *(Veröffentlichung auf Bootleg) |
| 22. Januar 1964                                               | Paris                                          | Frankreich                                     | Olympia *(Veröffentlichung auf Bootleg) |
| 23. Januar 1964                                               | Paris                                          | Frankreich                                     | Olympia *(Veröffentlichung auf Bootleg) |
| 24. Januar 1964                                               | Paris                                          | Frankreich                                     | Olympia *(Veröffentlichung auf Bootleg) |
| 25. Januar 1964                                               | Paris                                          | Frankreich                                     | Olympia *(Veröffentlichung auf Bootleg) |
| 26. Januar 1964                                               | Paris                                          | Frankreich                                     | Olympia *(Veröffentlichung auf Bootleg) |
| 27. Januar 1964                                               | Paris                                          | Frankreich                                     | Olympia *(Veröffentlichung auf Bootleg) |
| 28. Januar 1964                                               | Paris                                          | Frankreich                                     | Olympia *(Veröffentlichung auf Bootleg) |
| 29. Januar 1964                                               | Paris                                          | Frankreich                                     | Olympia *(Veröffentlichung auf Bootleg) |
| 30. Januar 1964                                               | Paris                                          | Frankreich                                     | Olympia *(Veröffentlichung auf Bootleg) |
| 31. Januar 1964                                               | Paris                                          | Frankreich                                     | Olympia *(Veröffentlichung auf Bootleg) |
| 01. Februar 1964                                              | Paris                                          | Frankreich                                     | Olympia *(Veröffentlichung auf Bootleg) |
| 02. Februar 1964                                              | Paris                                          | Frankreich                                     | Olympia *(Veröffentlichung auf Bootleg) |
| 03. Februar 1964                                              | Paris                                          | Frankreich                                     | Olympia *(Veröffentlichung auf Bootleg) |
| 04. Februar 1964                                              | Paris                                          | Frankreich                                     | Olympia *(Veröffentlichung auf Bootleg) |
| Winter 1964 US Tour                                           |                                                |                                                | |
| 09. Februar 1964                                              | New York City                                  | USA                                            | The Ed Sullivan Show, CBS Studio 50 (Veröffentlichung auf der DVD The Four Historic Ed Sullivan Shows Featuring The Beatles)                                                           |
| 11. Februar 1964                                              | Washington                                     | USA                                            | Washington Coliseum (Veröffentlichung auf Audio-Bootleg, bei der Digitalen Box The Beatles Box Set von iTunes gehörte auch der Video Live at the Washington Coliseum, 1964 zum Inhalt) |
| 12. Februar 1964                                              | New York City                                  | USA                                            | Carnegie Hall |
| 16. Februar 1964                                              | Miami                                          | USA                                            | The Ed Sullivan Show, Deauville Hotel (Veröffentlichung auf der DVD The Four Historic Ed Sullivan Shows Featuring The Beatles)                                                         |
| 23. Februar 1964 (eingespielt am 9. Februar 1964)             | New York City                                  | USA                                            | The Ed Sullivan Show, CBS Studio 50 (Veröffentlichung auf der DVD The Four Historic Ed Sullivan Shows Featuring The Beatles)                                                           |
| Frühling 1964 UK Tour                                         |                                                |                                                | |
| 19. April 1964                                                | London                                         | Großbritannien /England                        | Around The Beatles-TV Special, IBC Studios (Veröffentlichung von vier Liedern auf Anthology 1, weitere vier Lieder wurden auf Audio- und Video-Bootleg veröffentlicht)                 |
| 26. April 1964                                                | London                                         | Großbritannien /England                        | Empire Pool (Veröffentlichung auf Audio- und Video-Bootleg) |
| 29. April 1964                                                | Edinburgh                                      | Großbritannien /Schottland                     | ABC Cinema |
| 30. April 1964                                                | Glasgow                                        | Großbritannien /Schottland                     | Odeon Cinema |
| 31. Mai 1964                                                  | London                                         | Großbritannien /England                        | Prince of Wales Theatre |
| Frühling / Sommer 1964 Welt Tournee                           |                                                |                                                | |
| Europa                                                        |                                                |                                                | |
| 04. Juni 1964                                                 | Kopenhagen                                     | Dänemark                                       | K.B. Hallen Jimmie Nicol ersetzt Ringo Starr (Veröffentlichung auf Bootleg) |
| 06. Juni 1964                                                 | Blokker                                        | Niederlande                                    | Veilinghal mit Jimmie Nicol (Veröffentlichung auf Audio- und Video-Bootleg) |
| Asien                                                         |                                                |                                                | |
| 09. Juni 1964                                                 | Hongkong                                       |                                                | Princess Theatre mit Jimmie Nicol |
| Australien                                                    |                                                |                                                | |
| 12. Juni 1964                                                 | Adelaide                                       | Australien                                     | Centennial Hall mit Jimmie Nicol (Veröffentlichung auf Video-Bootleg) |
| 13. Juni 1964                                                 | Adelaide                                       | Australien                                     | Centennial Hall mit Jimmie Nicol (Veröffentlichung auf Video-Bootleg) |
| 15. Juni 1964                                                 | Melbourne                                      | Australien                                     | Festival Hall |
| 16. Juni 1964                                                 | Melbourne                                      | Australien                                     | Festival Hall |
| 17. Juni 1964 (Veröffentlichung auf Audio- und Video-Bootleg) | Melbourne                                      | Australien                                     | Festival Hall |
| 18. Juni 1964                                                 | Sydney                                         | Australien                                     | Sydney Stadium |
| 19. Juni 1964                                                 | Sydney                                         | Australien                                     | Sydney Stadium |
| 20. Juni 1964                                                 | Sydney                                         | Australien                                     | Sydney Stadium |
| 22. Juni 1964                                                 | Wellington                                     | Neuseeland                                     | Wellington Town Hall |
| 23. Juni 1964                                                 | Wellington                                     | Neuseeland                                     | Wellington Town Hall |
| 24. Juni 1964                                                 | Auckland                                       | Neuseeland                                     | Auckland Town Hall |
| 25. Juni 1964                                                 | Auckland                                       | Neuseeland                                     | Auckland Town Hall |
| 26. Juni 1964                                                 | Dunedin                                        | Neuseeland                                     | Dunedin Town Hall |
| 27. Juni 1964                                                 | Christchurch                                   | Neuseeland                                     | Majestic Theatre |
| 29. Juni 1964                                                 | Brisbane                                       | Australien                                     | Brisbane Festival Hall |
| 30. Juni 1964                                                 | Brisbane                                       | Australien                                     | Brisbane Festival Hall |
| Europa                                                        |                                                |                                                | |
| 12. Juli 1964                                                 | Brighton                                       | Großbritannien /England                        | Hippodrome Theatre |
| 19. Juli 1964                                                 | Blackpool                                      | Großbritannien /England                        | ABC Theatre (Veröffentlichung auf Audio- und Video-Bootleg) |
| 23. Juli 1964                                                 | London                                         | Großbritannien /England                        | London Palladium |
| 26. Juli 1964                                                 | Blackpool                                      | Großbritannien /England                        | Blackpool Opera House |
| 28. Juli 1964                                                 | Stockholm                                      | Schweden                                       | Johanneshovs Isstadion |
| 29. Juli 1964                                                 | Stockholm                                      | Schweden                                       | Johanneshovs Isstadion |
| 02. August 1964                                               | Bournemouth                                    | Großbritannien /England                        | Gaumont Cinema |
| 09. August 1964                                               | Scarborough                                    | Großbritannien /England                        | Futurist Theatre |
| 16. August 1964                                               | Blackpool                                      | Großbritannien /England                        | Blackpool Opera House |
| Sommer 1964 USA & Kanada Tour                                 |                                                |                                                | |
| 19. August 1964                                               | San Francisco                                  | USA                                            | Cow Palace (Veröffentlichung von drei Liedern auf Audio-Bootleg) |
| 20. August 1964                                               | Las Vegas                                      | USA                                            | Convention Hall |
| 21. August 1964                                               | Seattle                                        | USA                                            | Seattle Center Coliseum (Veröffentlichung auf Audio-Bootleg) |
| 22. August 1964                                               | Vancouver                                      | Kanada                                         | Empire Stadium (Veröffentlichung auf Audio-Bootleg) |
| 23. August 1964                                               | Los Angeles                                    | USA                                            | Hollywood Bowl (Veröffentlichung auf Audio-Bootleg und teilweise auf dem Album The Beatles at the Hollywood Bowl)                                                                      |
| 26. August 1964                                               | Morrison (Denver)                              | USA                                            | Red Rocks Amphitheatre |
| 27. August 1964                                               | Cincinnati                                     | USA                                            | Cincinnati Gardens |
| 28. August 1964                                               | New York City                                  | USA                                            | Forest Hills Stadium |
| 29. August 1964                                               | New York City                                  | USA                                            | Forest Hills Stadium |
| 30. August 1964                                               | Atlantic City                                  | USA                                            | Convention Hall |
| 02. September 1964                                            | Philadelphia                                   | USA                                            | Philadelphia Civic Center (Veröffentlichung auf Audio-Bootleg) |
| 03. September 1964                                            | Indianapolis                                   | USA                                            | Indiana State Fairgrounds (Veröffentlichung auf Audio-Bootleg) |
| 04. September 1964                                            | Milwaukee                                      | USA                                            | Milwaukee Arena |
| 05. September 1964                                            | Chicago                                        | USA                                            | International Amphitheatre |
| 06. September 1964                                            | Detroit                                        | USA                                            | Olympia Stadium |
| 07. September 1964                                            | Toronto                                        | Kanada                                         | Maple Leaf Gardens |
| 08. September 1964                                            | Montreal                                       | Kanada                                         | Montreal Forum (Veröffentlichung auf Audio-Bootleg) |
| 11. September 1964                                            | Jacksonville                                   | USA                                            | Gator Bowl Stadium |
| 12. September 1964                                            | Boston                                         | USA                                            | Boston Garden |
| 13. September 1964                                            | Baltimore                                      | USA                                            | Baltimore Civic Center |
| 14. September 1964                                            | Pittsburgh                                     | USA                                            | Civic Arena |
| 15. September 1964                                            | Cleveland                                      | USA                                            | Public Auditorium |
| 16. September 1964                                            | New Orleans                                    | USA                                            | City Park Stadium |
| 17. September 1964                                            | Kansas City                                    | USA                                            | Kansas City Municipal Stadium |
| 18. September 1964                                            | Dallas                                         | USA                                            | Dallas Memorial Auditorium |
| 20. September 1964                                            | New York City                                  | USA                                            | Paramount Theatre |
| 1964 Herbst UK Tour                                           |                                                |                                                | |
| 09. Oktober 1964                                              | Bradford                                       | Großbritannien /England                        | Bradford Odeon Cinema |
| 10. Oktober 1964                                              | Leicester                                      | Großbritannien /England                        | De Montfort Hall |
| 11. Oktober 1964                                              | Birmingham                                     | Großbritannien /England                        | Birmingham Odeon Cinema |
| 13. Oktober 1964                                              | Wigan                                          | Großbritannien /England                        | ABC Cinema |
| 14. Oktober 1964                                              | Manchester                                     | Großbritannien /England                        | ABC Cinema |
| 15. Oktober 1964                                              | Stockton-on-Tees                               | Großbritannien /England                        | Globe Cinema |
| 16. Oktober 1964                                              | Hull                                           | Großbritannien /England                        | ABC Cinema |
| 19. Oktober 1964                                              | Edinburgh                                      | Großbritannien /Schottland                     | ABC Cinema |
| 20. Oktober 1964                                              | Dundee                                         | Großbritannien /Schottland                     | Caird Hall |
| 21. Oktober 1964                                              | Glasgow                                        | Großbritannien /Schottland                     | Odeon |
| 22. Oktober 1964                                              | Leeds                                          | Großbritannien /England                        | Odeon Cinema Leeds |
| 23. Oktober 1964                                              | Kilburn                                        | Großbritannien /England                        | Gaumont State Cinema |
| 24. Oktober 1964                                              | Walthamstow                                    | Großbritannien /England                        | Granada Cinema |
| 25. Oktober 1964                                              | Brighton                                       | Großbritannien /England                        | Brighton Hippodrome Theatre |
| 28. Oktober 1964                                              | Exeter                                         | Großbritannien /England                        | ABC Cinema |
| 29. Oktober 1964                                              | Plymouth                                       | Großbritannien /England                        | ABC Cinema |
| 30. Oktober 1964                                              | Bournemouth                                    | Großbritannien /England                        | Gaumont |
| 31. Oktober 1964                                              | Ipswich                                        | Großbritannien /England                        | Gaumont Cinema |
| 01. November 1964                                             | Finsbury Park                                  | Großbritannien /England                        | Astoria Cinema |
| 02. November 1964                                             | Belfast                                        | Großbritannien /Nordirland                     | King’s Hall |
| 04. November 1964                                             | Luton                                          | Großbritannien /England                        | Ritz Cinema |
| 05. November 1964                                             | Nottingham                                     | Großbritannien /England                        | Odeon Cinema |
| 06. November 1964                                             | Southampton                                    | Großbritannien /England                        | Gaumont Cinema |
| 07. November 1964                                             | Cardiff                                        | Großbritannien /Wales                          | Capitol Cinema |
| 08. November 1964                                             | Liverpool                                      | Großbritannien /England                        | Liverpool Empire Theatre |
| 09. November 1964                                             | Sheffield                                      | Großbritannien /England                        | Sheffield City Hall |
| 10. November 1964                                             | Bristol                                        | Großbritannien /England                        | Colston Hall |
| The Beatles 1964 Christmas Shows                              |                                                |                                                | |
| 24. Dezember 1964                                             | London                                         | Großbritannien /England                        | Hammersmith Odeon Cinema |
| 25. Dezember 1964                                             | London                                         | Großbritannien /England                        | Hammersmith Odeon Cinema |
| 26. Dezember 1964                                             | London                                         | Großbritannien /England                        | Hammersmith Odeon Cinema |
| 28. Dezember 1964                                             | London                                         | Großbritannien /England                        | Hammersmith Odeon Cinema |
| 29. Dezember 1964                                             | London                                         | Großbritannien /England                        | Hammersmith Odeon Cinema |
| 30. Dezember 1964                                             | London                                         | Großbritannien /England                        | Hammersmith Odeon Cinema |
| 31. Dezember 1964                                             | London                                         | Großbritannien /England                        | Hammersmith Odeon Cinema |

## 1965

### Besetzung
- John Lennon: Gesang, Rhythmusgitarre
- Paul McCartney: Gesang, Bass
- George Harrison: Gesang, Leadgitarre
- Ringo Starr: Schlagzeug

### Erläuterungen
Vom 20. Juni bis zum 3. Juli 1965 absolvierten die Beatles eine zweiwöchige Europatournee. Nur einen Monat später ging es erneut in die Vereinigten Staaten. Am 15. August 1965 spielte die Gruppe im ausverkauften New Yorker Shea Stadium vor 55.600 Zuschauern den größten Liveauftritt ihrer Karriere. Es war das erste Mal, dass eine Popgruppe in einem offenen Stadion auftrat und die bis dahin größte zahlende Zuschauermenge bei einem Konzert hatte. Der Lärmpegel durch das Jubeln der Besucher war während der 30-minütigen Show so hoch, dass weder die Menge noch die Beatles, die bei Konzerten keine Monitorboxen verwendeten, die Musik hören konnten. Im Dezember starteten die Beatles ihre sechste und letzte Großbritannien-Tournee, unter anderem mit The Moody Blues als Vorgruppe. Während dieser Tour bestritten sie auch den letzten Auftritt in ihrer Heimatstadt Liverpool am 5. Dezember 1965.

### Setlisten
| Palais des Sports, Paris Frankreich – 20. Juni 1965 1. Twist and Shout 2. She’s a Woman 3. I’m a Loser 4. Can’t Buy Me Love 5. Baby’s in Black 6. I Wanna Be Your Man 7. A Hard Day’s Night 8. Everybody’s Trying to Be My Baby 9. Rock and Roll Music 10. I Feel Fine 11. Ticket to Ride 12. Long Tall Sally | Sam Houston Coliseum, Houston – 19. August 1965 1. Twist and Shout 2. She’s a Woman 3. I Feel Fine 4. Dizzy Miss Lizzy 5. Ticket to Ride 6. Everybody’s Trying to Be My Baby 7. Can’t Buy Me Love 8. Baby’s in Black 9. I Wanna Be Your Man 10. A Hard Day’s Night 11. Help! 12. I’m Down |

### Konzerte
| Datum                                          | Stadt                                          | Land                                           | Auftrittsort |
| The Beatles 1964 Christmas Shows (Fortsetzung) | The Beatles 1964 Christmas Shows (Fortsetzung) | The Beatles 1964 Christmas Shows (Fortsetzung) | The Beatles 1964 Christmas Shows (Fortsetzung)                                                                                      |
| ---------------------------------------------- | ---------------------------------------------- | ---------------------------------------------- | --- |
| 01. Januar 1965                                | London                                         | Großbritannien/England                         | Hammersmith Odeon Cinema |
| 02. Januar 1965                                | London                                         | Großbritannien/England                         | Hammersmith Odeon Cinema |
| 04. Januar 1965                                | London                                         | Großbritannien/England                         | Hammersmith Odeon Cinema |
| 05. Januar 1965                                | London                                         | Großbritannien/England                         | Hammersmith Odeon Cinema |
| 06. Januar 1965                                | London                                         | Großbritannien/England                         | Hammersmith Odeon Cinema |
| 07. Januar 1965                                | London                                         | Großbritannien/England                         | Hammersmith Odeon Cinema |
| 08. Januar 1965                                | London                                         | Großbritannien/England                         | Hammersmith Odeon Cinema |
| 09. Januar 1965                                | London                                         | Großbritannien/England                         | Hammersmith Odeon Cinema |
| 11. Januar 1965                                | London                                         | Großbritannien/England                         | Hammersmith Odeon Cinema |
| 12. Januar 1965                                | London                                         | Großbritannien/England                         | Hammersmith Odeon Cinema |
| 13. Januar 1965                                | London                                         | Großbritannien/England                         | Hammersmith Odeon Cinema |
| 14. Januar 1965                                | London                                         | Großbritannien/England                         | Hammersmith Odeon Cinema |
| 15. Januar 1965                                | London                                         | Großbritannien/England                         | Hammersmith Odeon Cinema |
| 16. Januar 1965                                | London                                         | Großbritannien/England                         | Hammersmith Odeon Cinema |
| New Musical Express Pollwinners' Concert       |                                                |                                                | |
| 11. April 1965                                 | London                                         | Großbritannien/England                         | Empire Pool (Veröffentlichung auf Audio- und Video-Bootleg)                                                                         |
| 1965 Europa-Tour                               |                                                |                                                | |
| 20. Juni 1965 zwei Auftritte                   | Paris                                          | Frankreich                                     | Palais des Sports (Veröffentlichung auf Audio- und Video-Bootleg)                                                                   |
| 22. Juni 1965 zwei Auftritte                   | Lyon                                           | Frankreich                                     | Palais d'Hiver |
| 24. Juni 1965 zwei Auftritte                   | Mailand                                        | Italien                                        | Velodromo Vigorelli |
| 26. Juni 1965 zwei Auftritte                   | Genua                                          | Italien                                        | Palazzo dello Sport |
| 27. Juni 1965 zwei Auftritte                   | Rom                                            | Italien                                        | Teatro Adriano (Veröffentlichung auf Audio-Bootleg)                                                                                 |
| 28. Juni 1965 zwei Auftritte                   | Rom                                            | Italien                                        | Teatro Adriano (Veröffentlichung auf Audio-Bootleg)                                                                                 |
| 30. Juni 1965                                  | Nizza                                          | Frankreich                                     | Palais des Expositions |
| 02. Juli 1965                                  | Madrid                                         | Spanien                                        | Plaza de Toros de Las Ventas |
| 03. Juli 1965                                  | Barcelona                                      | Spanien                                        | Plaza de Toros La Monumental |
| Sommer 1965 UK Show                            |                                                |                                                | |
| 01. August 1965                                | Blackpool                                      | Großbritannien/England                         | ABC Theatre (Veröffentlichung auf Audio- und Video-Bootleg, vier der sechs Lieder wurden auf Anthology 2 veröffentlicht)            |
| 1965 US Tour                                   |                                                |                                                | |
| 14. August 1965                                | New York City                                  | USA                                            | The Ed Sullivan Show, CBS Studio 50 (Veröffentlichung auf der DVD The Four Historic Ed Sullivan Shows Featuring The Beatles)        |
| 15. August 1965                                | New York City                                  | USA                                            | Shea Stadium (Veröffentlichung auf Audio- und Video-Bootleg, Everybody’s Trying to Be My Baby wurde auf Anthology 2 veröffentlicht) |
| 17. August 1965 zwei Auftritte                 | Toronto                                        | Kanada                                         | Maple Leaf Gardens |
| 18. August 1965                                | Atlanta                                        | USA                                            | Atlanta Stadium (Veröffentlichung auf Audio-Bootleg)                                                                                |
| 19. August 1965 zwei Auftritte                 | Houston                                        | USA                                            | Sam Houston Coliseum (Veröffentlichung auf Audio-Bootleg)                                                                           |
| 20. August 1965 zwei Auftritte                 | Chicago                                        | USA                                            | Comiskey Park |
| 21. August 1965                                | Bloomington                                    | USA                                            | Metropolitan Stadium (Veröffentlichung auf Audio-Bootleg)                                                                           |
| 22. August 1965 zwei Auftritte                 | Portland                                       | USA                                            | Memorial Coliseum |
| 28. August 1965                                | San Diego                                      | USA                                            | Balboa Stadium |
| 29. August 1965                                | Los Angeles                                    | USA                                            | Hollywood Bowl (Veröffentlichung auf Audio-Bootleg und teilweise auf dem Album The Beatles at the Hollywood Bowl)                   |
| 30. August 1965                                | Los Angeles                                    | USA                                            | Hollywood Bowl (Veröffentlichung auf Audio-Bootleg und teilweise auf dem Album The Beatles at the Hollywood Bowl)                   |
| 31. August 1965 zwei Auftritte                 | San Francisco                                  | USA                                            | Cow Palace (Veröffentlichung auf Audio-Bootleg)                                                                                     |
| 1965 UK Tour                                   |                                                |                                                | |
| 03. Dezember 1965                              | Glasgow                                        | Großbritannien/ Schottland                     | Odeon Cinema |
| 04. Dezember 1965                              | Newcastle                                      | Großbritannien/England                         | Newcastle City Hall |
| 05. Dezember 1965                              | Liverpool                                      | Großbritannien/England                         | Liverpool Empire Theatre |
| 07. Dezember 1965                              | Manchester                                     | Großbritannien/England                         | ABC Cinema |
| 08. Dezember 1965                              | Sheffield                                      | Großbritannien/England                         | Gaumont Cinema |
| 09. Dezember 1965                              | Birmingham                                     | Großbritannien/England                         | Birmingham Odeon Cinema |
| 10. Dezember 1965                              | London                                         | Großbritannien/England                         | Hammersmith Odeon |
| 11. Dezember 1965                              | Finsbury Park                                  | Großbritannien/England                         | Astoria Cinema |
| 12. Dezember 1965                              | Cardiff                                        | Großbritannien/Wales                           | Capitol Cinema |

## 1966

### Besetzung
- John Lennon: Gesang, Rhythmusgitarre
- Paul McCartney: Gesang, Bass
- George Harrison: Gesang, Leadgitarre
- Ringo Starr: Schlagzeug

### Erläuterungen
Am 1. Mai 1966 standen die Beatles im Rahmen des NME-Poll-Winners-Konzerts zum letzten Mal auf einer britischen Konzertbühne.

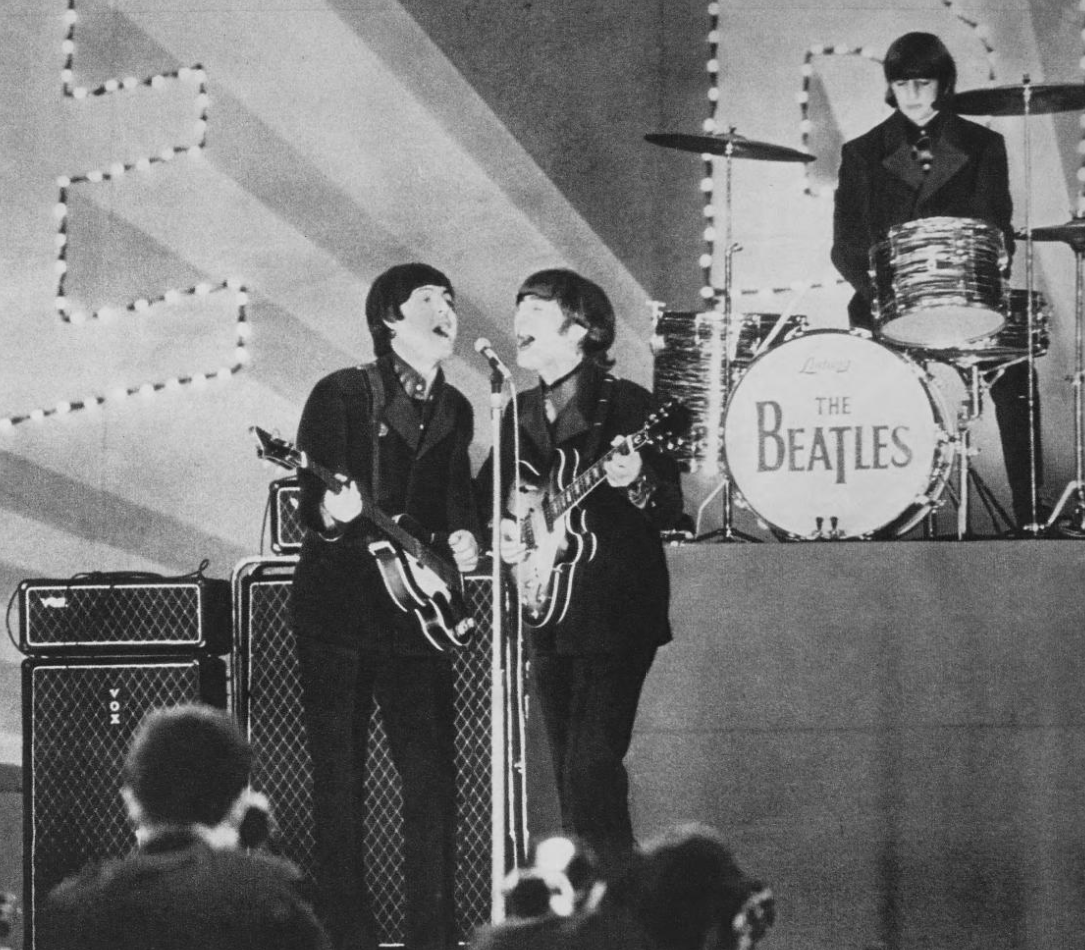
Beatles live in Tokio, 1966

Vom 24. Juni bis zum 4. Juli 1966 absolvierten die Beatles eine weitere Welttournee, die im Rahmen der Bravo-Beatles-Blitztournee auch sechs Konzerte (mit Auftritten von Cliff Bennett & the Rebel Rousers) an drei Tagen in Deutschland umfasste München (im Kronebau des Circus Krone, zwei Auftritte am 24. Juni), Essen (Grugahalle, zwei Auftritte am 25. Juni) und – zum letzten Mal am 26. Juni – Hamburg (zwei Auftritt in der Ernst-Merck-Halle). Am 27. Juni flogen die Beatles von Hamburg nach Tokio, wo sie am 30. Juni sowie am 1. und 2. Juli im Nippon Budōkan, einer vorwiegend der Kampfkunst vorbehaltenen Halle, auftraten. Für Unfrieden sorgten Proteste von Traditionalisten in Japan, die einen Auftritt der Gruppe im Budōkan ablehnten. In Manila spielte die Gruppe am 4. Juli zwei Konzerte vor insgesamt 80.000 Zuschauern im National Football Stadium. Die Tour endete mit einem Eklat, als Brian Epstein im Namen der Band eine Einladung der philippinischen Diktatoren-Gattin Imelda Marcos zum Abendessen ablehnte. Während der darauffolgenden hastigen Abreise wurden die Beatles und ihre Mitarbeiter auf dem Flughafen der Hauptstadt von Sicherheitskräften attackiert. Ringo Starr ging nach einem Kinnhaken zu Boden, ein Chauffeur erlitt einen Rippenbruch.

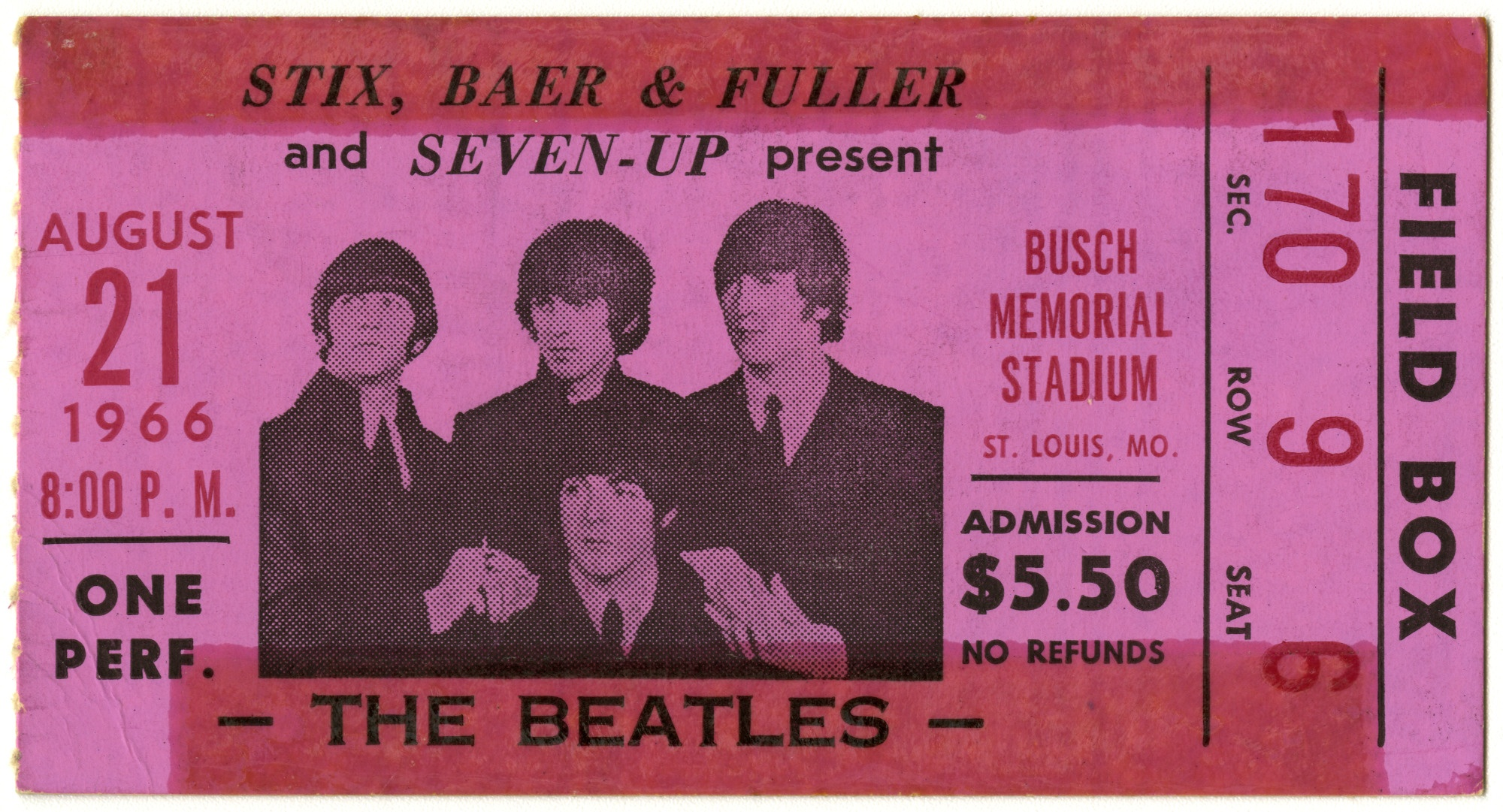
Konzertkarte 21. August 1966, Busch Stadium

Am 12. August 1966 starteten die Beatles in Chicago ihre vierte US-Tournee. Die Vorkommnisse in Asien und die Tatsache, dass durch den enormen Lärmpegel während der Auftritte kaum noch Musik zu hören war, sorgten bei den Gruppenmitgliedern zunehmend für Verdrossenheit. Nach nervenaufreibenden Pressekonferenzen, öffentlichen Plattenverbrennungen und Demonstrationen des Ku-Klux-Klans entschloss sich die Gruppe, nicht mehr auf Tournee zu gehen und ihre Arbeit ausschließlich ins Studio zu verlegen. Die Tournee endete am 29. August 1966 mit einem Konzert vor 25.000 Zuhörenden (Eintrittspreis damals fünf US-Dollar) im Candlestick Park von San Francisco.
John Lennon sagte zum Ende der Tourneen: „Wir hatten für alle Zeiten genug von den Auftritten. Ich kann mir keinen Grund vorstellen, der uns zu einer weiteren Tour veranlassen könnte. Wir sind ehrlich erschöpft. Es gibt uns nichts mehr – es ist den Fans gegenüber wirklich nicht fair, das wissen wir, aber wir müssen an uns selber denken.“

### Setliste
Candlestick Park, San Francisco – 29. August 1966
1. Rock and Roll Music
2. She’s a Woman
3. If I Needed Someone
4. Day Tripper
5. Baby’s in Black
6. I Feel Fine
7. Yesterday
8. I Wanna Be Your Man
9. Nowhere Man
10. Paperback Writer
11. Long Tall Sally

### Konzerte
| Datum                                                                                | Stadt                                    | Land                                     | Auftrittsort |
| New Musical Express Pollwinners' Concert                                             | New Musical Express Pollwinners' Concert | New Musical Express Pollwinners' Concert | New Musical Express Pollwinners' Concert                                                                           |
| ------------------------------------------------------------------------------------ | ---------------------------------------- | ---------------------------------------- | --- |
| 01. Mai 1966                                                                         | London                                   | Großbritannien/England                   | Wembley Arena |
| Sommer 1966 Tour Deutschland (Bravo-Beatles-Blitztournee), Japan und die Philippinen |                                          |                                          | |
| 24. Juni 1966 zwei Auftritte                                                         | München                                  | Deutschland                              | Circus Krone (Veröffentlichung auf Audio- und Video-Bootleg)                                                       |
| 25. Juni 1966 zwei Auftritte                                                         | Essen                                    | Deutschland                              | Grugahalle (Veröffentlichung auf Audio-Bootleg)                                                                    |
| 26. Juni 1966 zwei Auftritte                                                         | Hamburg                                  | Deutschland                              | Ernst-Merck-Halle (Veröffentlichung von Teilen des Konzerts auf Video-Bootleg)                                     |
| 30. Juni 1966 +                                                                      | Tokio                                    | Japan                                    | Nippon Budokan +(Veröffentlichung auf Audio- und Video-Bootleg, zwei Lieder wurden auf Anthology 2 veröffentlicht) |
| 01. Juli 1966 + zwei Auftritte                                                       | Tokio                                    | Japan                                    | Nippon Budokan +(Veröffentlichung auf Audio- und Video-Bootleg, zwei Lieder wurden auf Anthology 2 veröffentlicht) |
| 02. Juli 1966 zwei Auftritte                                                         | Tokio                                    | Japan                                    | Nippon Budokan +(Veröffentlichung auf Audio- und Video-Bootleg, zwei Lieder wurden auf Anthology 2 veröffentlicht) |
| 04. Juli 1966 zwei Auftritte                                                         | Manila                                   | Philippinen                              | Rizal Memorial Football Stadium                                                                                    |
| Sommer 1966 US Tour                                                                  |                                          |                                          | |
| 12. August 1966 zwei Auftritte                                                       | Chicago                                  | USA                                      | International Amphitheatre                                                                                         |
| 13. August 1966 zwei Auftritte                                                       | Detroit                                  | USA                                      | Olympia Stadium |
| 14. August 1966                                                                      | Cleveland                                | USA                                      | Cleveland Stadium                                                                                                  |
| 15. August 1966                                                                      | Washington                               | USA                                      | D.C. Stadium |
| 16. August 1966                                                                      | Philadelphia                             | USA                                      | John F. Kennedy Stadium                                                                                            |
| 17. August 1966 zwei Auftritte                                                       | Toronto                                  | Kanada                                   | Maple Leaf Gardens                                                                                                 |
| 18. August 1966                                                                      | Boston                                   | USA                                      | Suffolk Downs Racetrack                                                                                            |
| 19. August 1966 zwei Auftritte                                                       | Memphis                                  | USA                                      | Mid-South Coliseum                                                                                                 |
| 20. August 1966                                                                      | Cincinnati                               | USA                                      | Crosley Field |
| 21. August 1966                                                                      | St. Louis                                | USA                                      | Busch Stadium |
| 23. August 1966                                                                      | New York City                            | USA                                      | Shea Stadium |
| 25. August 1966 zwei Auftritte                                                       | Seattle                                  | USA                                      | Seattle Center Coliseum                                                                                            |
| 28. August 1966                                                                      | Los Angeles                              | USA                                      | Dodger Stadium |
| 29. August 1966                                                                      | San Francisco                            | USA                                      | Candlestick Park (Veröffentlichung auf Audio-Bootleg)                                                              |

## 1969

### Besetzung
- John Lennon: Gesang, Rhythmusgitarre
- Paul McCartney: Gesang, Bass
- George Harrison: Gesang, Leadgitarre
- Ringo Starr: Schlagzeug
- Billy Preston: E-Piano

### Erläuterungen
Der geplante Liveauftritt für den Film Get Back (später: Let It Be) fand am 30. Januar 1969 statt: Auf dem Dach der Apple-Studios in der Londoner Savile Row spielten die Beatles mit Billy Preston unter freiem Himmel das sogenannte Rooftop Concert. Wegen der zahllosen Schaulustigen drohte ein Verkehrschaos, und einige Anwohner fühlten sich wegen Ruhestörung belästigt. Daher erschien die Polizei vor Ort, und die Beatles brachen die Show nach 42 Minuten ab. Das Konzert endete mit John Lennons Worten:

“I’d like to say thank you on behalf of the group and ourselves and I hope we passed the audition.”

„Ich möchte mich im Namen der Gruppe und uns selbst bedanken – und ich hoffe, wir haben das Vorspielen bestanden.“

### Setliste
1. Get Back – 3:05
2. I Want You (She’s So Heavy) – 0:18
3. Get Back – 3:04
4. Don’t Let Me Down – 3:12
5. I’ve Got a Feeling – 3:30
6. One After 909 – 2:46
7. Danny Boy (Weatherly) – 0:06
8. Dig a Pony – 3:44
9. God Save the Queen (Traditional) – 0:32
10. I’ve Got a Feeling – 3:33
11. A Pretty Girl Is like a Melody (Berlin) – 0:05
12. Don’t Let Me Down – 3:19
13. Get Back – 3:01

| Datum           | Stadt  | Land                   | Auftrittsort    |
| --------------- | ------ | ---------------------- | --------------- |
| 30. Januar 1969 | London | Großbritannien/England | Rooftop Concert |

## Filme
- Ron Howard (Regie): The Beatles: Eight Days a Week – Die Tournee-Jahre 1962–1966. 2016, Dokumentarfilm, 106 min, Großbritannien und USA[23]